# Armée romaine des origines à la fin de la République

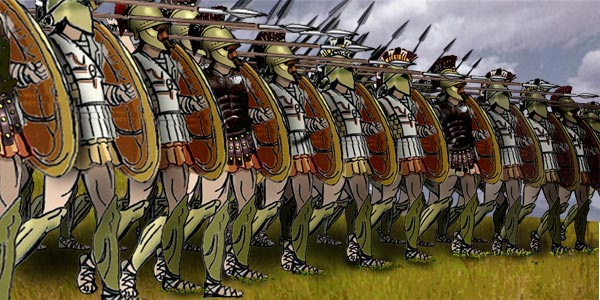
Une reconstitution moderne d'hoplites grecs en formation de phalange, proche de l'armée étrusco-romaine et de celle de la République primitive.

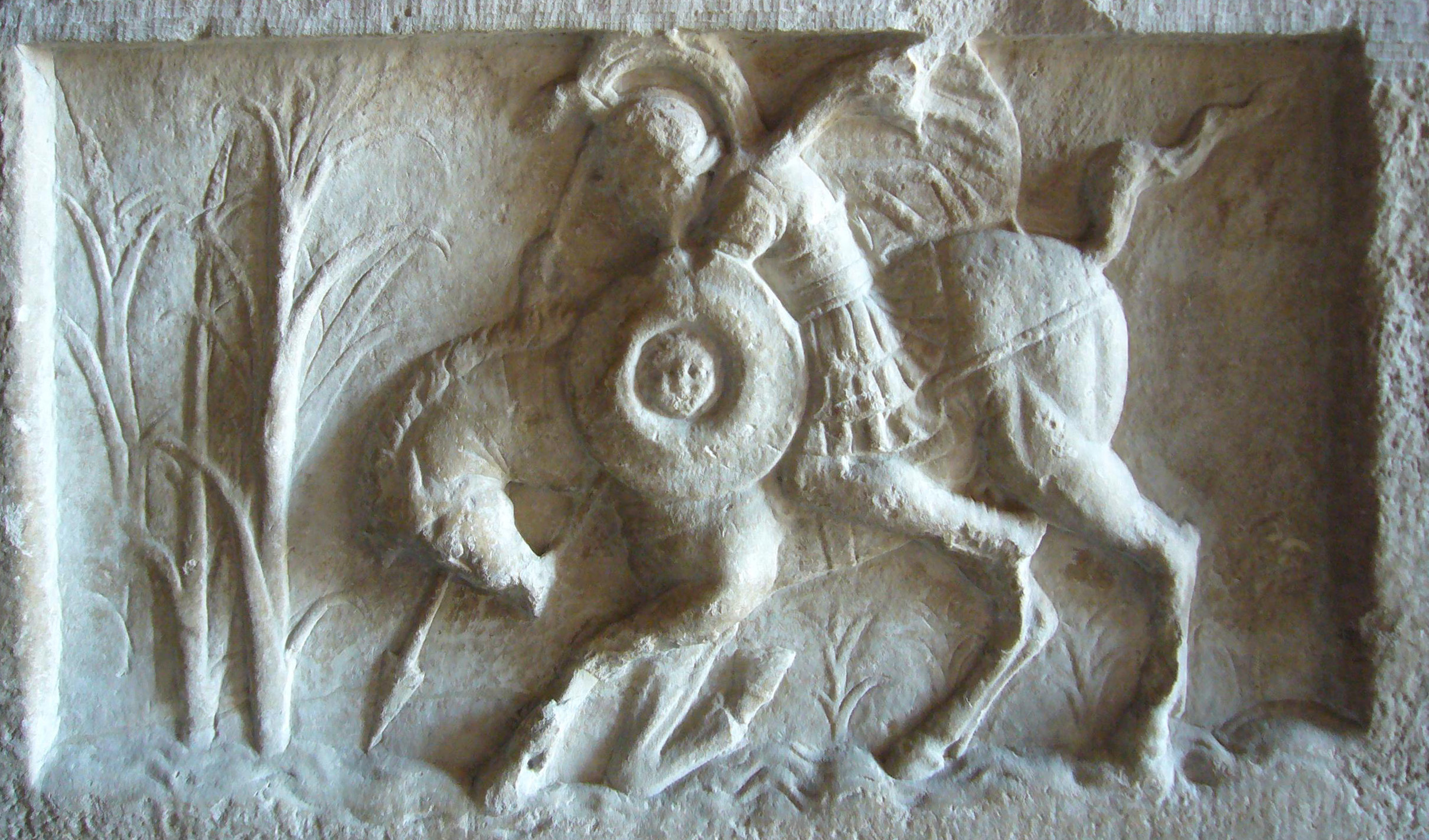
Stèle trouvée sur le Forum Romanum, à proximité du Lacus Curtius, représentant un cavalier romain du

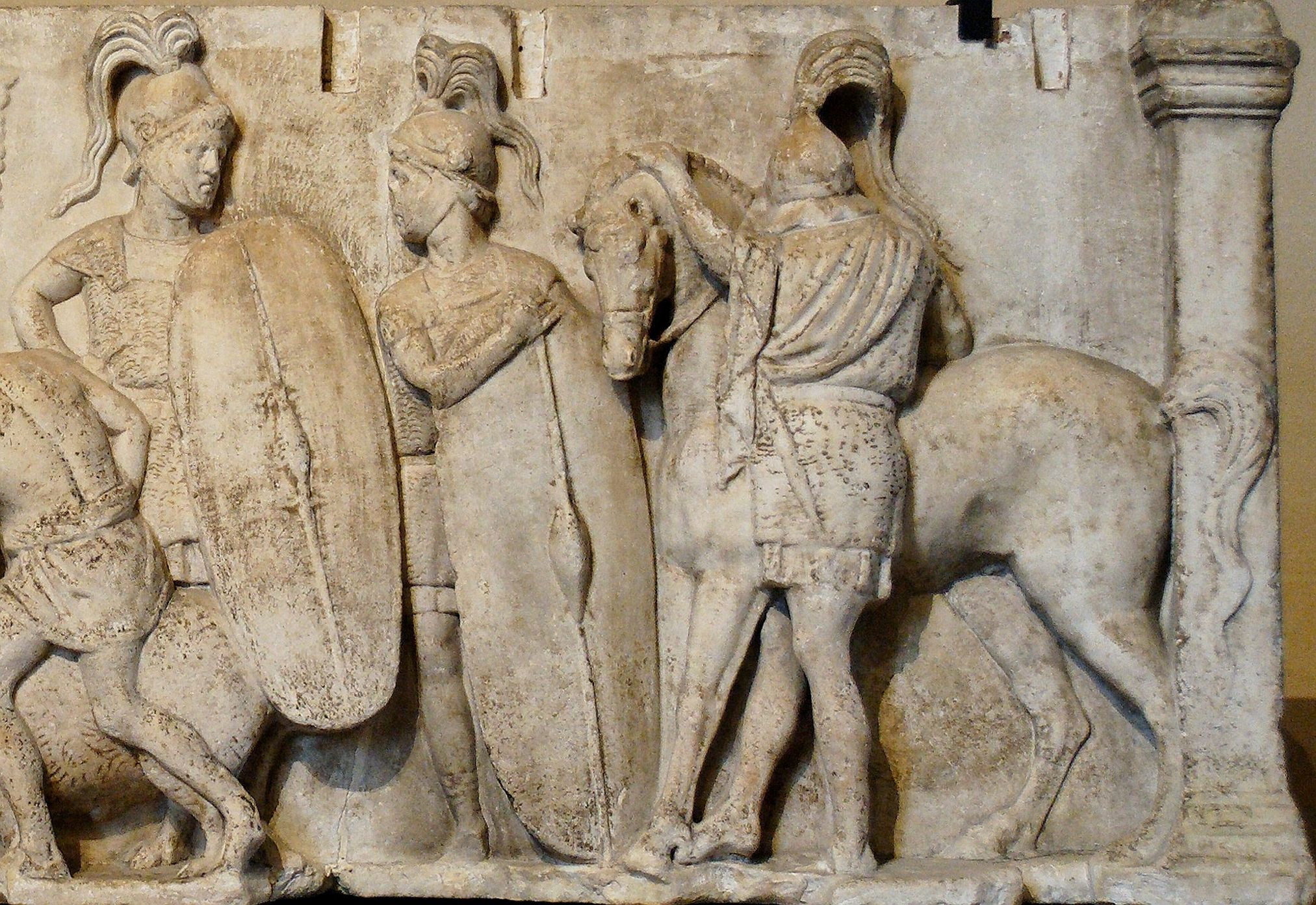
Scène de sacrifice pendant un recensement : partie droite d'une plaque de l'autel de Domitius Ahenobarbus, connue sous le nom de la « frise du recensement ». Marbre, œuvre romaine de la fin du Provenance : Champ de Mars, Rome. Aujourd'hui au musée du Louvre, Paris.

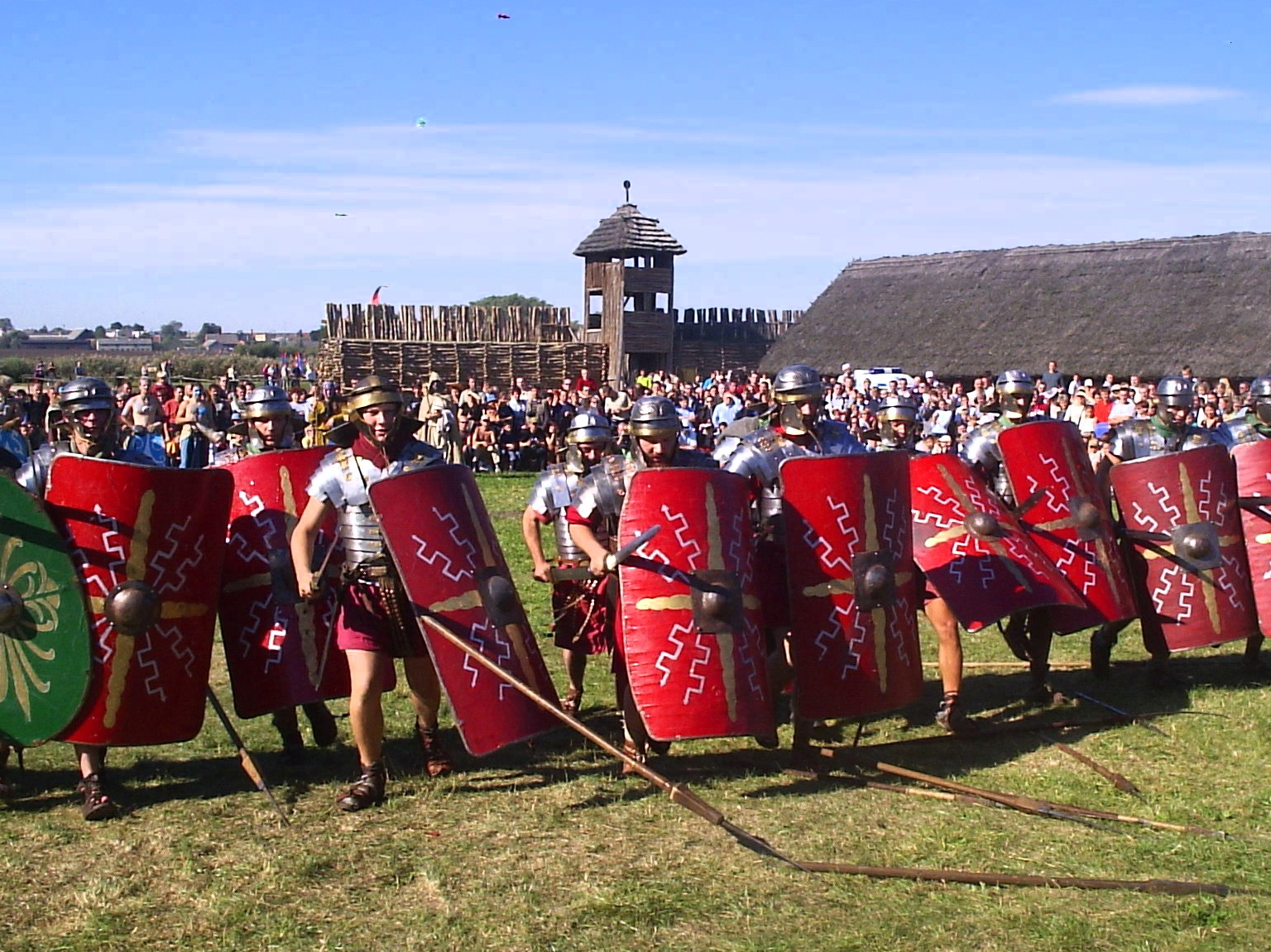
Reconstitution du, les soldats ont un équipement assez similaire à celui d'un soldat des guerres civiles de la fin de la République.

La conquête du bassin méditerranéen sous la République romaine.

L'armée des origines de la Ville à la fin de la République romaine permet à Rome d'imposer sa suprématie sur les villes et les peuples voisins du Latium aux Ve et IVe siècles av. J.-C., puis de se lancer dans la conquête de l'Italie aux IVe et IIIe siècles av. J.-C. et enfin de la Méditerranée du IIIe au Ier siècle av. J.-C. avant de jouer un rôle dans les guerres civiles républicaines.
Les origines de Rome sont plongées dans les traditions et légendes, et l'armée archaïque des premiers rois traditionnels n'est assurément qu'un ensemble de milices privées au service de nobles qui se réunit autour d'un roi dans des cas exceptionnels. Rome passe ensuite sous la domination des rois étrusques et la première véritable armée nationale peut être considérée comme étant une armée étrusco-romaine jusqu'à l'instauration de la République.
L'armée étrusco-romaine puis républicaine primitive reflète une société très aristocratique qui adopte d'abord un système proche de celui de la phalange hoplitique grecque : épaule contre épaule, les soldats romains offrent à l'ennemi une ligne continue et unie. Chacun doit payer son armement, les plus riches combattant à cheval ou constituant l'élite de l'infanterie, et les plus pauvres n'étant pas astreints au service, faute de moyens pour s'équiper.
Pierre Cosme souligne qu'au « début de la République romaine, les principes censitaires qui régissent la société et la vie politique romaines sont également à la base de toute l'organisation militaire de la cité », ce que Claude Nicolet résume ainsi : « être un soldat, pour un Romain, c'est être un citoyen. L'armée romaine d'époque républicaine a trois caractéristiques essentielles : elle est nationale, censitaire et non permanente ; c'est donc une armée de conscription, et non pas de métier ».
Du fait des guerres incessantes auxquelles sont confrontés les Romains, l'armée se développe et évolue, et les besoins en effectifs augmentent. Les hommes sont répartis en fonction de leurs revenus en classes censitaires puis la légion adopte l'organisation manipulaire, très moderne pour son époque, ce qui constitue une première révolution. Le corps de bataille éclate en une série de petites unités, les manipules, et gagne en souplesse. La solde est créée et les critères censitaires sont diminués : des hommes de plus en plus pauvres peuvent entrer dans l'armée, bien que légèrement équipés.
La vraie révolution intervient à la fin de la guerre contre les Latins. Au lieu de réduire en esclavage leurs voisins qu'ils viennent de vaincre, les Romains, non seulement leur laissent la liberté, mais encore leur donnent leur propre citoyenneté. Cette mesure extraordinaire met à la disposition du commandement de nombreuses troupes alliées, qui représentent vite plus de la moitié de l'armée, au fur et à mesure de la conquête de l'Italie, puis pour la conquête de la Méditerranée.
La deuxième guerre punique va mettre à rude épreuve l'armée romaine qui en sort victorieuse malgré un lourd tribut en hommes, et cette guerre aura de grandes conséquences à long terme. L'organisation militaire s'adapte et innove pour que l'armée puisse intervenir en dehors de la péninsule italienne sur de longues périodes, ce qui lance la lente professionnalisation de l'armée romaine avec des temps de service plus continu tout au long du IIe siècle av. J.-C.
Au Ier siècle av. J.-C., les premières guerres civiles secouent Rome. La guerre sociale atteint les fondements de la République et de l'Italie romaine et a des conséquences très importantes dans l'organisation militaire romaine. Les anciens alliés italiens deviennent citoyens, les procédures de recrutement et de mobilisation sont décentralisées et se fondent dorénavant sur le volontariat et non plus sur les classes censitaires. La professionnalisation de l'armée prend de l'ampleur et les vétérans prennent une grande place dans la société. Les armées sont dorénavant enclines à servir les intérêts de leurs généraux aux ambitions démesurées qui partent à la conquête du pouvoir, ce qui mène la République romaine à son terme.

## L'armée de la Rome archaïque (VIIIe—VIesiècleav. J.-C.)

### La tradition et les légendes

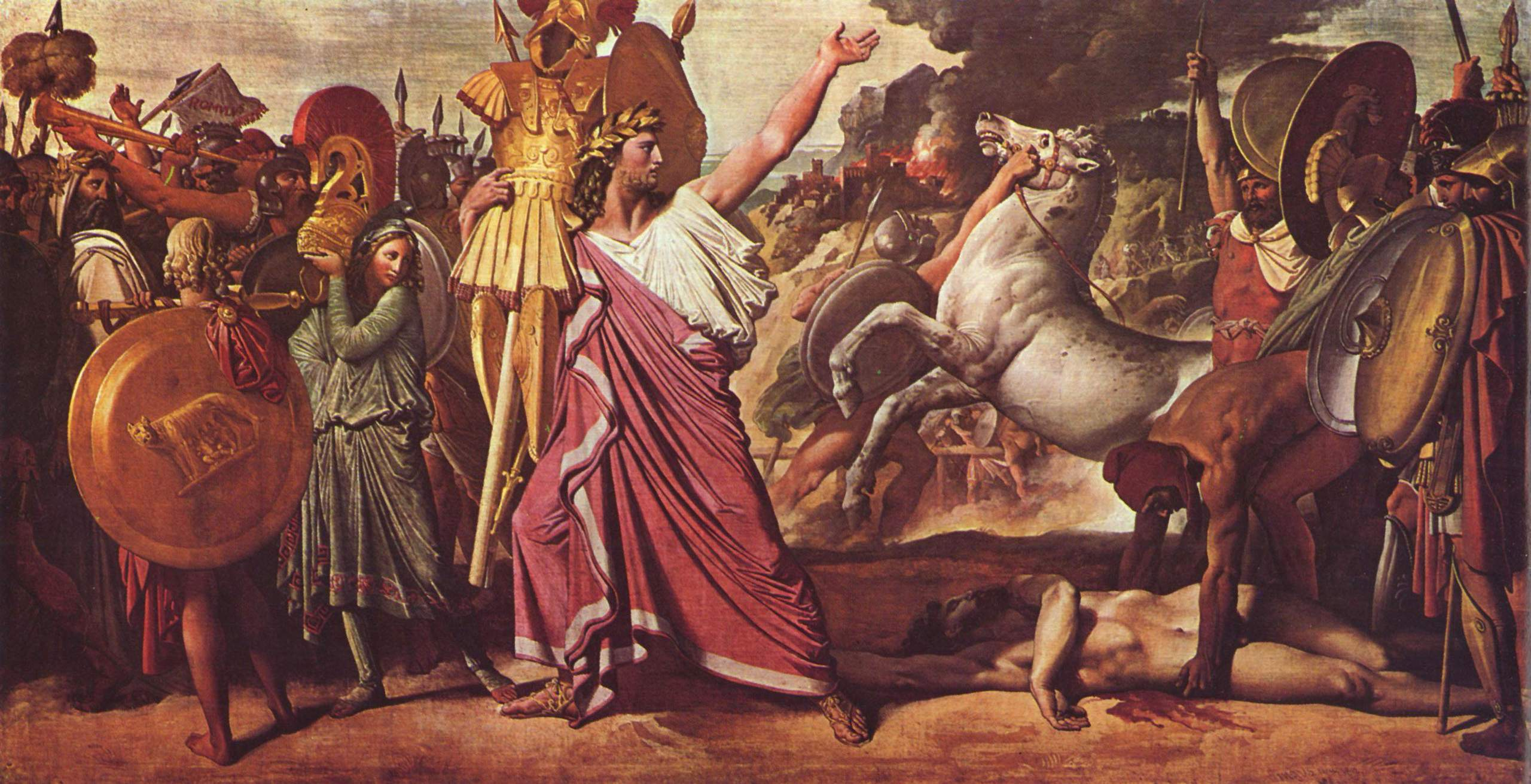
Jean-Auguste-Dominique Ingres, « Romulus, vainqueur d'Acron, porte les dépouilles opimes au temple de Jupiter Férétrien », ENSBA, Paris, 1812.

Dès la fondation de Rome en 753 av. J.-C. par les frères Romulus et Rémus, des campagnes et exploits militaires émaillent la tradition et les légendes romaines, telles les victoires des premiers rois légendaires sur les peuples voisins : Romulus contre les Céniniens, les Crustuminiens, les Antemnates et les Sabins, puis contre les Lavinates, les Véiens, et les Fidénates, Tullus Hostilius contre les Albains et à nouveau contre Véies et les Sabins et Ancus Marcius face aux Latins.
Ces guerres rapportées par la tradition ne nous apprennent rien sur l'organisation et l'équipement des armées de la Rome archaïque et tiennent plus de la légende que de l'histoire,.
A cette période de rois légendaires, latins et sabins, suit celle des rois étrusques qui, bien que leurs noms, leurs nombres et leurs règnes soient traditionnels et peu vraisemblables,, ont dominé la Rome monarchique tardive. De ces trois traditionnels rois étrusques, Tarquin l'Ancien combat à son tour les Sabins et Tarquin le Superbe les Latins, les Volsques et les Ardéens.
À la fin du règne des rois étrusques, le territoire romain s'est agrandi et s'étend sur une partie du nord du Latium, sur près de 1 000 km2, sans pour autant inclure ni Tibur au sud-est, ni Fidènes toute proche au nord-est.

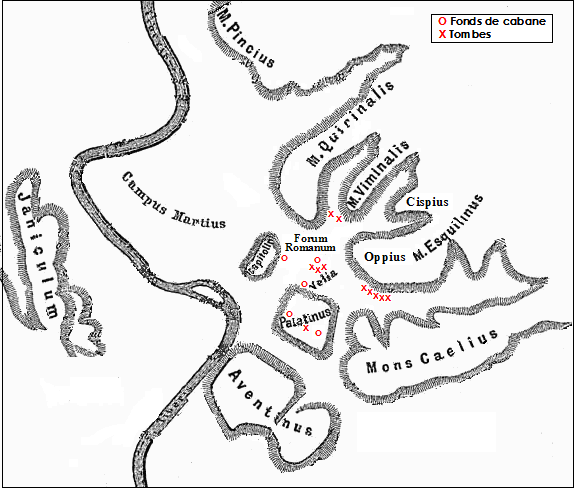
Le site de Rome et les vestiges du

### Les fouilles archéologiques
Les fouilles archéologiques sur l'Esquilin ont permis de découvrir des tombes à char datant de la seconde moitié du VIIIe siècle av. J.-C., tombes dans lesquelles sont aussi trouvés des casques et des boucliers.
La société est alors hiérarchisée, le pouvoir et la richesse sont détenus par une élite militaire, comme on le retrouve dans les sociétés européennes contemporaines.
Au milieu de ce siècle, des fouilles suggèrent que les habitations du Palatin sont dorénavant entourées d'un fossé et d'un mur de terre et de pierres,,, parfois appelé « mur romuléen ».
Pierre Cosme souligne que, autour de la date traditionnelle de la fondation de Rome, « la naissance d'une aristocratie guerrière apparaît contemporaine de l'édification d'une première citadelle sur le site de Rome ».

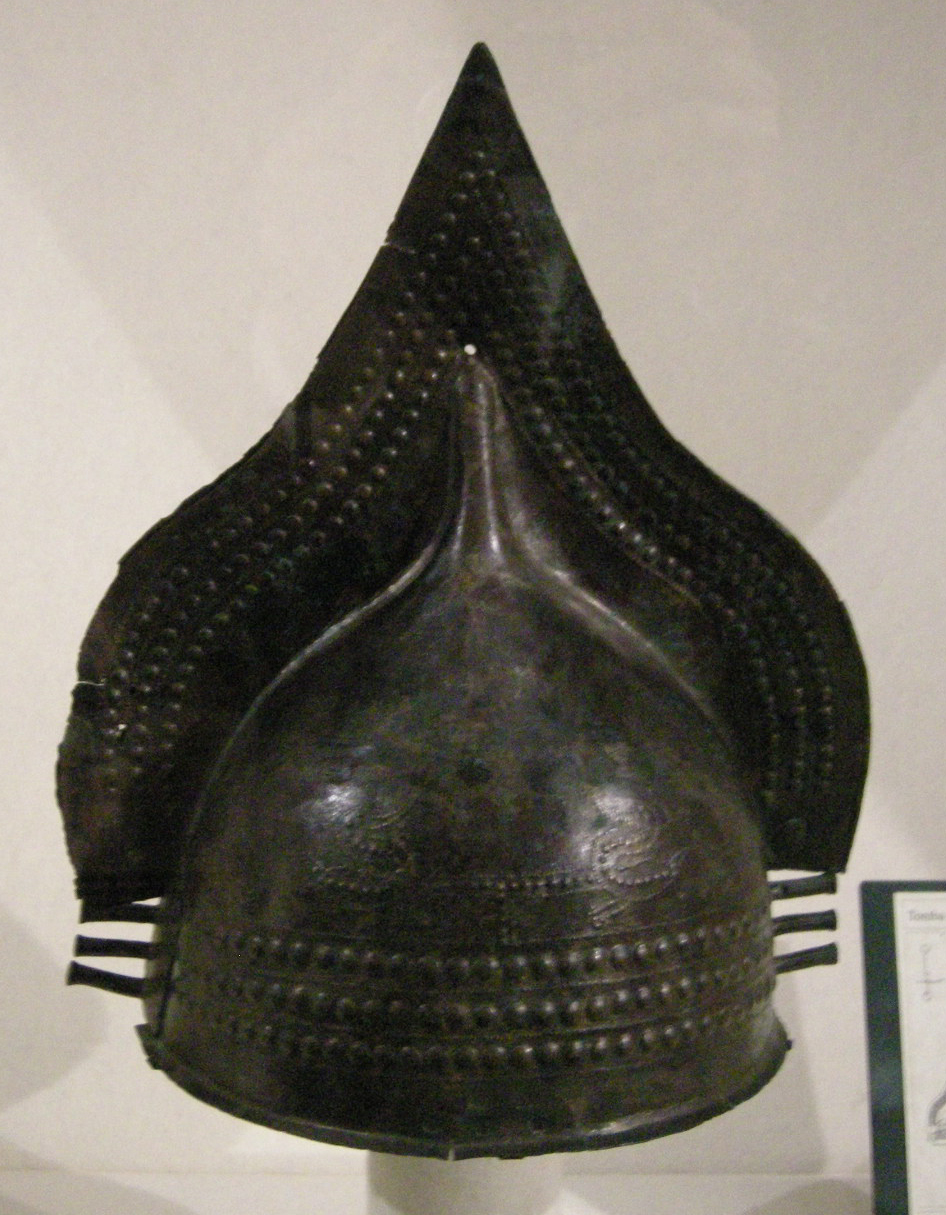
Casque en bronze de type villanovien, utilisé en Étrurie du et peut-être dans la Rome monarchique, découvert sur une urne biconique. Musée Guarnacci, Volterra, Italie.

Du côté de la civilisation étrusque, contre laquelle Rome aurait été plusieurs fois en guerre pendant les premiers règnes et avec laquelle elle aurait peut-être partagé, ou emprunté, un certain nombre d'armes, les tombes villanoviennes contiennent un important matériel guerrier : casque en bronze, à crête ou à apex, des boucliers en bois et parfois en bronze, des protège-cœur de bronze, de grandes lances de hast, de courtes épées, des poignards et même des haches.
Il se peut que les Étrusques aient déjà adopté une formation en ligne préfigurant le combat hoplitique,. Des armes grecques apparaissent dès le VIIe siècle av. J.-C. : bouclier, cnémides et casque de type corinthien, alors que celui de type villanovien disparaît.

### La composition et l'organisation de l'armée archaïque
Selon la tradition, la Rome archaïque est divisée en trois tribus basées sur l'appartenance à un groupe ethnique à caractère gentilice, les tribus Ramnenses, Titienses, et Luceres,. Ces tribus sont elles-mêmes divisées en dix curies, apportant chacune à l'armée cent hommes, et chaque contingent de mille hommes d'une tribu est commandé par un officier, que l'on appelle « tribun », mot qui pourrait être dérivé du nom de « tribu ».
La legio, c'est-à-dire la « levée », désigne alors le rassemblement de l'armée, composée de 3 000 fantassins, auxquels s'ajoutent les 100 plus riches membres d'une tribu, payant eux-mêmes leur équipement et formant donc un corps de 300 cavaliers. Selon l'histoire mythique de Rome, cette unité de cavalerie est levée par Romulus comme garde personnelle : les Celeres.
Cependant, cette armée de la Rome monarchique primitive ne compte peut-être pas un nombre fixe de soldats, comme ce sera le cas plus tard sous la République du IVe siècle av. J.-C.. Il est même vraisemblable qu'il n'y ait pas alors d'armée romaine nationale, mais plutôt uniquement des troupes armées indépendantes au service d'un noble ou d'une famille et qui se réunissent autour d'un roi en cas de situation extrême,,.
Jusqu'au VIe ou Ve siècle av. J.-C., les armées italiennes antiques sont composées de fantassins combattant autour d'un noble, chef de guerre, positionné sur un char, pouvant affronter son adversaire en combat singulier,,. S'ajoute à cela un corps de la cavalerie composé par la noblesse. On ne garde pratiquement aucune trace de ce type de combat aristocratique à Rome,, mais on le retrouve dans les sociétés contemporaines, notamment dans la Grèce et l'Étrurie d'avant la « révolution hoplitique,,, ».
Dans la Grèce archaïque, dès le VIIe siècle av. J.-C. à Sparte et au début du VIe siècle av. J.-C. à Athènes, l'usage du char est abandonné, les combats individuels de type « homérique » disparaissent pour laisser place au système hoplitique,,.

## La phalange hoplitique (VIe siècle —)

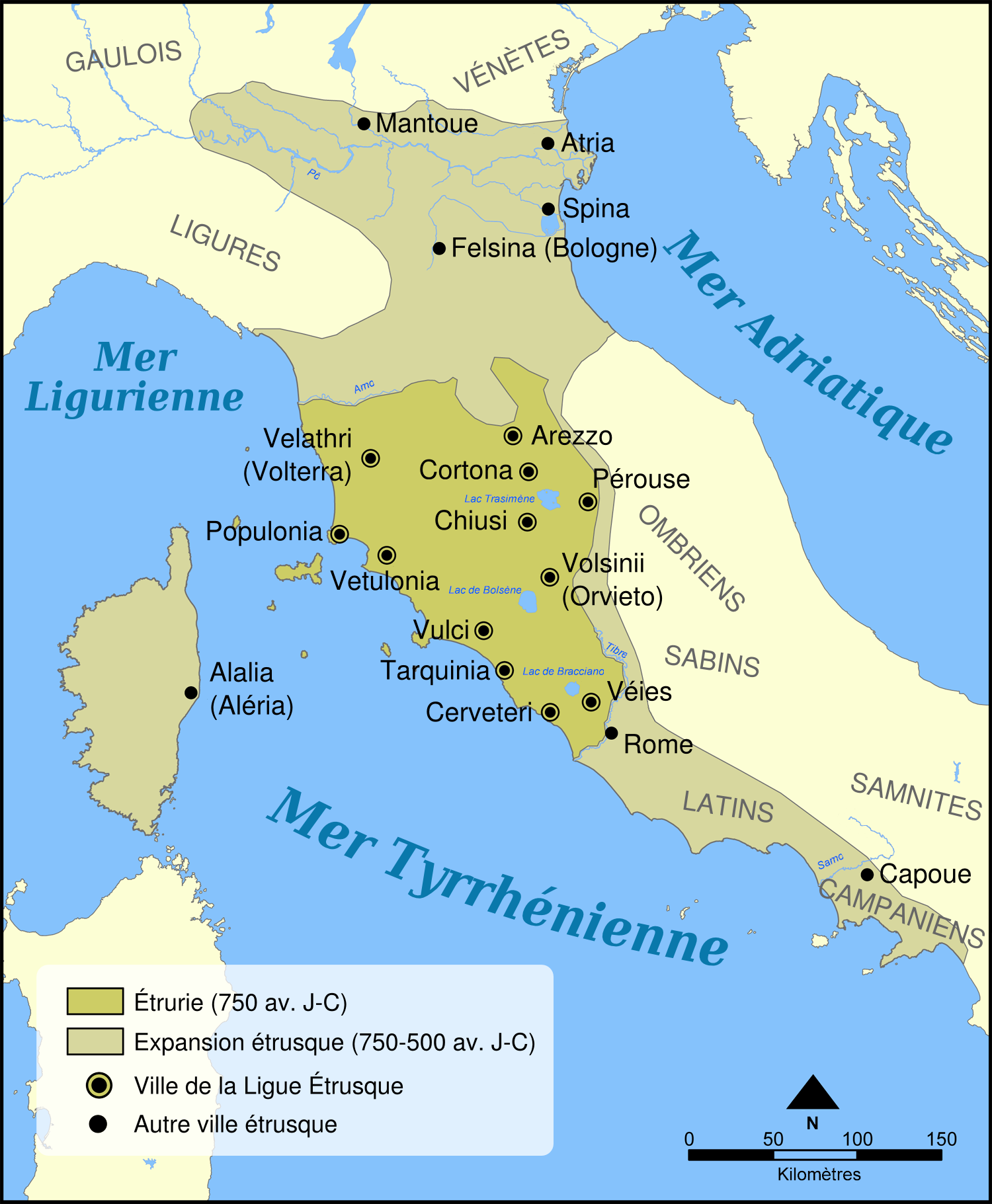
L'expansion étrusque en Italie du

## La phalange hoplitique (VIe—IVesiècleav. J.-C.)

### La «révolution hoplitique» en Italie
Les transformations radicales des méthodes de guerre en Grèce au début du VIIe siècle av. J.-C., dites « révolution hoplitique, », atteignent à la fin de ce siècle l'Italie du Sud, qui se parsème depuis un demi-siècle de colonies grecques, et au siècle suivant l'Étrurie,,, dont l'influence s'étend progressivement de la plaine du Pô jusqu'à la baie de Naples,,.
Les armes de bronze et l'utilisation de la phalange par les Romains, quel que soit l'initiateur à Rome, leur viennent des Étrusques,,. Ces derniers ont en effet créé des liens commerciaux avec les cités de la Grande-Grèce dès le VIIe siècle av. J.-C. et ont diffusé ces nouvelles techniques militaires dans toute l'Italie,.

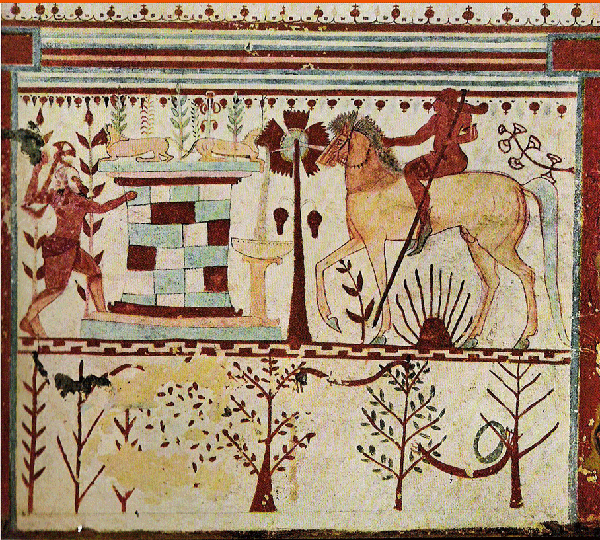
Tombe murale étrusque montrant l'embuscade de Troïlos par Achille. La fresque montre un guerrier à pied et un guerrier monté étrusques. Tombe des Taureaux, c. -550, Tarquinia, Italie.

À la fin du VIe siècle av. J.-C., des représentations en Étrurie attestent de l'utilisation de la phalange,, notamment la tombe dite « du Guerrier », à Vulci, datée de 520-510 av. J.-C., qui montre un fantassin étrusque possédant l'équipement complet de l'hoplite et combattant en phalange,.
Les historiens antiques, notamment Tite-Live et Denys d'Halicarnasse, font du roi étrusque Servius Tullius, le sixième roi traditionnel des Romains qui règne au milieu du VIe siècle av. J.-C., le réformateur de l'armée romaine, en important les méthodes de combat utilisées par les Étrusques à Rome,,.
Si les historiens modernes hésitent à faire de ce roi semi-légendaire le réformateur de l'armée et surtout le créateur de la légion d'hoplites à Rome, ils conçoivent, et l'archéologie l'atteste via des fouilles dans la région de Rome même, l'existence de ce type de formation au Ve siècle av. J.-C., c'est-à-dire dans les débuts de la République romaine,. Servius Tullius ayant été probablement un commandant en chef d'une armée étrusque avant de devenir roi de Rome, il est donc probable qu'il ait mené l'« étruscisation » de l'armée romaine.

### Les réformes dites «serviennes»
Les réformes traditionnellement datées du milieu du VIe siècle av. J.-C., et attestées sous la République aux Ve et IVe siècles av. J.-C.,,, sont dites « réformes serviennes » ou « constitution servienne » car attribuées au roi semi-légendaire Servius Tullius. Elles transforment le monde politico-militaire à Rome : le service dans l'armée coïncide avec des droits politiques,.

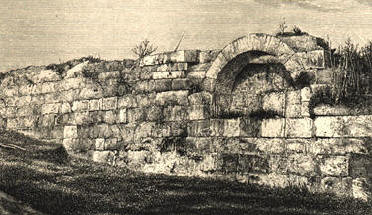
La mur servien sur l'Aventin, dessin du XIX.

Parmi ces réformes, selon la tradition, outre l'utilisation de l'équipement hoplitique, on note, :
- l'édification d'une muraille primitive autour de Rome,
- le premier recensement des citoyens,
- la création des centuries,
- la réforme des tribus,
- une réforme de la cavalerie,
- l'évolution du rôle des tribuns militaires, officiers rattachés à la légion et non plus à un chef patricien ou à une tribu.

#### La construction d'une muraille primitive
Le mur servien tel qu'il nous est parvenu est construit en réaction au sac de Rome par les Sénons de Brennus au IVe siècle av. J.-C. Cependant, son contour remonte probablement au VIe siècle av. J.-C.,,
Le mur initial de la monarchie est sûrement un haut mur de terre (un agger de six mètres) bordé d'un fossé,,,. Les fouilles archéologiques peuvent dater la construction du mur de la deuxième moitié du VIe siècle, et on peut en suivre le tracé à l'est du Quirinal, du Viminal et de l'Esquilin. Par contre, le murus lapideus en gros blocs de tuf qui double par endroits ce murus terrus primitif ne remonte qu'au lendemain de l'invasion gauloise de 390. Le tracé du mur coïncide avec le pomerium ou limite religieuse de la ville, excluant l'Aventin.

#### Les premières classes censitaires
Selon les historiens antiques, en premier lieu Tite-Live et Denys d'Halicarnasse, Servius Tullius divise le peuple romain en cinq classes censitaires,, dépendant de la richesse, et décompose les centuries par âge, entre iuniores (de 17 à 45 ans) et seniores (de 46 à 60 ans),.
Ces centuries sont réunies en une assemblée, les comices centuriates, qui se tiennent sur le Champ de Mars hors des limites de la ville et du pomœrium, et selon Filippo Coarelli, symbolisent tout au long de l'histoire de Rome la « nation en armes ». Chaque centurie est à la fois une unité militaire et une unité de vote.

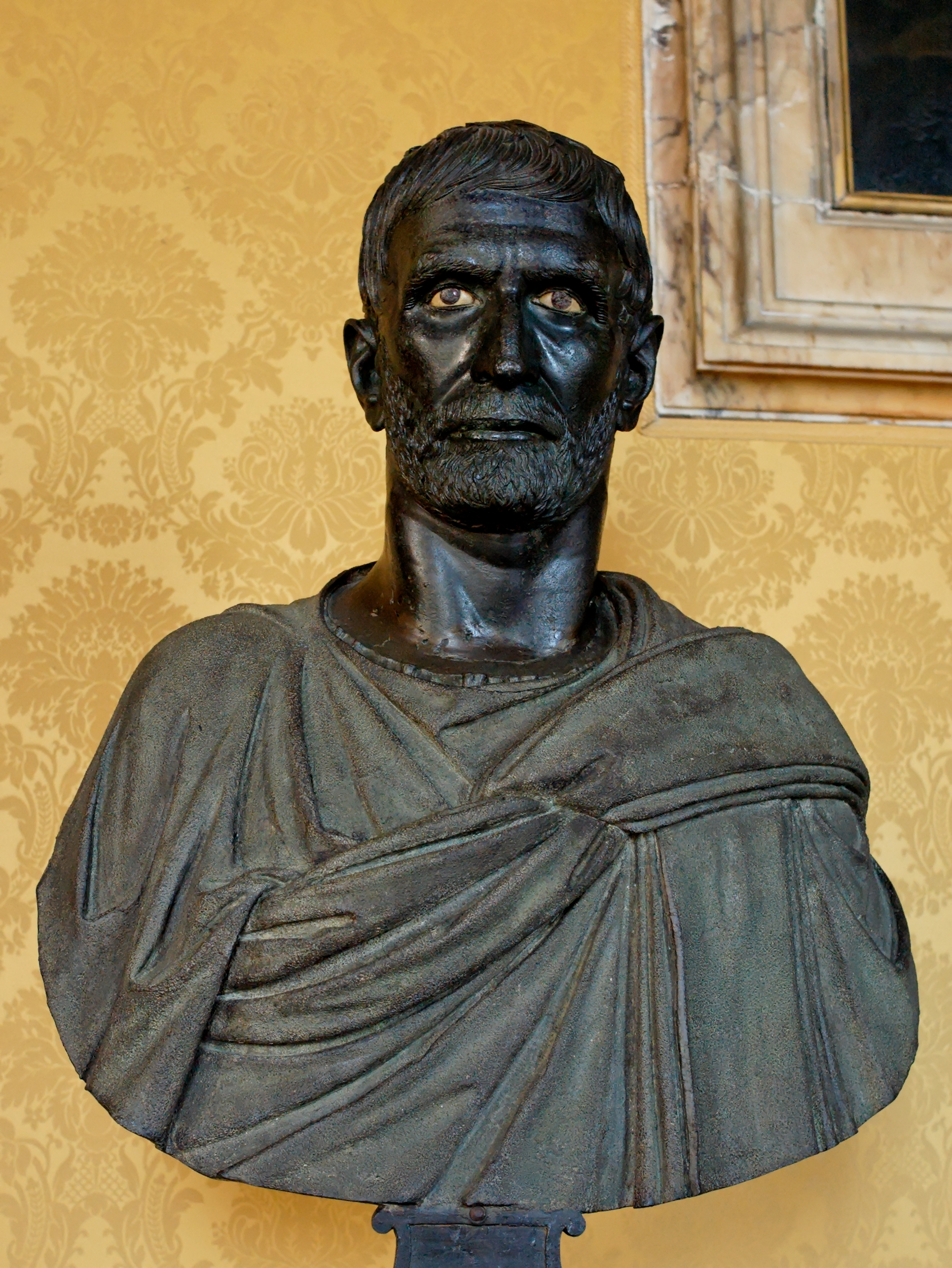
Buste de Lucius Junius Brutus, un des pères traditionnels de la République, aux musées du Capitole. Bronze,, œuvre républicaine.

Cette organisation générale en classes censitaires dès la monarchie, sans pour autant accorder foi à tous les détails, parfois anachroniques, est attestée par les historiens modernes,,. Le tableau présenté par Tite-Live et Denys d'Halicarnasse ne correspond par aux conditions économiques et sociales du VIe siècle av. J.-C. L'organisation complexe de ces comices et des centuries ne s'est pas faite en un jour comme le veut la tradition, mais sur plus d'un siècle, même si elle est élaborée dès le VIe siècle av. J.-C., En effet, ces réformes au double esprit militaire et politique correspond bien aux exigences de l'époque et il est probable que la classification censitaire du peuple romain et l'institution des comices centuriates reviennent cependant à Servius Tullius, et s'est poursuivie après lui.
Le recours à la conscription sur une base censitaire à Rome remonte bien aux Étrusques,,, mais la répartition des soldats en cinq classes n'apparaît progressivement qu'à l'époque républicaine, à partir du milieu du Ve siècle av. J.-C., même si des auteurs anciens l'attribuent à Servius Tullius,. En Étrurie, au VIe siècle av. J.-C., et donc vraisemblablement dans la Rome étrusque, les citoyens sont répartis selon leur richesse et leur capacité à s'acheter l'équipement complet ou non de l'hoplite,.
La division initiale sous la monarchie romaine ne comporte que deux ou trois groupes de citoyens, en dehors des chevaliers : la classis (« ceux qui peuvent être appelés »), la minorité capable financièrement de s'équiper complètement en hoplite,, ; et l'infra classem, la majorité qui regroupe tous les autres. Parmi cette classe, certains peuvent s'équiper plus légèrement et ainsi combattre en auxiliaire, et sont alors séparés des capite censi, les plus pauvres, non mobilisables, ; ou alors il n'y a pas cette distinction au sein des infra classem, tous non mobilisables,. Cette organisation avec une seule classis est conforme à la loi des Douze Tables du milieu du Ve siècle av. J.-C.
C'est donc la naissance d'une armée censitaire de type hoplitique, composée de riches et moyennement riches, citoyens capables de s'équiper à leur frais, de manière hétérogène, les plus lourdement armés sont les plus riches et servent en première ligne.

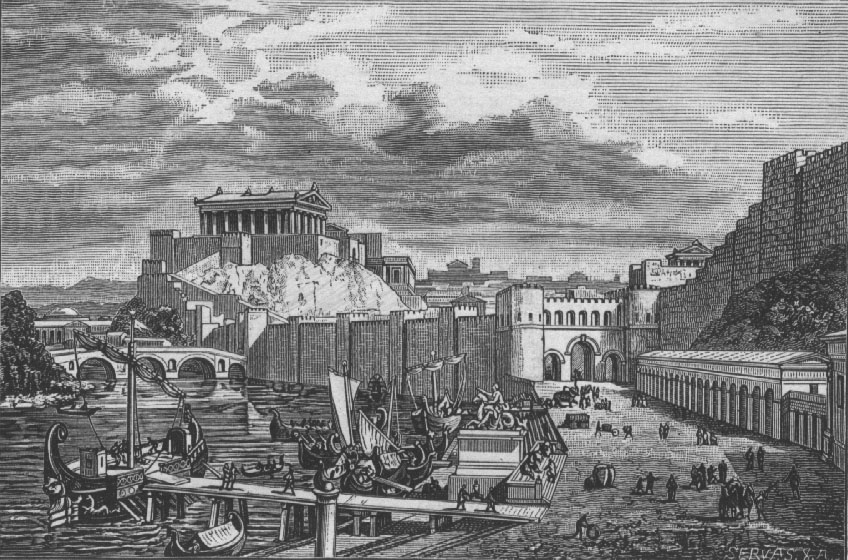
Vue romantique de Rome, avec le Tibre, le mur servien et le pont Sublicius, dominée par le Capitole et le temple dédié à la triade.

#### La naissance des tribus topographiques
Les tribus romaines sont réformées selon des critères topographiques : les tribus Suburana, Palatina, Esquilina et Collina sont créées,. Cette réforme est aussi attribuée à Servius Tullius par la tradition, ces tribus remplaçant donc les anciennes tribus ethniques : les Ramnenses, les Titienses, et les Luceres,. Les historiens modernes font aussi remonter la création des tribus urbaines au milieu du VIe siècle av. J.-C., et il est difficile de savoir si certaines tribus rustiques datent de la même époque. Sur les trente-et-une existant au IIIe siècle av. J.-C., quatorze sont créés postérieurement au sac de Rome de 390 av. J.-C. tout au long de la conquête romaine de l'Italie, une date probablement de 495 av. J.-C., ce qui laisse peut-être les vingt autres soit à Servius Tullius, soit sur la période s'étendant des débuts de la République romaine au sac de Rome qui a détruit les archives.
Cette idée innovante de recenser la population par région et non par fortune ou famille dans les tribus permet d'augmenter le nombre de citoyens mobilisables en intégrant tous les nouveaux venus attirés par l'expansion économique et territoriale de Rome,.

#### Des armées civiques et privées
Ces innovations militaires amènent aussi une réforme civique. En Grèce, elle s'accompagne de la création d'armées citoyennes, alors qu'en Étrurie apparaît aussi des armées de clients au service d'un noble,, et on retrouve probablement ces deux formes dans la Rome primitive, armées civiques via les « réformes serviennes » et armées privées,.

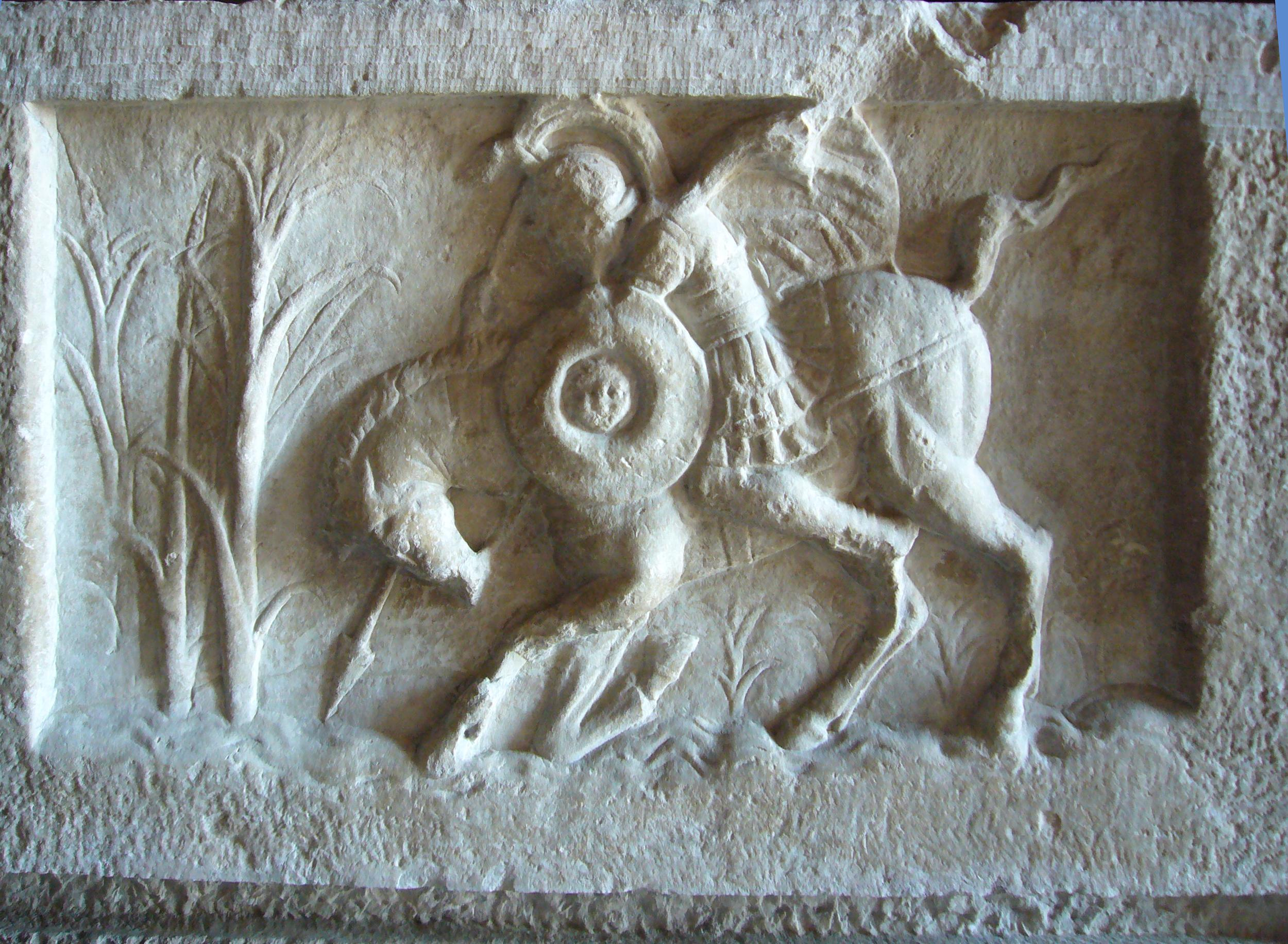
Stèle trouvée sur le Forum Romanum, à proximité du Lacus Curtius, représentant un cavalier romain du

Dans les sources antiques, on retrouve des traces de ces troupes gentilices aux VIe et Ve siècles av. J.-C., notamment sous la République, par exemple lorsque les 5 000 clients du fondateur sabin de la gens Claudia intègrent l'armée romaine, ou lorsque la gens Fabia part en guerre contre Véies avec autant de clients et 300 de ses membres,,, ce qui pourrait évoquer l'existence d'armées privées de clients avant et après les « réformes serviennes ».
L'armée romaine devient donc une armée civique dans le courant du VIe siècle av. J.-C. et surtout du Ve siècle av. J.-C., même si des armées gentilices au service d'une famille patricienne peuvent encore exister.

### La composition et l'équipement de l'«armée hoplitique»

#### L'équipement hoplitique classique
L'équipement hoplitique, que ce soit en Grèce ou en Italie, décrit notamment par Tite-Live, est composé d'un armement en bronze,,, d'origine étrusque, :
- pour protection au corps, un casque (initialement corinthien), une cuirasse et des jambières (appelées cnémides) ;
- comme armes offensives, une lance (hasta) et une épée courte, toutes deux en fer ;
- et enfin un grand bouclier rond de bronze (le clipeus[c 8]).

Représentations d'un hoplite grec
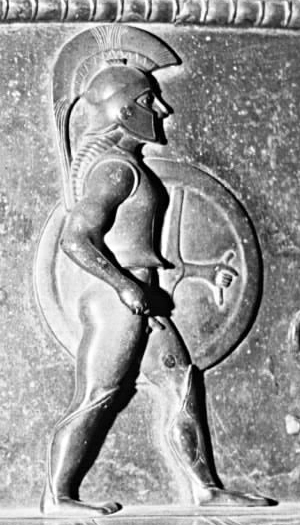
Détail du cratère de Vix, vase de bronze, vraisemblablement sortie d'un atelier grec d'Italie du Sud. Datée de la fin du VIe siècle av. J.-C.
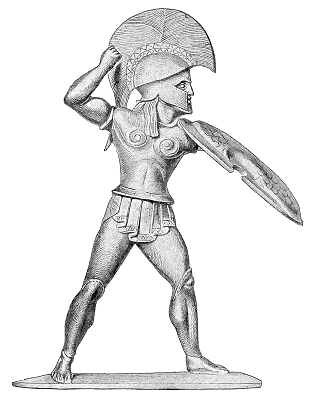
Gravure d'une statuette en bronze d'hoplite portant un clipeus, August Baumeister, Monuments of the classical antiquity, vol. III, 1888.
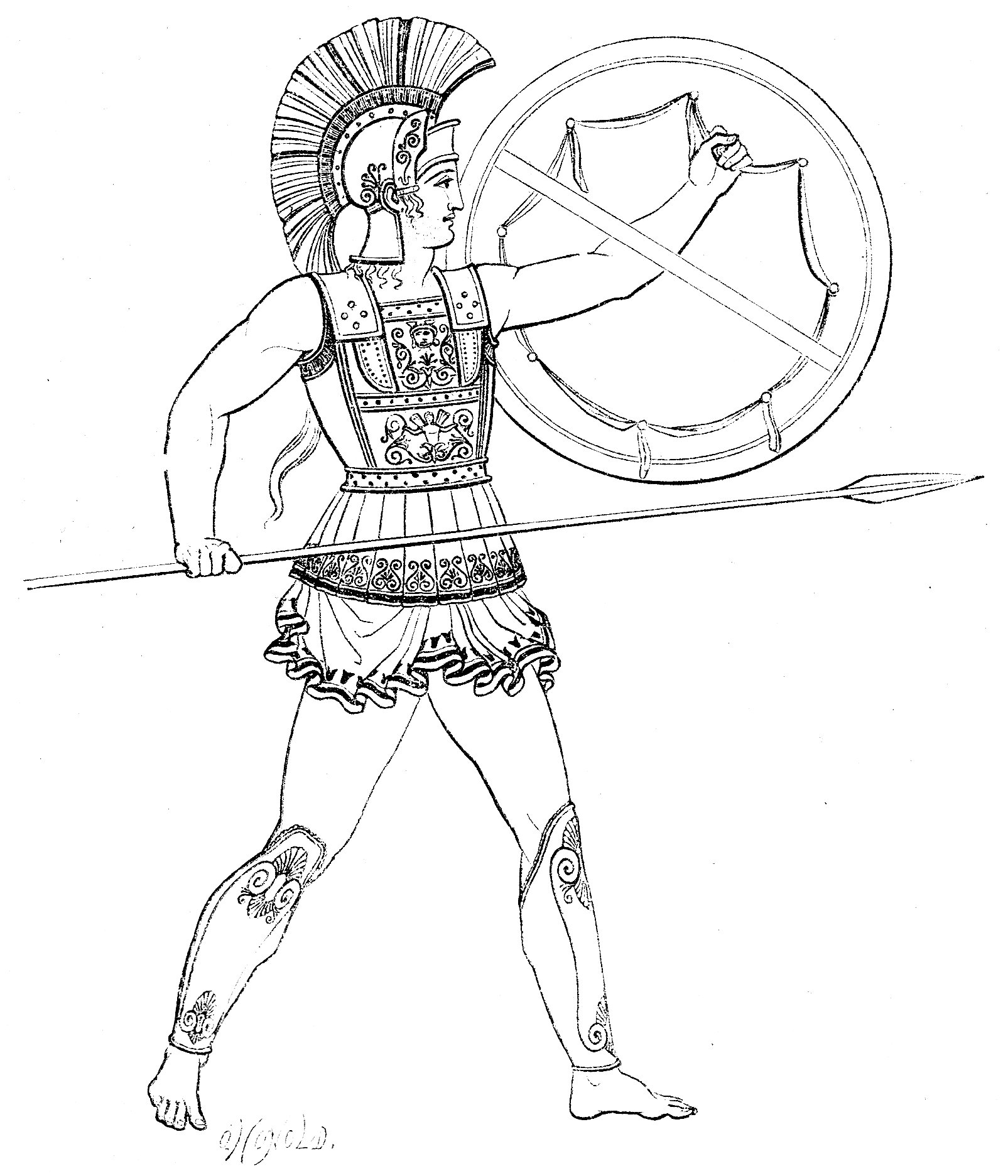
Illustration provenant de Ernst Bernhard Wallis et al., Illustrerad verldshistoria. volume I : Greece warrior, Stockholm, 1877.

Le clipeus, porté au bras gauche, protège à la fois ce côté du fantassin, mais aussi, dans une formation serrée, le côté du voisin de droite. Ainsi, dans une formation en hoplites, les hommes lourdement armés se protègent mutuellement en rangs serrés,, symbole de la solidarité des citoyens-soldats d'une même cité. Le rôle du char, que l'on retrouve toujours dans les tombes de cette époque, devient alors purement symbolique, ne servant plus qu'aux parades et aux triomphes,.
S'il existe des citoyens au sein de l'infra classem pouvant s'équiper plus légèrement, ceux-ci sont armés à peu de frais et sont protégés d'un protège-cœur en métal,.

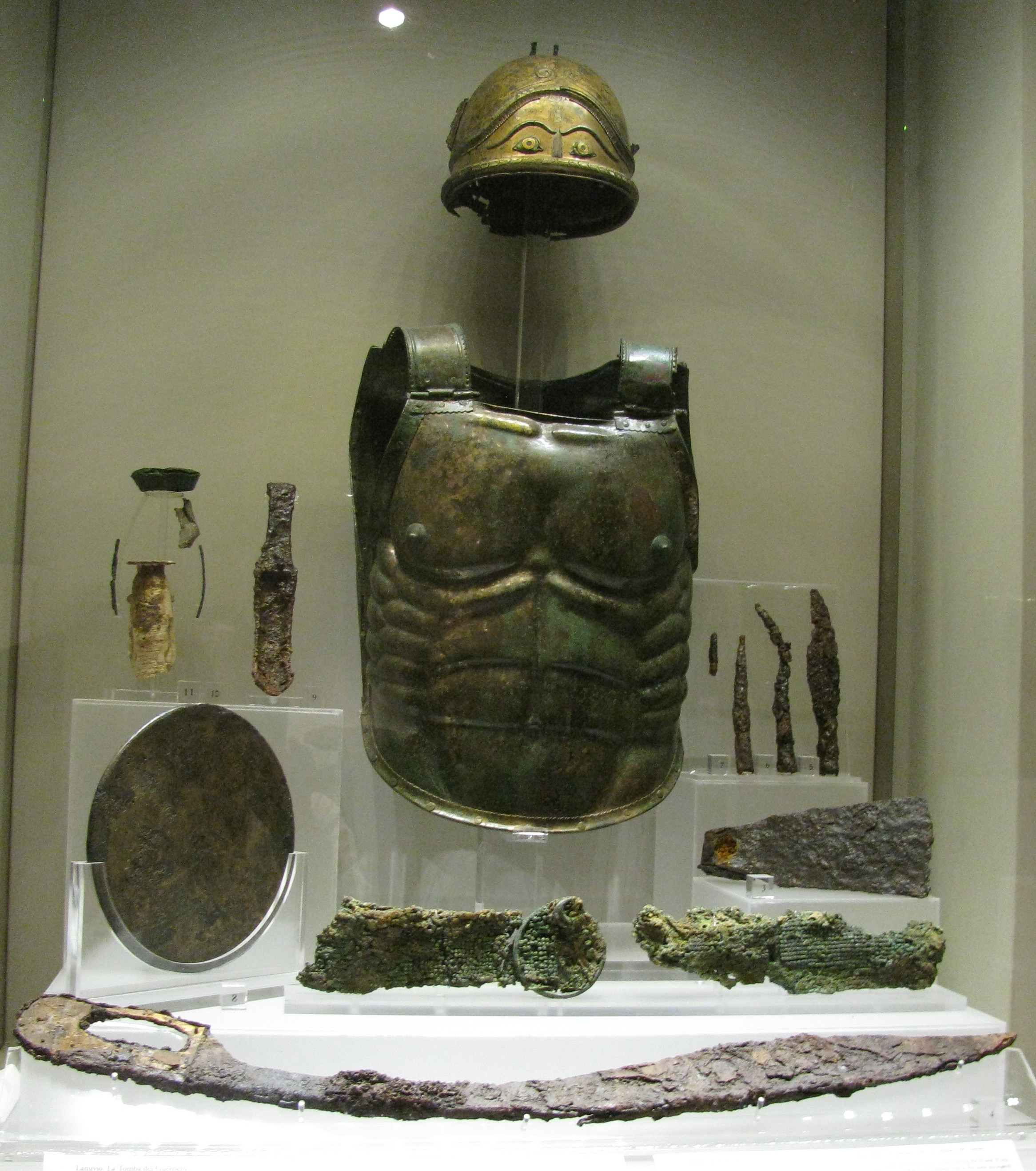
Tombe du guerrier latin de Lanuvium, équipement daté du premier quart du Musée des Thermes de Dioclétien, section épigraphique, Rome.

#### La légion hoplitique romaine
La légion du Ve siècle av. J.-C. se compose alors théoriquement de 3 000 fantassins équipés en hoplite, 1 000 hommes par tribu (dix centuries de 100 hommes par tribu). Les iuniores partent en campagne alors que les seniores forment la réserve de l'armée et sont chargés de la défense de la cité,. Il est possible qu'au début de la République, il y a soit deux légions de 3 000 hommes, soit une seule de 6 000 hommes.
Cependant, cette armée de la Rome monarchique étrusque et des débuts républicains ne compte peut-être pas un nombre fixe de soldats, comme ce sera le cas plus tard sous la République du IVe siècle av. J.-C.
La cavalerie est aussi réformée, passant de trois à une quinzaine de centuries (dix-huit centuries selon la tradition,, bien que ce nombre soit plus probablement atteint plus tardivement), soit environ 1 500 cavaliers, et dédoublées en priores et posteriores. Il est possible que seul le dédoublement des trois tribus d'origine soit le fait du roi étrusque. Polybe déclare que la cavalerie ne joue quasiment aucun rôle lors des combats, n'étant équipé ni de cuirasse, ni d'une lance solide.
Les soldats les plus lourdement armés combattent en première ligne, comme dans les formations contemporaines d'Étrurie ou de Grèce, tandis que ceux possédant un équipement plus léger se placent dans les dernières lignes,. La cavalerie se place sur les ailes, pour combattre à pied ou montée, suivant les circonstances, mais sert principalement à titre de réserve.

### Le commandement suprême du roi puis des consuls
Dans la monarchie tardive, les rois étrusques détiennent l'imperium, par application de la lex curiata de imperio,,, pouvoir de commandement militaire et civil, qui leur donne l'autorité pleine et entière sur l'armée, ainsi que le droit de consulter les auspices, c'est-à-dire les Dieux. Le roi est le seul commandant en chef des armées,.
Selon Salluste, l'imperium que possède le roi est connu sous le nom d'imperium legitimum,. Cela signifie probablement que la seule limite imposée au roi est qu'il respecte le mos maiorum. Dans la pratique, cela n'entraîne aucune réelle restriction de pouvoir.
Son pouvoir suprême est représenté par les faisceaux, le siège curule et le paludamentum, manteau pourpre du triomphateur,, pouvoir qui sera ensuite transféré aux consuls de la République romaine. Rome a emprunté aux Étrusques tous les insignes de la souveraineté et l'appareil du triomphe
Le seul changement immédiat à ce moment-là est le remplacement du roi par une magistrature à deux têtes limitée en temps à un an et l'imperium consulaire reste le pouvoir suprême à Rome, figuré par les douze licteurs qui précèdent les consuls. Néanmoins, cet imperium est suspendu le temps de la dictature (représentée par vingt-quatre licteurs), où un magistrat obtient les plein pouvoirs sur une période très courte de six mois.

## L'apparition de la légion manipulaire (IVe siècle —)

Les différents peuples dans le Latium au

## L'apparition de la légion manipulaire (IVe—IIIesiècleav. J.-C.)

### De nouvelles classes censitaires

#### L'augmentation de la population mobilisable
L'apparition de nouvelles classes censitaires, au-delà de la classis et de l'infra classem, date des débuts de la République romaine. Au Ve siècle av. J.-C., Rome est confrontée à de nombreux ennemis : les peuples sabelliens, c'est-à-dire les Èques, les Herniques, les Marses, les Sabins et les Samnites, ainsi que les Étrusques avec principalement la ville de Véies jusqu'au début du IVe siècle av. J.-C. Ces très nombreuses guerres ne laissent que peu de répits aux Romains, parfois confrontés à plusieurs adversaires en même temps.
Ainsi, la nécessité d'augmenter la population mobilisable devient primordiale au cours du Ve siècle av. J.-C. et provoque ainsi la création de nouvelles classes censitaires dont les membres n'ont pas la richesse nécessaire pour acquérir l'équipement complet de l'hoplite traditionnel : les deuxième et troisième classes. Les quatrième et cinquième classes censitaires auraient été créés ultérieurement, pendant les premières guerres samnites de la fin du IVe siècle av. J.-C., alors que Rome subit quelques défaites et remet en cause son organisation. Le nombre de citoyens mobilisables est alors augmenté, bien que ces derniers soient équipés beaucoup plus légèrement que les premières classes.
Certains auteurs modernes attribuent à la création du tribunat militaire à pouvoir consulaire en 444 ou 438 av. J.-C. à des causes militaires plutôt que politiques. Trois tribuns militaires, revêtus des pouvoirs et insignes consulaires, remplacent alors ponctuellement les consuls pour mener la guerre sur plusieurs fronts. De trois au départ, ils sont jusqu'à six, voire huit selon certains auteurs antiques, pour une année. L'augmentation du nombre de commandants militaires à pouvoir consulaire semble correspondre au besoin de l'armée plus qu'aux luttes politiques, et le nombre de tribuns culmine pour la guerre contre Véies.

La toge est l'apanage de la citoyenneté romaine.

En 443 av. J.-C., le recensement est confié à deux magistrats spécifiques, les censeurs et tous les cinq ans, c'est-à-dire tous les lustres, un recensement est effectué lors de l'élection des censeurs. Les citoyens déclarent leurs biens, l'état de leur armement est contrôlé, et ils sont répartis en classes censitaires. L'institution de cette nouvelle magistrature marque peut-être la complexification du système centuriate avec la subdivision de la classis unique en plusieurs classes, ou l'ajout de nouvelles classes.

#### Le système des 193 centuries
À terme, en pleine époque républicaine, au IVe ou IIIe siècle av. J.-C., dans le système que la tradition, attribue à Servius Tullius par anachronisme, chaque citoyen romain trouve sa place dans un système à cinq classes et à cent quatre-vingt-treize centuries,,, :
- la première classe réunit tous ceux qui ont plus de 100 000 as, qui sont répartis en 98 centuries dont 18 de chevaliers (equites) et 80 de fantassins (pedites) ;
- la deuxième ceux ayant plus de 75 000 as en 20 centuries ;
- la troisième ceux ayant plus de 50 000 as en 20 centuries ;
- la quatrième ceux ayant plus de 25 000 as en 20 centuries ;
- la cinquième ceux ayant plus de 11 000 as en 30 centuries.

À ces cinq classes d'adsidui, s'ajoutent cinq centuries hors classe, deux de musiciens et deux d'ouvriers du génie, et en dernier, une classe unique regroupant tous les prolétaires ou capite censi (« ceux qui n'ont rien d'autre à déclarer que leur propre tête »), qui ne sont pas mobilisables et appartiennent à l'ultime centurie : la 193e,,.
La moitié des centuries se compose de iuniores (17  à   45 ans), l'autre moitié de seniores (46  à   60 ans). Chaque centurie fournit autant d'hommes lors de la levée, vraisemblablement 100 hommes ; or les centuries les plus riches sont aussi bien moins peuplées que les plus pauvres, et ainsi les plus riches combattent plus souvent, mais ont aussi, bien entendu, un pouvoir politique bien plus important,,.
Les chevaliers, appartenant à la première classe, forment un corps de cavalerie mais c'est surtout parmi eux que sont recrutés les officiers supérieurs, que ce soient les tribuns ou les préfets, puis les magistrats.
Parmi les citoyens de 17 à 60 ans, certains sont exemptés pour incapacité physique. Au-delà de 60 ans, le citoyen est libéré de toute obligation civique et donc militaire.
Ce système repose sur la conviction que seuls les riches, dont le rôle est le plus grand dans la société, sont les plus aptes à défendre la cité et faire de bons soldats,. L'éducation traditionnelle des futurs citoyens romains des premières classes comporte une part très importante d'exercices physiques en vue de la mobilisation en tant que iuniores, le service militaire faisant partie intégrante de la vie d'un citoyen,

L'Italie au

### L'organisation manipulaire

#### La division de la légion en manipules
Les guerres contre les peuples montagnards sabelliens démontrent l'inaptitude de la phalange hoplitique dans des escarmouches au sein des montagnes ou contre des raids de pillards, où l'ennemi se dérobe sans livrer de combats en ligne,. L'écrasante défaite des Romains face aux Gaulois à la bataille de l'Allia en 390 av. J.-C. a été un autre signe de la nécessite d'une nouvelle organisation de combat.

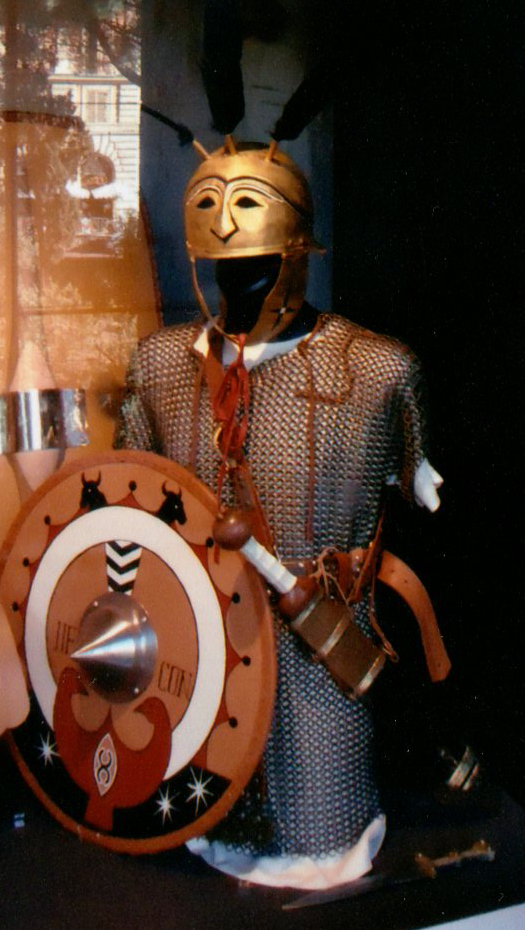
Réplique d'une armure d'un triarius, avec glaive et bouclier, Colisée, Italie.

Ainsi, au cours des guerres samnites à la fin du IVe siècle av. J.-C. et au tout début du IIIe siècle av. J.-C., l'armée est divisée en manipules et ne combat plus en rangs serrés. Les manipules se composent dans les premiers temps de 60 hommes et sont divisés en deux centuries de 30 hommes (avant que ces effectifs ne soient doublés), de manière à former une ligne de combat plus souple. Les manipules sont séparés par des intervalles et disposés en quinconce, de manière autonome.

#### Les trois lignes de combats
L'armée est alors organisée en trois lignes de combats, décrites précisément par Tite-Live et Polybe, issus des trois premières classes selon leur âge et non leur cens, :
- en premier, les hastati (combattant avec une lance nommée hasta), qui sont des iuniores, jeunes citoyens bien entraînés ;
- en deuxième, les principes (dont le nom provient de leur positionnement en première ligne dans l'ancienne armée hoplitique), eux aussi iuniores, mais plus expérimentés ;
- et en troisième ligne, les triarii, les seniores, qui forment la dernière ligne et la réserve (parfois aussi appelés pilani[v 8],[a 23]).

Les trois lignes se relaient au combat, et la division de la phalange en 30 manipules permet une grande mobilité et une meilleure adaptation au terrain.
Deux autres lignes de combat auraient alors existé, avec les rorarii, armés légèrement, et les accensi, appelés seulement dans les cas extrêmes ; mais des doutes existent sur ces deux autres types de combattants. Selon Theodor Mommsen, les nouvelles recrues rejoignent d'abord des milices hors rang que seraient les rorarii, combattant à la fronde, avant de rejoindre les rangs des hastati.

#### Des réformes dites «de Camille» d'origine samnite?

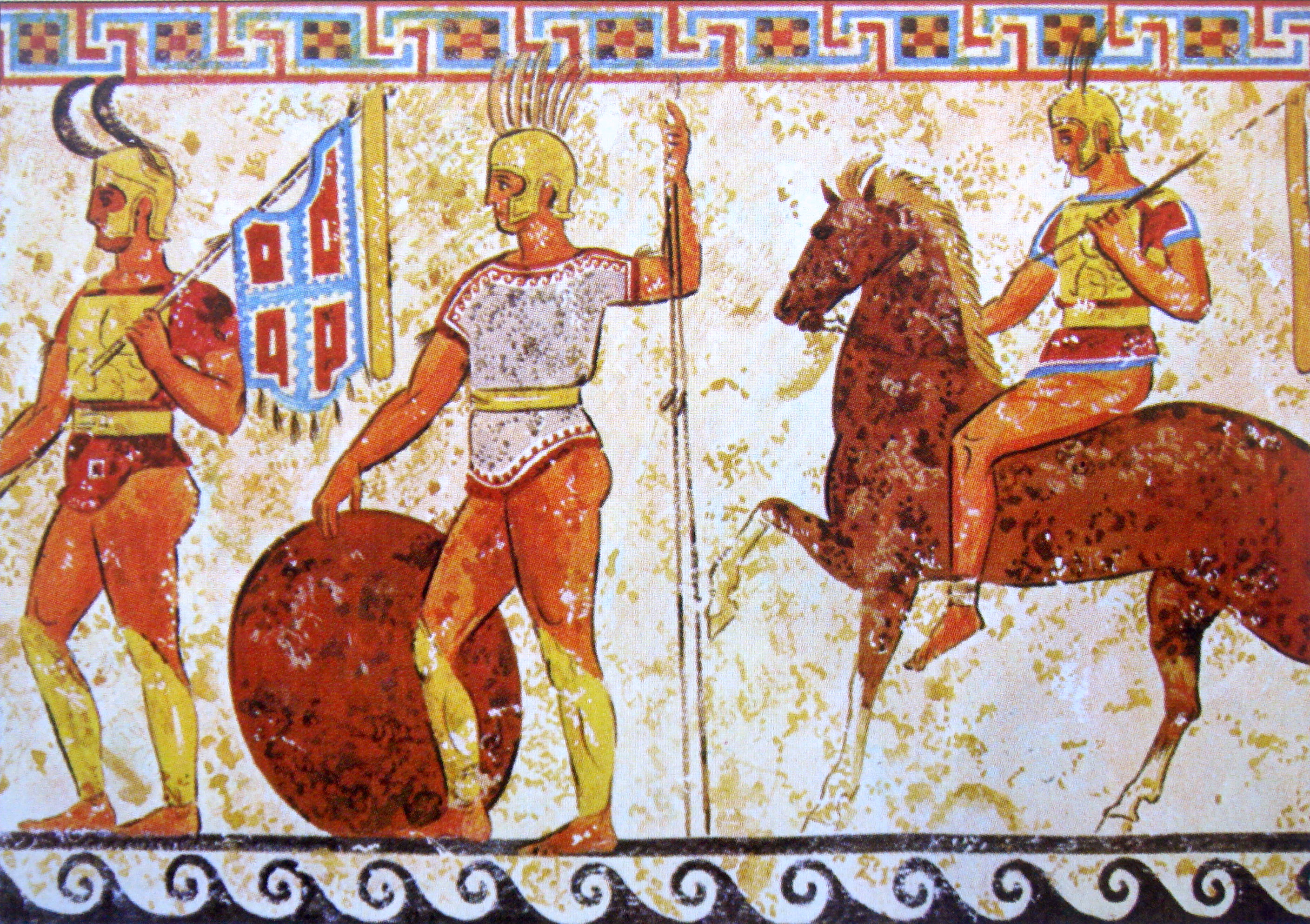
Soldats samnites, d'après une frise décorant un tombeau, fresque murale du

Cette réforme est parfois appelée du nom du quintuple dictateur Furius Camillus, notamment par les auteurs antiques, et porte parfois le nom de « réformes de Camille ». Lui sont attribuées par la tradition, en plus de la légion de 4 500 hommes, la construction du camp chaque soir et l'amélioration de l'armement du soldat romain avec le casque en métal, le bouclier renforcé de métal, et l'usage des javelots même dans les combats au corps à corps, pour parer les coups d'épée.
Cette réorganisation tactique et l'emploi de nouvelles armes sont peut-être copiés sur les Samnites,, qui combattent par petites unités mobiles bien adaptées au relief tourmenté, contrairement à la phalange hoplitique,. Salluste les donne comme inspirateur du pilum, arme typique du légionnaire, mais l'origine samnite a été rejetée par certains historiens modernes, mais acceptée par d'autres, tandis qu'Athénée penche pour une origine ibérique. Les Romains auraient peut-être emprunté aux Samnites le scutum, et c'est probablement sous l'influence des Samnites que les Romains adoptent la formation manipulaire et même des innovations de la cavalerie, mais cela reste une hypothèse,,.

### L'équipement des soldats

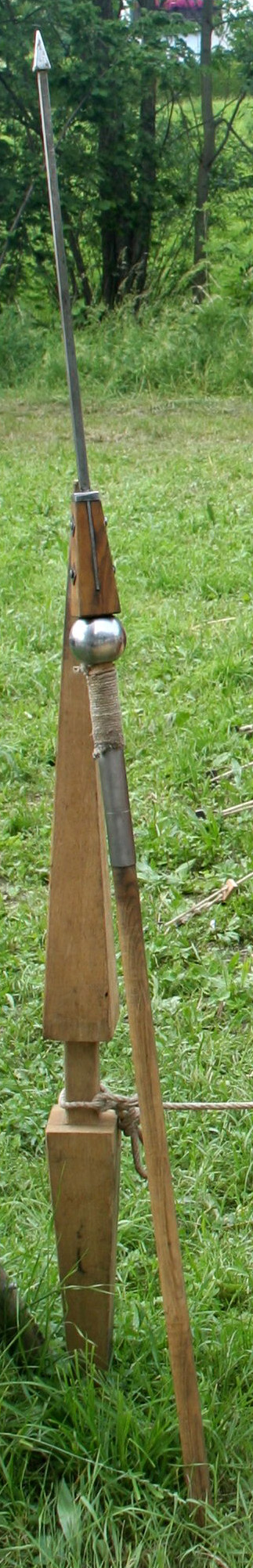
Pilum lourd.

Les membres de la deuxième classe censitaire possèdent l'équipement entier de l'hoplite excepté la cuirasse, et ceux de la troisième classe n'ont pas en plus les jambières, ne leur laissant que le casque pour protection,. Ainsi le bouclier rond traditionnel est remplacé par un bouclier ovale, le scutum, ovale et plus large, d'origine gauloise ou samnite, de façon à protéger l'ensemble du corps en l'absence de la cuirasse et des jambières. En lieu et place d'une cuirasse, ces soldats sont protégés par un pectoral carré d'une vingtaine de centimètres de côté, un protège-cœur en métal,,.

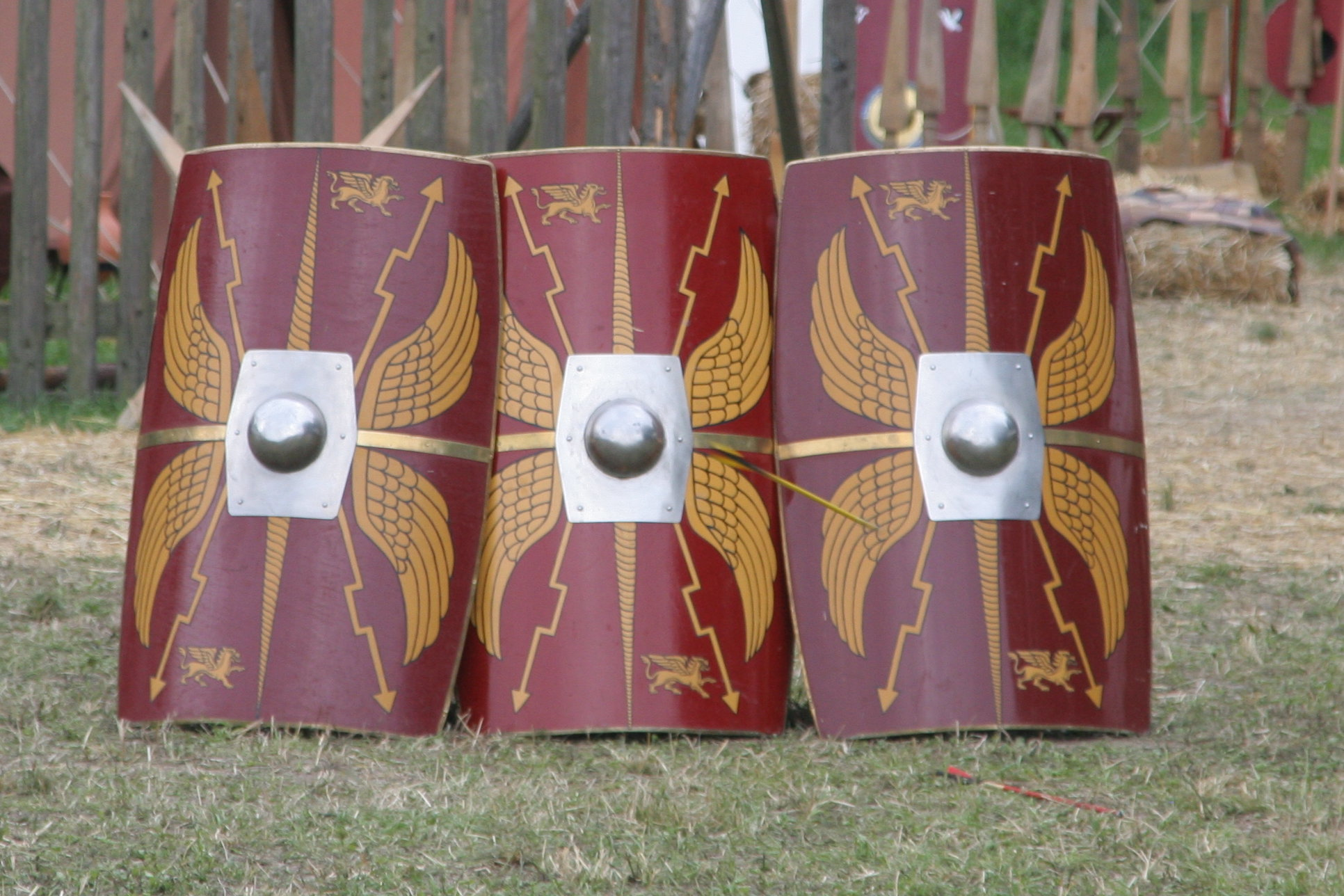
Reconstitution de trois scuta.

Le clipeus est finalement abandonné pour tous les soldats, même ceux de la première classe. En effet, l'armée ne combattant plus en rang serré mais de manière plus individuelle, la protection apportée par ce bouclier est obsolète, ne pouvant protéger que le côté gauche, par rapport au scutum, plus grand et plus protecteur.
Le casque de type « Montefortino », c'est-à-dire un casque conique avec un bouton sommital où l'on pouvait fixer une plume, d'origine celte, se développe au fur et à mesure aux IVe et IIIe siècles av. J.-C. et supplante les modèles attiques. Il sera utilisé, sous diverses formes de plus en plus simples, dans l'armée romaine jusqu'au milieu du Ier siècle av. J.-C.
Les hastati combattent avec le pilum, un javelot de plus de deux mètres, et les triarii ont conservé la longue lance d'arrêt héritée du combat hoplitique. Au plus tard au IIIe siècle av. J.-C., les soldats des trois premières lignes sont tous équipés d'une épée courte d'origine ibérique : le glaive,.
Les jeunes soldats issus des centuries plus pauvres, les quatrième et cinquième centuries (et non pas les capite censi non mobilisables) combattent en vélites,, : avec une lance et quelques javelots, les pila (quatrième classe) ou une fronde (cinquième classe), sans armure, possédant tout au plus un bouclier léger,,.
Selon Polybe, la pointe du pila est conçue pour se briser et ne pas être réutilisé par l'ennemi en retour, mais cette innovation est attribuée par Plutarque à Caius Marius durant la guerre des Cimbres (104 à 101 av. J.-C.) et attestée pendant la guerre des Gaules (58 à 50 av. J.-C.) par l'archéologie. En tout cas, dès l'origine, la pointe du pilum est conçue de manière à rester accrochée au bouclier de son adversaire qui est obligé de s'en débarrasser pour continuer le combat.
La cavalerie est armée d'un bouclier rond léger et d'une lance résistante, à la grecque.

### Rome et la confédération italienne

#### La conquête romaine de l'Italie

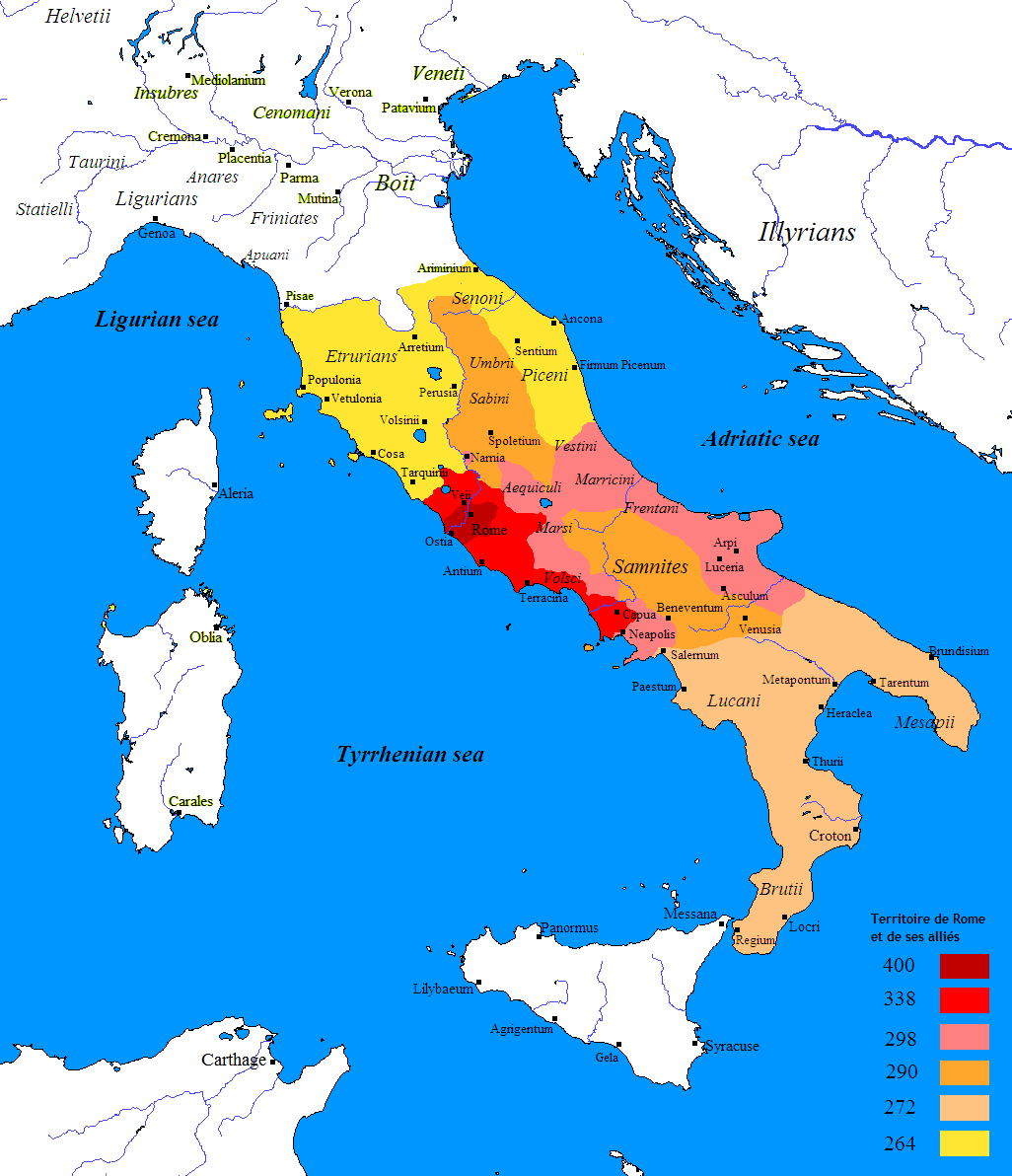
Conquête romaine de l'Italie au, avant les guerres puniques.

Durant le IVe et le début du IIIe siècle av. J.-C., Rome se lance dans la conquête de l'Italie. Les Romains combattent parfois dans plusieurs guerres et doivent maintenir des armées mobilisées sur plusieurs fronts.
Rome signe de nombreux traités avec les vaincus, qui doivent alors mobiliser en tant qu'alliés des soldats sur demande des magistrats romains,, et fonde aussi un grand nombre de colonies romaines et latines, dont la plupart sont des garnisons militaires devant envoyer un contingent fixe de soldats pour l'armée romaine.
Après les guerres latines entre 340 et 338 av. J.-C., les peuples latins sont vaincus et doivent reconnaître la primauté de Rome. Certaines villes latines sont romanisées, d'autres deviennent partiellement romaines, alors que d'autres encore deviennent des colonies romaines, comme Antium,. Mais les Latins sont dorénavant obligés de s'inscrire au cens et surtout de servir dans les légions romaines, Rome gagnant là énormément d'effectifs alliés supplémentaires.
Cette domination sur les Latins fait perdre à Rome les états-tampons qui la protégeaient des Samnites, et se lance alors dans une opération de création de colonies militaires pour compléter son dispositif défensif. En 334 av. J.-C., Calès reçoit une colonie latine de 2 500 colons, tout comme Frégelles en 328 av. J.-C., alors que Terracine devient une colonie romaine,.
Peu après, la Campanie devient à son tour sous domination romaine et les Campaniens fournissent des troupes alliées. De temps en temps, Rome utilise par ailleurs un corps irrégulier de mercenaires, sous le nom de legio Campanorum, et emploie des unités spéciales de cavalerie, les alae equitum Campanorum.
À la suite des guerres samnites, Rome fonde une colonie latine à Venusia, cité contrôlant le passage entre la Campanie et l'Apulie, et les Samnites sont contraints de signer un traité les obligeant à fournir des troupes à l'armée romaine en tant qu'alliés. Les territoires sabins et de la côte adriatique reçoivent le même sort dans les années qui suivent, et des colonies sont fondées, latine à Hadria et romaine à Castrum Novum,,.
Après la guerre de Pyrrhus en Italie, certaines cités grecques du Sud de l'Italie signent des traités d'alliance avec Rome, d'autres reçoivent des colonies latines, et une légion romaine est basée à Tarente,. À l'instar de Naples, qui par contre s'est volontairement alliée à Rome quelques décennies plus tôt, Tarente doit mettre à disposition sa flotte lorsque Rome est en guerre.
Ce sont ensuite les Étrusques qui subissent la loi romaine, et la plupart des cités étrusques reçoivent le statut de cité alliée à Rome, avec les obligations de mobilisation liées, et Rome fonde une série de colonies, notamment à Cosa en 273 av. J.-C., ainsi que des colonies maritimes, entre autres à Pyrgi,.
En 268 av. J.-C., après les guerres contre les Gaulois, une première colonie latine est fondée, Ariminum, puis douze autres peu de temps après,,, permettant ainsi à Rome de compléter son dispositif de colonies près de l'Adriatique.
- Territoire et colonies romaines
- Colonies latines
- Territoires alliés

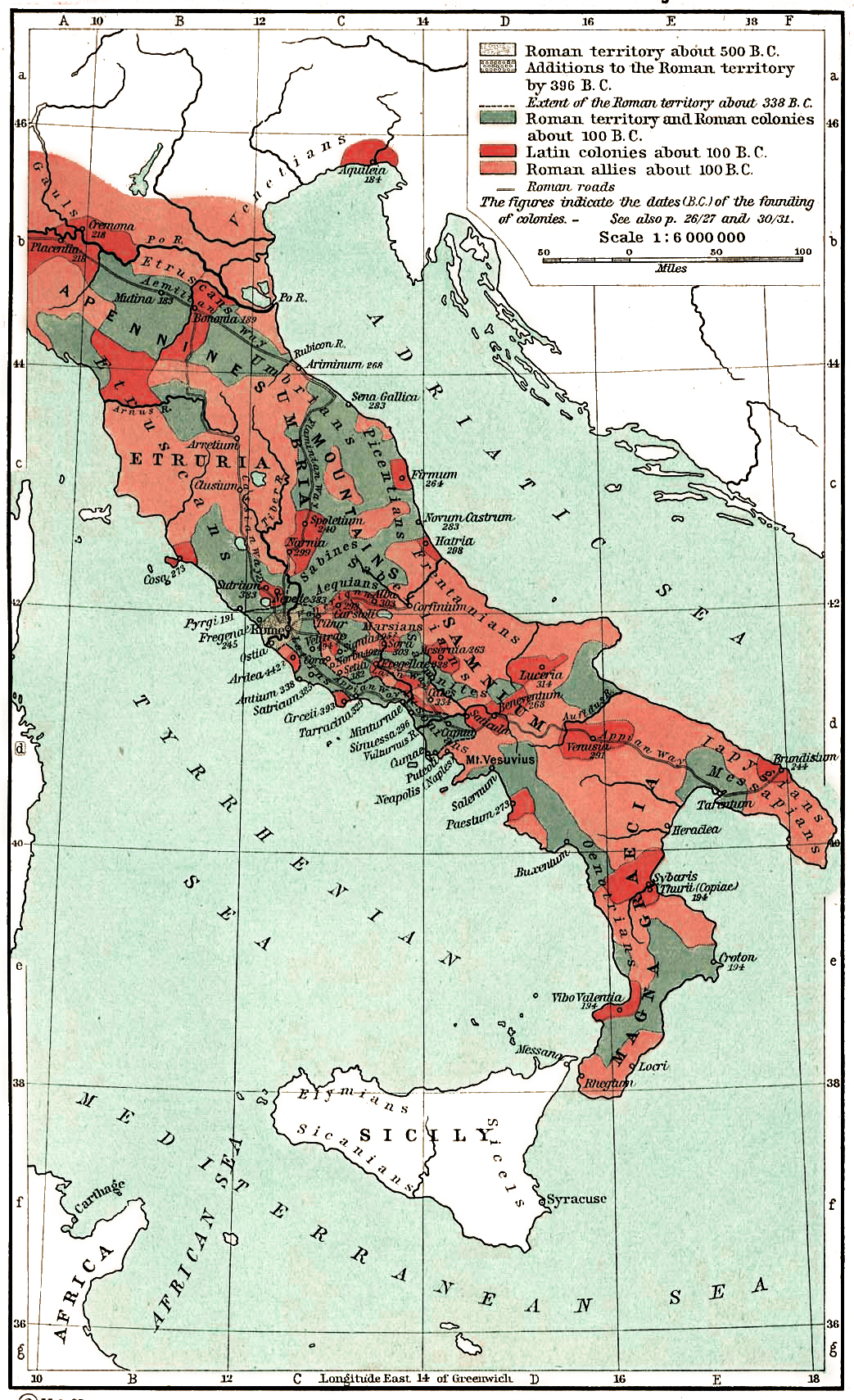
L'Italie au, une mosaïque de statuts :
Territoire et colonies romaines
Colonies latines
Territoires alliés
W. R. Shepherd, Historical Atlas, The Growth of Roman Power in Italy, Université du Texas, Austin, 1911, 29.

Ainsi, la conquête de l'Italie est parachevée, les peuples vaincus ont vu une partie de leurs territoires intégrés à celui de Rome, et reçoivent le statut d'alliés (socii), ayant obligation de fournir des soldats à l'armée romaine, et de nombreuses colonies sont fondées dans des endroits stratégiques avec des garnisons militaires,.

#### Les alliés italiens et laformula torgatorum
L'Italie se divise alors entre « les Romains, les Latins et les alliés italiens ». La mainmise de Rome sur ses « alliés » latins et italiens a pour principal domaine leur contribution militaire en hommes et argent, les problèmes politiques et juridiques n'apparaissant qu'à la fin du IIe siècle av. J.-C.
Des Italiens sont devenus des citoyens sine suffragio, qui n'ont pas le droit de vote, mais hormis le pouvoir politique en moins, ils possèdent tous les droits civils et les devoirs militaires et financiers. La zone des citoyens sans suffrage entoure le territoire citoyen de Rome, dans le Latium et notamment en Campanie.
Les colonies latines sont des « forteresses » occupées par des familles de colons qui surveillent en permanence des zones à risque et doivent fournir un contingent et une contribution financière.
L'alliance avec les peuples Italiques, via la formula torgatorum, oblige les alliés à fournir autant d'hommes qu'en demande Rome, sans que des chiffres soient fixés dans les traites individuels. À l'instar de Rome, les contingents alliés sont levés selon des principes censitaires, si l'on en croit Tite-Live.

### La légion et les auxiliaires alliés

Un vélite romain du, dessiné par Theodore Ayrault Dodge, États-Unis, 1891.

#### La composition de l'armée consulaire
À la suite de cette réforme de l'organisation en manipule, la légion qui, jusque-là, représente toute l'armée unie (l'ensemble des soldats mobilisés, la « levée »), devient une subdivision. En 362 av. J.-C., l'armée se compose de deux légions, puis le double en 311 av. J.-C., le commandement étant assuré par les deux consuls, chacun ayant une puis deux légions sous ses ordres,,. Cette armée de deux légions par consul est parfois appelée « armée consulaire polybienne » : elle est décrite en détail dans l'Histoire générale de l'historien grec Polybe, au milieu du IIe siècle av. J.-C., et sa description est avérée par les historiens modernes,.
Une légion se compose alors de 3 000 fantassins répartis en trois lignes : 1 200 hastati, 1 200 principes (parfois en cas de besoin pressant, les deux premières lignes comportent 1 600 hommes chacune) et 600 triarii, auxquels s'ajoutent un corps de 300 cavaliers et s'intercalent les 1 200 vélites, soit un total de 4 500 hommes,,.
Des contingents de soldats alliés complètent l'armée, : lorsque Rome s'étend sur le Latium puis sur la péninsule italienne, les villes et les peuples italiques signent des traités avec la République romaine qui leur impose de fournir des hommes au combat, et ceux-ci sont regroupés en alae sociorum, c'est-à-dire les « ailes des alliés ». Elles sont organisées de la même façon que les légions mais avec 30 turmes de cavalerie au lieu de 10. En tout quatre « ailes » (deux par armée consulaire) auxquelles il faut ajouter un cinquième de l'infanterie et un tiers de la cavalerie des alliés qui forment les extraordinarii sous autorités directe des consuls.
La légion comprend 36 joueurs de tuba ou trompette droite (tubicines), pour donner le signal de départ de l'armée, et 36 joueurs de cors (cornicines), pour donner les consignes du commandement aux porte-enseigne des manipules. Ces joueurs sont sélectionnés dans la cinquième classe,.
| Cavalerie alliée et romaine Equites Sociorum et Legionis | Aile I des alliés Ala I Sociorum                        | Légion I Legio I                                        | Légion II Legio I                                       | Aile II des alliés Ala II Sociorum                      | Cavalerie alliée et romaine Equites Sociorum et Legionis |
| -------------------------------------------------------- | ------------------------------------------------------- | ------------------------------------------------------- | ------------------------------------------------------- | ------------------------------------------------------- | -------------------------------------------------------- |
| 900 cavaliers alliés 300 cavaliers romains               | 1 200 vélites 1 200 hastati 1 200 principes 600 triarii | 1 200 vélites 1 200 hastati 1 200 principes 600 triarii | 1 200 vélites 1 200 hastati 1 200 principes 600 triarii | 1 200 vélites 1 200 hastati 1 200 principes 600 triarii | 900 cavaliers alliés 300 cavaliers romains               |

#### L'organisation sur le champ de bataille

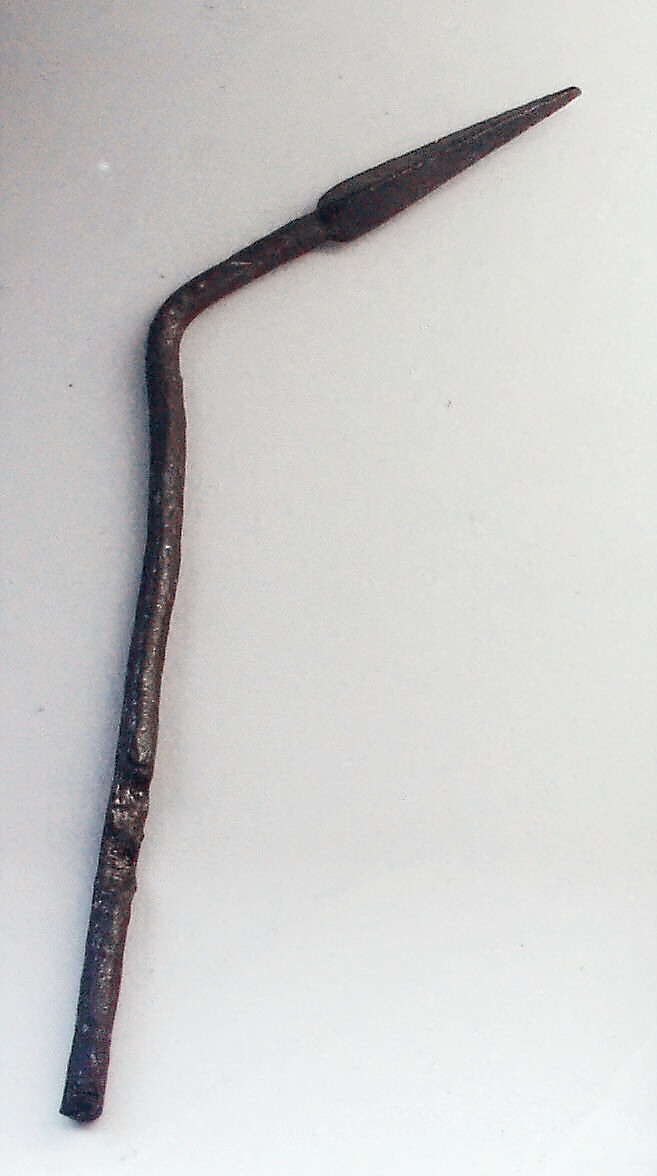
Pointe de pilum courbée.

Les vélites avancent en tirailleurs en avant des légions et ouvrent le combat avec leurs armes de jet, avant de se retirer derrière les fantassins mieux armés qu'eux pour le corps à corps.
Les hastati engagent alors le combat en lançant leurs pila dès qu'ils se trouvent à portée. S'ensuit une série de corps à corps individuels afin d'entamer la cohésion de l'adversaire, et les phases de combat alternent avec les phases de pause.
La stratégie du commandement durant la bataille consiste à décider du bon moment pour ordonner le repli des hastati au sein des rangs des principes qui prennent le relai, appuyé par les hastati qui continuent à combattre en soutien,.
Exceptionnellement ces deux lignes se fondent derrière les triarii qui commencent le combat en dernier dans des cas désespérés,.
La cavalerie a encore un rôle très limité sur le champ de bataille,, n'ayant pas ou peu évolué, toujours placée sur les ailes et servant principalement de réserve.

Représentation schématique et détaillée d'une organisation de bataille d'une armée au
Deux légions romaines au centre et les alliées italiens sur leurs côtés (alae sociorum) flanqués par la cavalerie légionnaire et celle des alliés.

#### Le service militaire des soldats

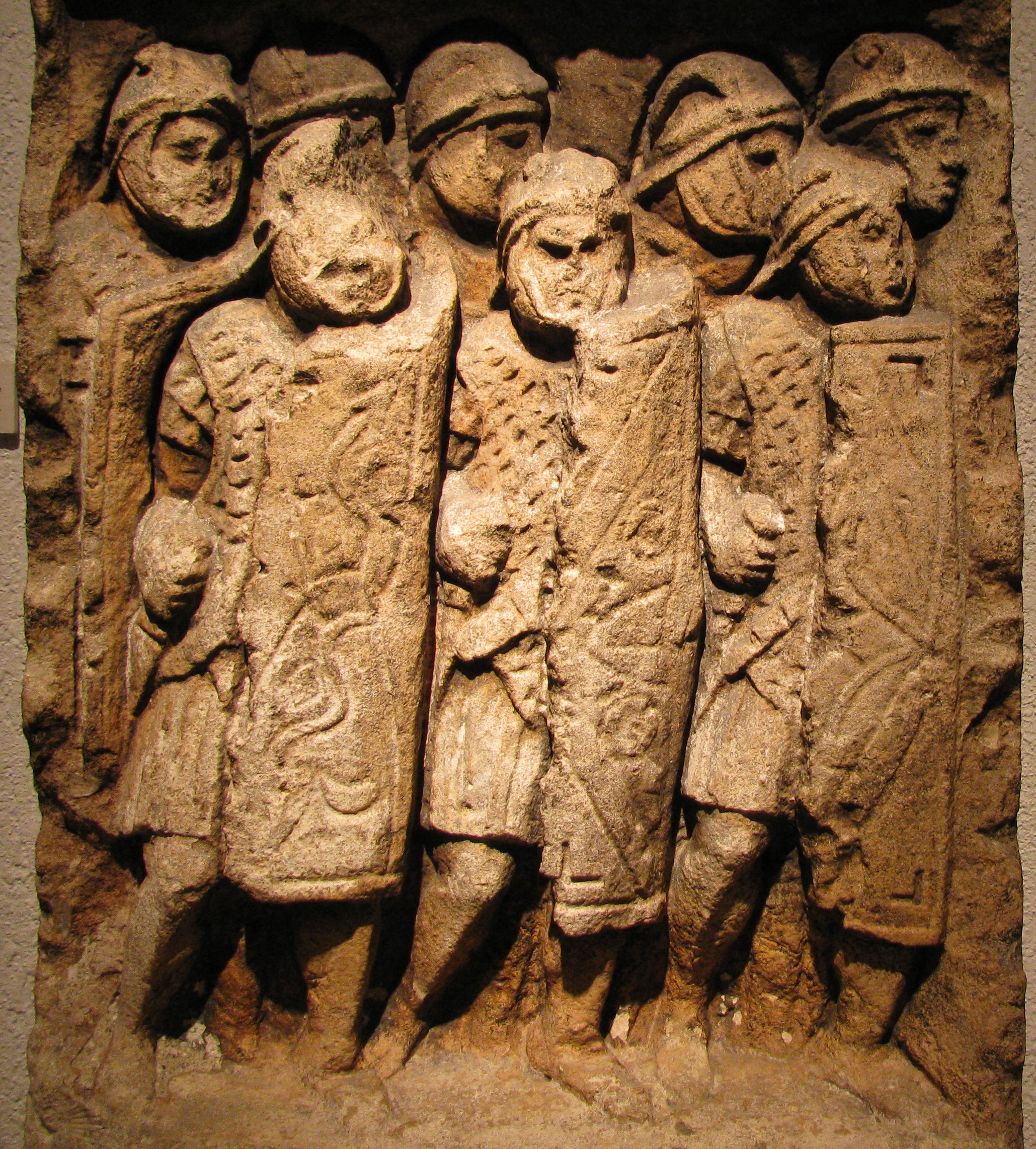
Stèle de légionnaires de Glanum, musée gallo-romain de Fourvière.

Les fantassins sont limités à seize années de campagne durant leurs années de possible mobilisation, vingt dans des cas exceptionnels, et les campagnes militaires sont généralement non continues et se déroulent entre mars et octobre,,, si l'on en croit Polybe. Les citoyens ayant atteint le nombre de campagnes maximum sont appelés emeriti,.
Les cavaliers, qui sont les citoyens les plus riches et ceux amenés ensuite à gouverner la cité, tant administrativement que militairement par le biais des magistratures, doivent accomplir, toujours selon Polybe, dix campagnes militaires, et donc savoir obéir aux ordres et combattre, avant de pouvoir briguer la questure et commencer une carrière politique,,. Le service militaire est donc obligatoire pour commencer le cursus honorum,,.
Il n'y a pas de lois mais seulement des coutumes qui régissent le temps de service et la démobilisation. Les consuls peuvent ou non décider de démobiliser en partie ou la totalité d'une légion levée auparavant.

### La mobilisation et la hiérarchie de commandement

Représentation d'une séance au Sénat.

#### Ledilectuset letumultus
Chaque année, les consuls soumettent au Sénat les besoins de la cité en soldats et en argent. Une fois le décret voté par le Sénat, les procédures complexes, longues et lourdes de la mobilisation commencent : c'est le dilectus. Les consuls envoient ensuite leurs demandes en hommes aux cités alliées où le recrutement est similaire,,.
Deux types de levées existent alors, la régulière, dans des circonstances normales, et en cas d'urgence ou de situation critique, les consuls peuvent accélérer la mobilisation en décrétant le tumultus, c'est-à-dire l'enrôlement immédiat de tous les citoyens, la levée en masse même de ceux normalement exemptés,, et même les affranchis, comme en 296 av. J.-C., pendant la troisième guerre samnite,.
Un citoyen qui se soustrait à la mobilisation alors qu'il est appelé est considéré comme un déserteur. Il perd son statut de citoyen et est vendu comme esclave,,.

#### Le commandement à tous les niveaux
La légion est commandée par un détenteur de l'imperium, un consul ou un préteur, voire exceptionnellement un dictateur, et ce commandant désigne six tribuns militaires pour une légion,.
La subdivision de la légion en de nombreux manipules nécessite des cadres assez nombreux pour assurer l'efficacité de la tactique à tous les niveaux. Il y a 60 centurions par légion, un par centurie (donc deux par manipule), qui sont choisis par les tribuns militaires parmi les soldats les plus méritants. Chaque centurion choisit un second, l'optio, et désigne les deux porte-enseigne de chaque manipule,.
La cavalerie est organisée de manière similaire : les 300 cavaliers d'une légion sont répartis en 10 turmes, ayant chacune trois décurions à leur tête, eux aussi secondés par un optio,.

### La solde et la discipline

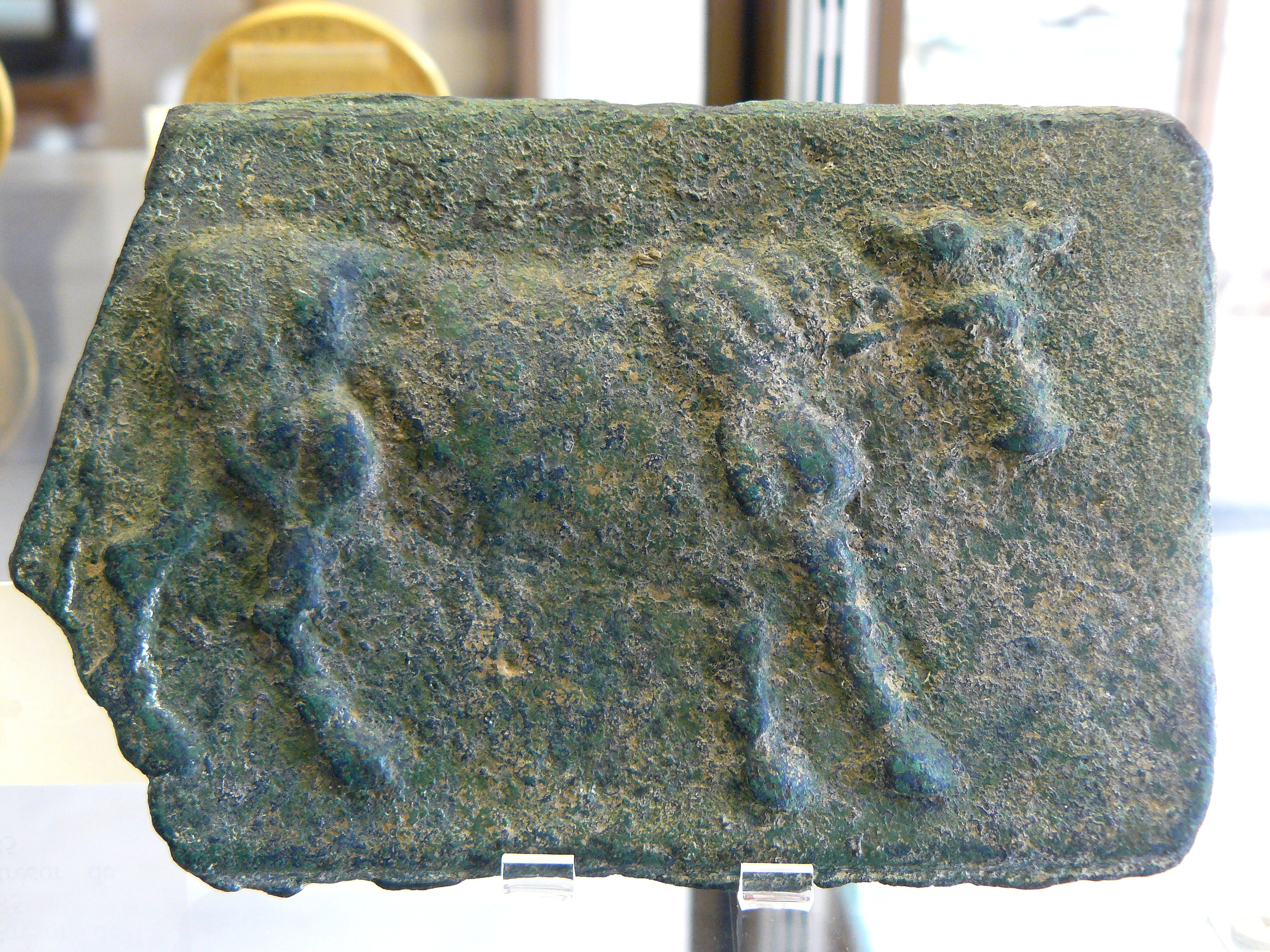
Aes signatum, fin du, longueur environ 15 cm, environ 1.4 kg, Cabinet des médailles, Paris.

#### L'instauration de la solde
Selon Tite-Live, la solde est instaurée durant le siège de Véies entre 406 et 396 av. J.-C., la première longue campagne qui dure plusieurs années, sans butin immédiat,.
La solde date plus vraisemblablement des guerres samnites, lors de la deuxième moitié du IVe siècle av. J.-C. voire du début du IIIe siècle av. J.-C., et est alors financée par une contribution fiscale, le tributum, de la part des citoyens mobilisables qui ne combattent pas,, mais aussi par les vieillards et les inaptes.
Ainsi, tous les citoyens mobilisables participent dorénavant à toutes les campagnes militaires, soit en combattant, soit en contribuant financièrement, et un tel système s'appuie sur les centuries les plus riches et les moins peuplées, qui fournissent à la fois le plus régulièrement des soldats, et la part la plus importante de la solde,.

#### Une discipline sévère mais supportable

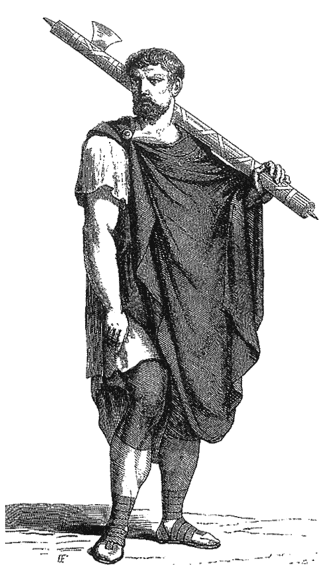
Un licteur, par Cesare Vecellio, XVI. Entre autres, les licteurs sont chargés d'exécuter les décisions coercitives du consul.

La discipline romaine dans l'armée est réputée pour être sévère et certains châtiments connus sont terribles. Parmi les exemples les plus célèbres de la tradition romaine, celui de Manlius Torquatus, en 340 av. J.-C., faisant mettre à mort son propre fils pour avoir combattu un ennemi en combat singulier contre ses ordres, ou encore en 471 av. J.-C., lorsque Claudius Sabinus exerce les sanctions les plus sévères en faisant fouetter et décapiter tous les gradés qui ont quitté leurs rangs, et en faisant décimer le reste des soldats vaincus.
La displina est une série d'usages, et non un code militaire, et n'a aucun lien avec le droit public ou privé. Certains de ces usages sont spécifiques à l'armée, et donc marqués d'une plus grand sévérité, comme les châtiments collectifs ou la peine de mort par tirage au sort : la décimation. Les tribuns militaires disposent d'une série de sanctions contre les délits et les crimes, allant de l'amende à la peine de mort.
Cependant, aussi terrible que soit la discipline romaine, comme le souligne Polybe, elle est aussi un gage d'efficacité, car mise en balance avec des récompenses tout aussi nombreuses, et vise à mener le soldat à se sentir responsable tout en l'encourageant à se montrer brave,. L'armée romaine est alors une armée civique, composée de citoyens, et non une armée de métier ou de mercenaires. Ainsi, les citoyens ont à Rome des droits politiques, notamment celui d'élire les tribuns militaires, mais aussi les généraux, qui sont des magistrats élus, et ainsi un magistrat ou un tribun doit faire un usage modéré de ses pouvoirs. Enfin, il faut souligner que la discipline romaine n'est pas à sens unique : elle s'exerce autant sur les simples soldats que sur les cadres de l'armée et même les commandants.

### Les étapes jusqu'à l'armée manipulaire censitaire

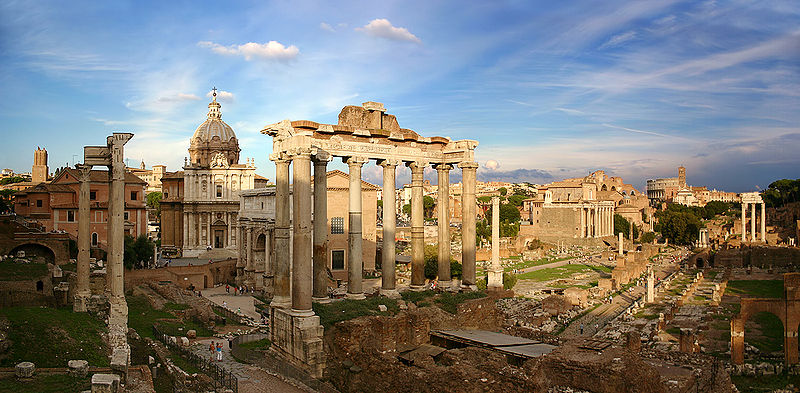
Vue d'ensemble du Forum Romanum, avec les restes du temple de Saturne (achevé en 497 av. J.-C.) au premier plan.

Ces nombreuses évolutions depuis l'armée archaïque des origines de Rome jusqu'à l'organisation manipulaire s'est faite en plusieurs étapes :
- au VIe siècle av. J.-C., les rois étrusques introduisent la phalange hoplitique et l'ébauche d'une conscription censitaire ;
- aux Ve et IVe siècles av. J.-C., le développement de la République romaine renforce l'organisation civique de l'armée et la formation définitive des classes censitaires ;
- au IVe et débuts du IIIe siècle av. J.-C., les guerres contre les Gaulois et les Sabelliens amènent une organisation nouvelle et durable : l'« ordre manipulaire ».

L'armée romaine mute donc vers une forme plus souple de combats, permettant de s'adapter aux adversaires et terrains, tout en gardant une force collective et des lignes de combats pour les batailles plus traditionnelles. Le succès de la légion manipulaire est dû à sa capacité d'attaquer son adversaire en se relayant par vagues successives.
Les principes censitaires dominent alors la société, la politique et l'organisation militaire de la République romaine, ainsi que les modalités de recrutement, le financement et le versement de la solde, l'attribution des commandements et même les formes de combat de l'armée romaine.

## Des guerres puniques à l'époque des Gracques (IIIe—IIesièclesav. J.-C.)

### L'effort de guerre romain

#### Des effectifs en hausse

Le monde méditerranéen en 218 av. J.-C.

Au IIIe siècle av. J.-C., Rome doit faire un effort de guerre extraordinaire et continu durant les guerres contre Carthage, surtout pendant la deuxième guerre punique. L'organisation militaire doit alors s'adapter et innover pour que l'armée puisse intervenir en dehors de la péninsule italienne sur de longues périodes,.
La longue conquête de l'Hispanie commencée en 218 av. J.-C. rend nécessaire de maintenir la première armée permanente hors de l'Italie. Entre 214 et 203 av. J.-C., chaque année une vingtaine de légions est levée, et jusqu'à vingt-cinq durant certaines périodes critiques, même si l'effectif théorique maximum de 5 000 hommes par légion n'est pas atteint à chaque fois. Le taux de citoyens mobilisés aurait alors atteint les 12 ou 13 % de la population citoyenne romaine totale,,,, avec des pics à 20 %. Entre 217 et 202 av. J.-C., au moins 50 000 citoyens Romains sont mobilisés chaque année, avec des pics à 75 000 ou 80 000 citoyens entre 214 et 211 av. J.-C., sans oublier les alliés qui fournissent au moins autant d'hommes,,,

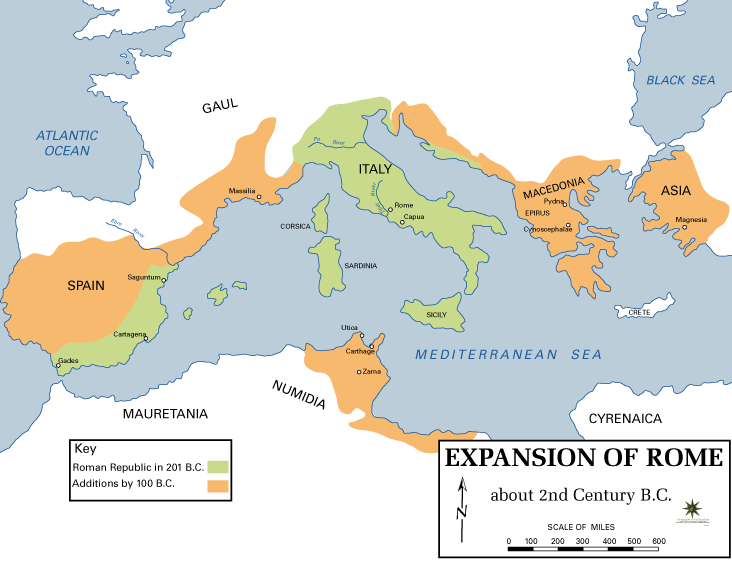
Expansion de la République romaine au

Après les guerres puniques, un tel effort de guerre ne se renouvelle pas au IIe siècle av. J.-C., mais Rome lève en moyenne 7 à 10 légions par an, deux minimum pour occuper les deux provinces hispaniques dès 197 av. J.-C., puis dans les provinces de Macédoine conquises en 148, d'Afrique en 146, d'Asie en 133, et des armées sont envoyées dans les Gaule cisalpine et transalpine à partir de 121 av. J.-C.,,
Entre 200 et 168, Rome lève en moyenne 10 légions par an, le maximum étant atteint en 190 av. J.-C. avec 13 légions, et jamais on ne passe sous la barre de 6 légions. Entre 167 et 104 av. J.-C., la moyenne diminue avec des pics à 10 ou 12 légions pour les guerres celtibères, notamment la Guerre de Numance avec 9 légions, et un minimum dans cette période qu'on retrouve à 4 légions,.
Ainsi, durant le IIe siècle av. J.-C., c'est entre 60 000 et 140 000 hommes, Romains et alliés, qui sont mobilisés chaque année,
Cette présence massive des citoyens dans l'armée explique pour une grande part certains aspects de la politique étrangère romaine : la guerre doit être déclarée par une loi votée par les citoyens et pendant les guerres même, ce sont les citoyens, par les élections consulaires, qui désignent ceux qui auront les responsabilités des opérations.

#### Une relève partielle des troupes
Ces campagnes hors d'Italie rendent malaisées le rapatriement des légions chaque année pour des raisons logistiques, mais aussi pour garder des soldats ayant acquis une certaine expérience du terrain. Ainsi, au lieu de dissoudre les légions et d'en lever de nouvelles chaque année, on remplace les soldats blessés, malades ou morts ainsi que ceux ayant atteint leur nombre maximal d'années de campagne, les emereti, par de nouvelles recrues, les tirones,.
Pendant la deuxième guerre punique, des citoyens seraient restés mobilisés consécutivement plus d'une décennie. On note notamment trois légions qui servent pendant 12 années, une pendant 10 années, et quatre sur 9 ans,,, pour une moyenne à sept années de mobilisation consécutive pour les citoyens,. Les légions servant en Hispanie et en Sardaigne ne peuvent pas être relevés.
Au IIe siècle av. J.-C., les citoyens sont mobilisés consécutivement six années en moyenne, l'Hispanie posant toujours des difficultés pour la relève,.

#### De très lourdes pertes pendant la deuxième guerre punique

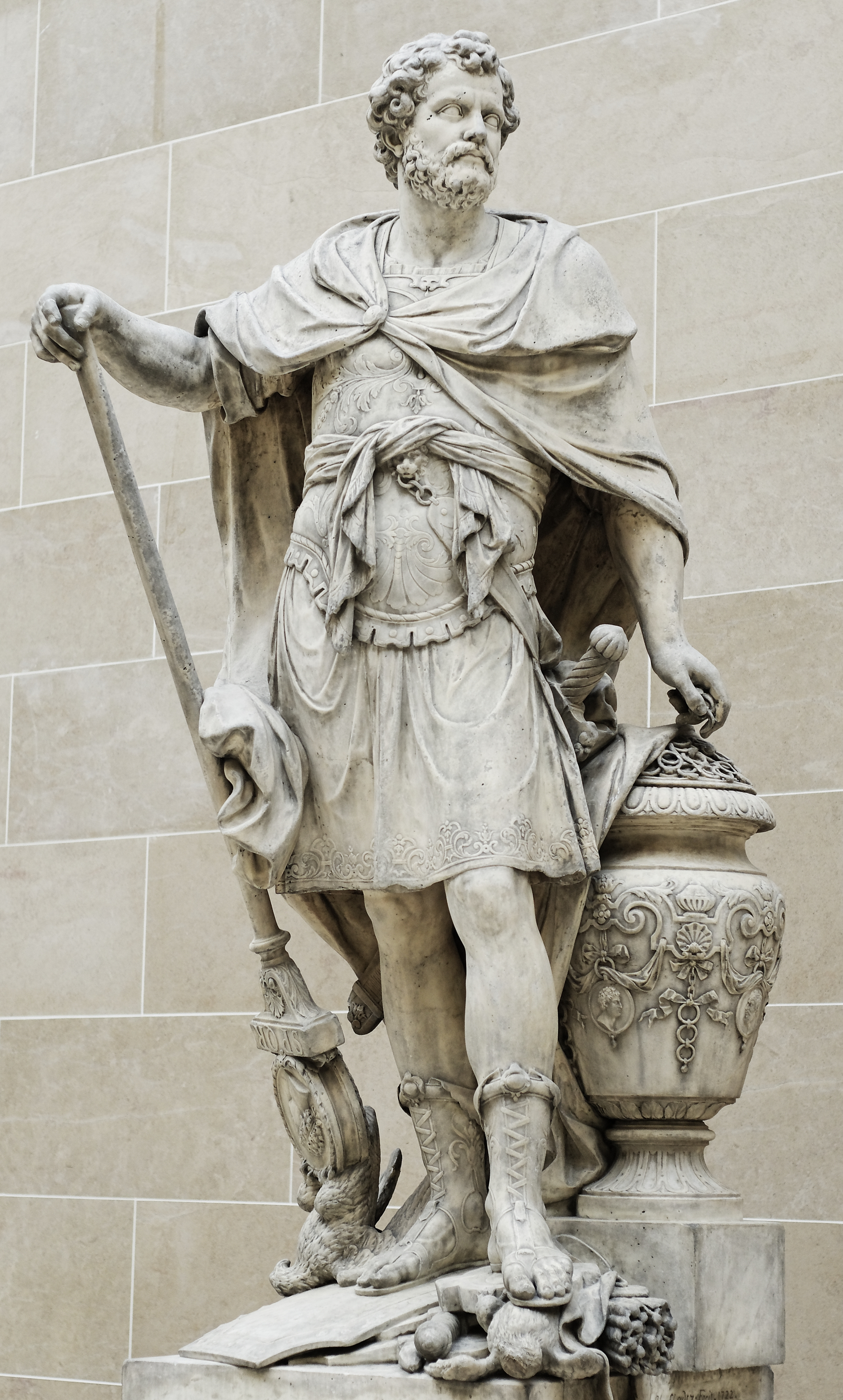
Hannibal comptant les anneaux des chevaliers romains tombés à Cannes, en 216 av. J.-C. Marbre, 1704.

En 225 av. J.-C., on estime la population libre totale de l'Italie romaine à 2 752 000 âmes, pour une population citoyenne totale de 923 000 hommes, dont 300 000 mobilisables, aux deux tiers iuniores,.
Dix ans plus tard, 108 000 citoyens ont été mobilisés depuis le début de la guerre et au moins 50 000 romains et alliés sont morts sur les champs de bataille. Entre 214 et 203 av. J.-C., on dénombre près de 75 000 hommes tués, ce qui porte le nombre total de morts durant la guerre à environ 120 000,,, dont 50 000 citoyens, soit 6 % de la population civique totale,,.
À la fin de la deuxième guerre punique, durant laquelle 35 % de la population mâle italienne a été mobilisée, on dénombre presque 50 % de pertes. Notamment à la bataille de Cannes, mais aussi durant toute la guerre, ce sont les classes censitaires les plus riches, qui étaient alors les plus mobilisées, qui sont les plus touchées.

#### Un recours de plus en plus fréquents aux plus pauvres
En 280 av. J.-C., Rome doit faire appel aux citoyens les plus pauvres et même aux affranchis au début de la guerre contre Tarente,. Tite-Live, nous rapporte que des condamnés sont mobilisés en 216 av. J.-C., et même des esclaves après la bataille de Cannes,. Cependant, ce recours à des non-citoyens dans l'armée terrestre reste tout à fait exceptionnel, même si on retrouve des affranchis en 181 et 171 av. J.-C. selon Tite-Live,, alors que le recours aux citoyens les plus pauvres devient de plus en plus fréquent.
La cinquième et dernière classe censitaire voit vraisemblablement son capital minimum requis pour le service diminuer au cours du IIIe et IIe siècles av. J.-C. Polybe et Cicéron parlent de 4 000 et 1 500 as au lieu de 11 000 as pour Tite-Live. Il est très probable que ces chiffres marquent un abaissement progressif du cens minimum pour servir alors que Rome fait face à des difficultés croissantes de recrutement. La première réduction de 11 000 à 4 000 as intervient peut-être vers 214 av. J.-C., au cœur de la deuxième guerre punique,,, dû au manque croissant de soldats assez riches à partir de la bataille de Cannes, et la seconde a sûrement lieu à l'époque des Gracques, peut-être liée à la crise agraire que les contemporains déplorent au IIe siècle av. J.-C.
La première réduction permet sûrement l'augmentation du nombre de légions de 15 à 20 en 214 av. J.-C. avec la mobilisation des plus pauvres et même des esclaves à qui la liberté est promise,,.

#### Des réticences à la mobilisation
L'effort de guerre continu durant le IIe siècle av. J.-C. aboutit notamment en 178, 151 et 138 av. J.-C., à des conflits politiques très graves entre consuls et tribuns de la plèbe : les citoyens astreints au service essayent de s'y soustraire,. Les longues campagnes militaires qui durent des décennies, notamment les guerres celtibères, les risques importants et la faible rémunération rend les citoyens romains peu enclins à se porter volontaires.
En 123 av. J.-C., la pression est telle que Caius Gracchus interdit l'enrôlement des jeunes de moins de 17 ans,, loi qui sera abrogée durant la Guerre de Jugurtha.

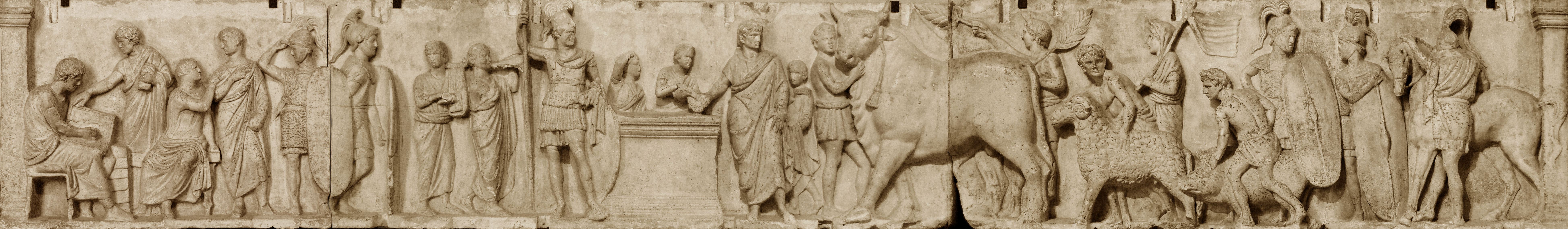
L'autel de Domitius Ahenobarbus, avec la plaque connue sous le nom de la « frise du recensement », représentant une scène de sacrifice.
Marbre, œuvre romaine de la fin du Provenance : Champ de Mars, Rome. Aujourd'hui au musée du Louvre, Paris.

### Les alliés de Rome dans l'armée

#### Une proportion de plus en plus importante
Les peuples et cités alliés, en vertu de traités signés lors de la conquête de l'Italie par Rome, ainsi que les colonies latines, doivent fournir des contingents dont le nombre est fixé par les magistrats romains chaque année,. Il semblerait que les alliés italiens de Rome soient regroupés au cours du IIIe siècle av. J.-C. en sept circonscriptions, pour faciliter le recrutement et permettre une rotation des effectifs alliés,, qui doivent au total être prêt à mobiliser chaque année 192 contingents, soit 80 000 hommes. Ces troupes alliées, qui forment l'aile de l'armée sur le champ de bataille, sont commandées par des officiers de la même origine que les soldats,.
Exceptionnellement, dans des cas critiques, tous les contingents mobilisables alliés peuvent être appelés, comme en 225 av. J.-C., pour faire face à la menace gauloise,. Cette même année, la population libre alliée est estimée à 1 800 000 âmes, soit le double de la population citoyenne romaine,. Environ 10 % de la population mâle italienne sera mobilisée chaque année.
| Contingent             | Infanterie | Cavalerie | Total   |
| ---------------------- | ---------- | --------- | ------- |
| Citoyens romains       | 213 000    | 18 000    | 231 000 |
| Colons latins          | 80 000     | 5 000     | 85 000  |
| Étrusques              | 50 000     | 4 000     | 54 000  |
| Centre-Italiques       | 40 000     | 4 000     | 44 000  |
| Samnites               | 70 000     | 7 000     | 77 000  |
| Campaniens             | 37 000     | 5 000     | 42 000  |
| Apuliens               | 50 000     | 6 000     | 56 000  |
| Grecs                  | 30 000     | 4 000     | 34 000  |
| Lucaniens et Bruttiens | 45 000     | 3 000     | 48 000  |
| Total                  | 615 000    | 56 000    | 671 000 |

Pendant la deuxième guerre punique, on estime de 50 à 60 % la proportion de troupes alliées dans une armée romaine,,, ce qui correspond à la description de l'armée consulaire du IIIe siècle av. J.-C. de Polybe, et cette proportion aurait atteint les deux tiers au cours du IIe siècle av. J.-C., selon Velleius Paterculus.
Les effectifs de la cavalerie, qui commence à jouer un rôle non négligeable sur les champs de bataille, deviennent essentiellement alliés, au fur et à mesure du IIe siècle av. J.-C., tandis que les chevaliers romains servent dorénavant presque uniquement d'officiers dans l'armée.

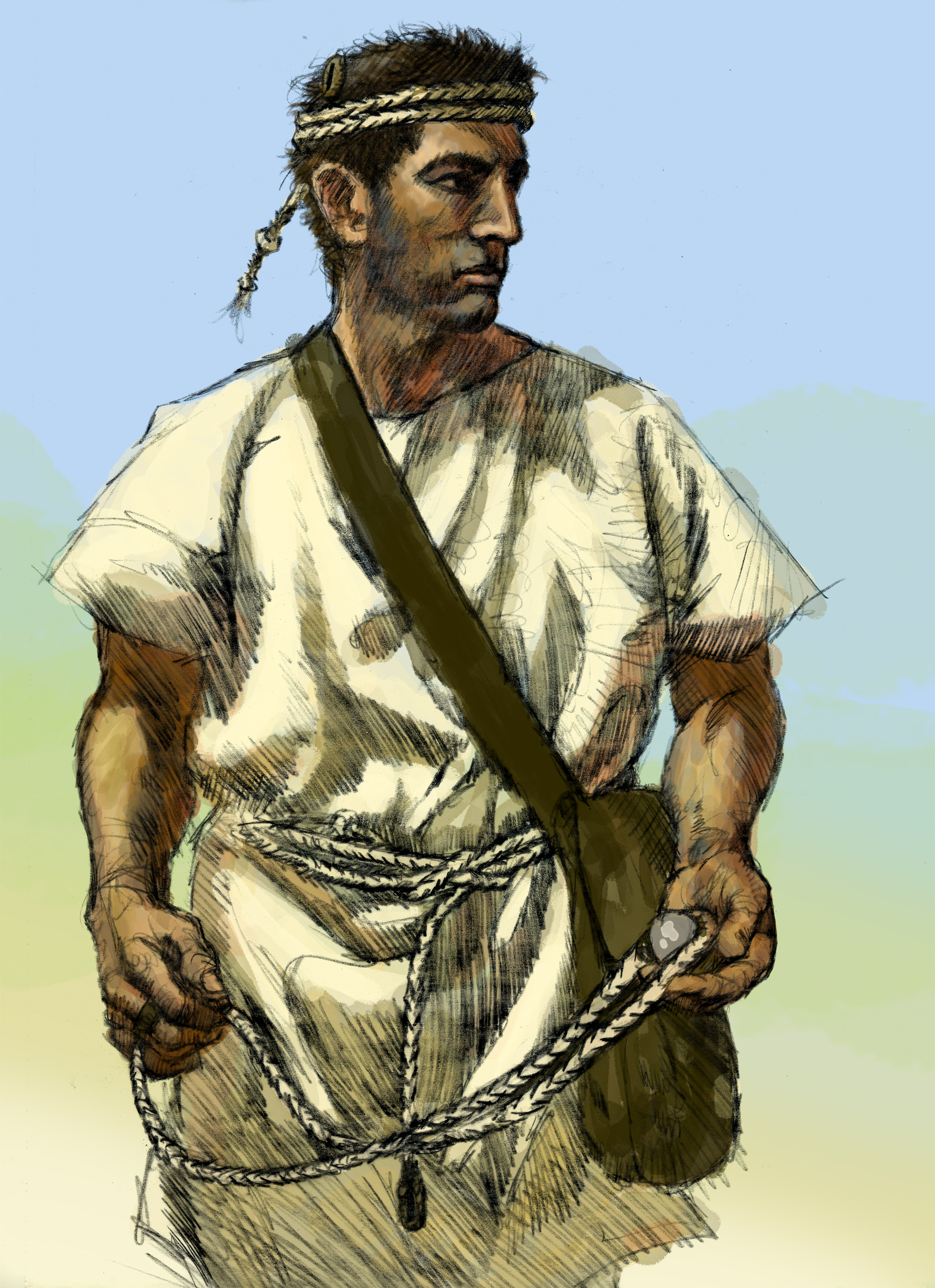
Dessin d'un frondeur des Baléares, une des unités des auxilia externa de l'armée.

En dehors des alliés italiens, Rome recrute d'autres troupes auxiliaires, qualifiés d'auxilia externa pour les différencier des italiens. Cela permet à Rome d'affirmer sa domination sur des peuples vaincus, d'augmenter ses réserves de troupes tout en diminuant le temps de service des citoyens romains, mais aussi de recruter des unités spécialistes d'un type de combat,.
Cependant, contrairement aux états contemporains, notamment les cités grecques ou l'armée d'Hannibal, l'armée romaine ne comporte pas d'unités mercenaires, même si Tite-Live rapporte quelques exceptions, la première en 213 av. J.-C. avec des soldats mercenaires celtibères, et dans d'autres occasions, notamment dans les guerres en Orient avec des contingents locaux, mais la distinction est difficile avec les auxilia externa.

#### De nouvelles colonies qui imposent la suprématie en Italie
Après la deuxième guerre punique, de nombreuses colonies sont fondées dans les trente premières années du IIe siècle av. J.-C., en majorité latines, et d'autres reçoivent de nouveaux contingents comme celle de Cosa. Plus de 50 000 familles sont installés sur les terres confisquées aux anciens alliés d'Hannibal, en tant que colons ou alliés,.
Ces colonies, romaines ou latines, renforcent la domination romaine dans toute l'Italie, de la plaine du Pô à la Grande-Grèce.

#### Une inégalité croissante entre alliés et citoyens romains
Les soldats alliés paient un plus lourd tribut lors des campagnes militaires que les citoyens romains,,, :
- des pertes plus importantes sur le champ de bataille, étant plus exposés ;
- une rotation plus rapide et un service plus long ;
- un paiement de l'impôt à la suite de la suspension du tributum citoyen ;
- des parts du butin de guerre réduites voir nulles ;
- la solde et les fournitures militaires sont à la charge de leurs cités, bien moins pourvues que Rome.

Ces inégalités, qui vont croissantes au cours du IIe siècle av. J.-C., et qui sont liées au statut de citoyen romain, vont être une des causes de la guerre sociale de 90 av. J.-C.,

### La prorogation du commandement
Les campagnes militaires, durant la deuxième guerre punique, puis au IIe siècle av. J.-C., se prolongent souvent sur plus d'une année, dépassant la durée d'une magistrature. Ainsi, plutôt que de remplacer le consul ou le préteur menant les armées chaque année, ses pouvoirs peuvent être prolongés. Cette prorogation des pouvoirs d'un magistrat durant la deuxième guerre punique est votée soit par les comices centuriates, soit par le Sénat, puis seul par celui-ci au IIe siècle av. J.-C.
La magistrature en elle-même n'est pas prolongée au-delà d'une année, mais les pouvoirs qui y sont associés le sont, notamment l'imperium militiae, et ce uniquement à l'extérieur du pomœrium. Ainsi apparaissent des proconsuls, qui sont des consuls, voire des préteurs, sortant de charge dont les pouvoirs ont été prorogés. Exceptionnellement un sénateur n'ayant été ni l'un, ni l'autre, tel Scipion en 211 av. J.-C. peut être nommé proconsul.
Le promagistrat est investi de l'imperium consulaire, lui permettant de déléguer des pouvoirs à des subordonnés, tels les questeurs, et surtout les légats, des officiers sénatoriaux qui peuvent prendre le commandement d'une ou plusieurs légions. Ces légats sont nommés par le Sénat, permettant ainsi à l'assemblée d'avoir un contrôle sur le magistrat commandant, le Sénat gardant toutes ses prérogatives sur les campagnes militaires.

### Le développement de la logistique

#### Les camps romains

Plan d'un camp romain :
1. Prætorium
2. Via prætoria
3. Via principalis
4. Porta principalis dextra
5. Porta decumana
6. Porta principalis senestra
7. Porta prætoria

La date d'apparition des premiers camps romains est incertaine. Tite-Live et Frontin suggèrent que les Romains conçoivent le plan du camp en observant les retranchements des soldats épirotes de Pyrrhus Ier, alors que Plutarque déclare, au contraire, que le roi d'Épire est impressionné par le camp romain d'Héraclée, et attribue quant à lui la construction des premiers camps à Camille au IVe siècle av. J.-C.
Il est cependant plus vraisemblable que les camps romains soient une transposition militaire de la fondation des villes. L'armée s'y abrite et y vit durant toute la durée d'une campagne militaire, et Pierre Cosme souligne que le camp a une double fonction : « défensive et psychologique ». Les camps romains permettent en effet de se protéger durant une campagne mais aussi d'impressionner son ennemi.

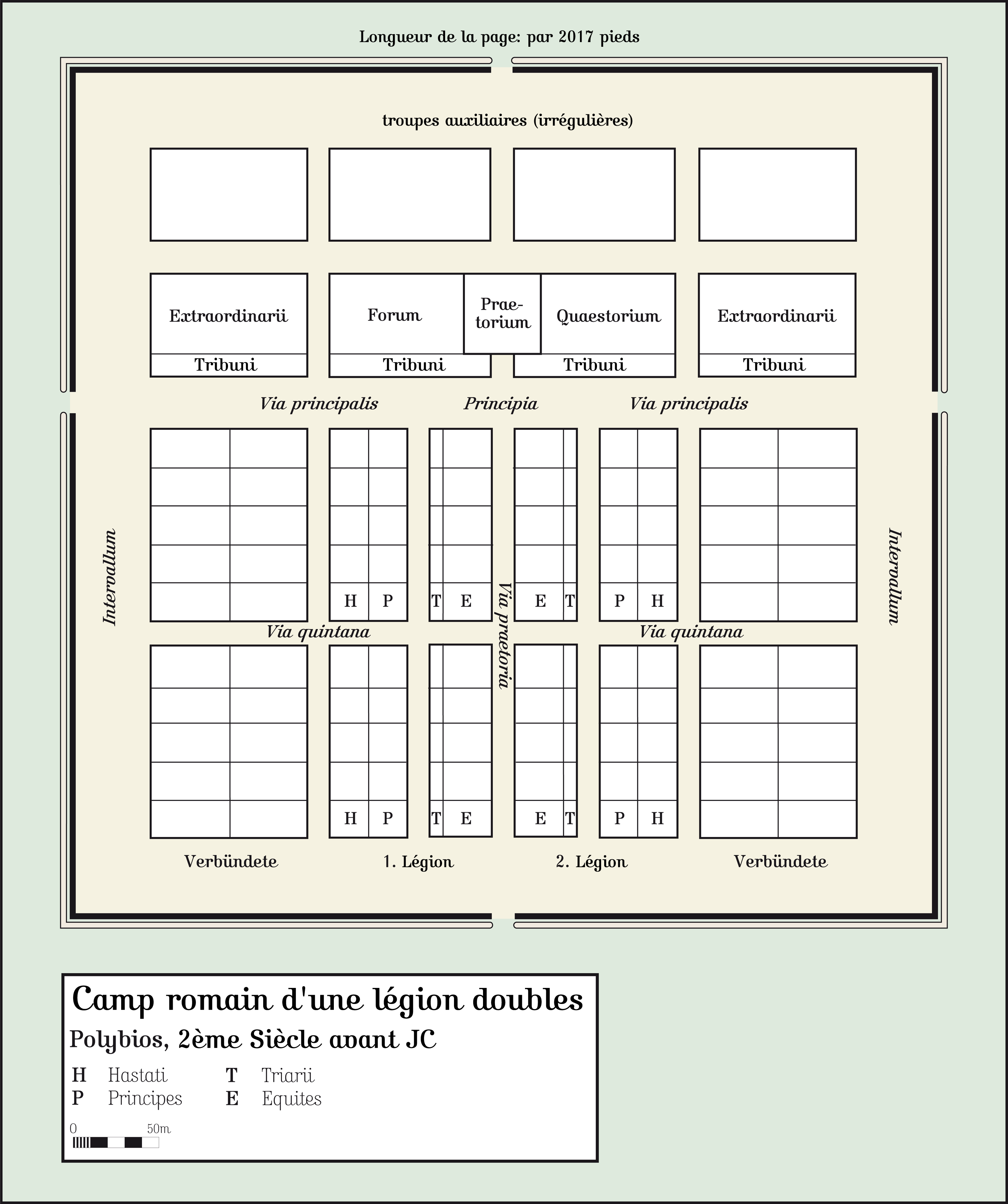
Schéma d'un camp du suivant la description de Polybe.

Le plan du camp romain, une vraie ville occupée théoriquement par deux légions entières, auxiliaires compris, soit près de 20 000 soldats et le train, nous est principalement connu grâce à Polybe, auteur grec du IIe siècle av. J.-C., qui en fait une longue description détaillée qui n'est pas remise en question par les historiens.
Les vestiges archéologiques des plus anciens camps remontent au IIe siècle av. J.-C., notamment près de Numance en Hispanie.

#### La solde et le butin
Le montant quotidien de la solde est inférieur à celui d'un salaire d'un travailleur manuel à Rome,. Cependant, la solde ne peut être assimilée à un salaire car l'armée romaine repose sur des bases censitaires : les soldats servent à leurs propres frais, la solde n'étant qu'une indemnité de subsistance dans des campagnes de plus en plus longues,.
Le butin laissé par une armée en déroute revient aux légionnaires romains, tandis que les biens et les personnes des peuples vaincus, qui représentent la grande majorité des profits d'une guerre, reviennent au Sénat et au peuple romain,. En 187 av. J.-C., les profits de la guerre en Asie permettent de rembourser une partie de tributum, et celui de Paul-Émile sur Persée de Macédoine, suffit à une suspension pure et simple du tributum des citoyens, alors que les soldats eux-mêmes n'ont obtenu que peu de butins sur ces campagnes,.

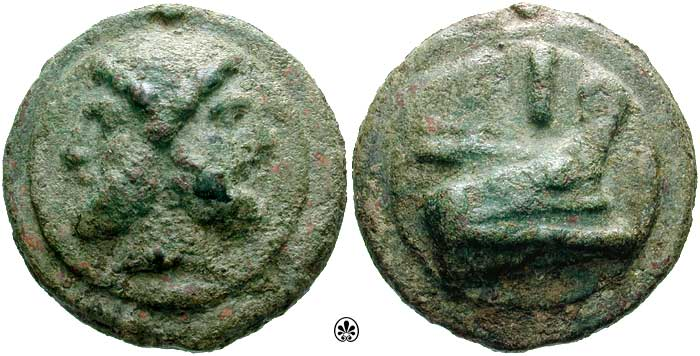
As grave : Janus aux deux visages / Proue de galère (env. 240/225 av. J.-C.).

Les officiers et les soldats reçoivent parfois des parts non négligeables, notamment en 194 av. J.-C., après la deuxième guerre macédonienne lorsque, selon Tite-Live, Quinctius Flamininus distribue 750 as aux cavaliers, 500 as aux centurions et 250 as à chaque soldat. Après la guerre séleucide, les soldats reçoivent aussi une distribution, mais non après la victoire de Paul-Émile, où les volontaires avaient pourtant afflué en vue du butin potentiel toujours selon Tite-Live.
Les tribuns du trésor, du fait de campagnes longues hors de l'Italie, ne peuvent plus directement verser la solde aux armées. Ce sont les gouverneurs de province ou les questeurs de l'armée, et non les généraux, qui en reçoivent le pouvoir. Le versement s'effectue vraisemblablement une seule fois par an, après avoir déduit le coût des vivres fournis et des armes de rechange. Les fonds sont soit envoyés de Rome vers les armées en campagne, soit directement prélevés des fonds des provinces où les armées sont positionnées.

#### Les fournitures militaires
Les longues campagnes militaires, sans retour à Rome chaque année, amènent à l'institution de la solde mais aussi aux fournitures militaires par l'État, des vivres et des vêtements et armes de rechange, avec déduction sur la solde, gérées par les questeurs via une intendance militaire de plus en plus développée,.
Concernant les vivres, seules des rations de blé sont distribuées au soldat, provenant du fruit des dîmes en nature de Sicile et de Sardaigne, mais aussi des régions céréalières que les armées conquièrent, telles l'Hispanie ou l'Afrique. Parmi les bagages qui suivent l'armée, des troupeaux fournissent de la viande, les soldats peuvent aussi se fournir sur le pays de fruits et légumes.
Concernant les armes, l'État ne remplace que celles usagées ou perdues au combat, les recrues devant acquérir l'équipement demandé par les tribuns militaires avant une campagne à leurs frais. Cela a pour effet que l'armement des légionnaires est longtemps relativement hétérogène. Il est possible qu'à partir des Gracques, l'État fournisse des armes aux soldats les plus pauvres, qui devaient alors les restituer en fin de campagne, ou peut-être même que tout l'équipement du soldat est dorénavant à la charge du Trésor.
Concernant les vêtements, l'uniforme règlementaire, ceux-ci semblent par contre fournis par l'État très tôt, bien que cela puisse dater que de 123 av. J.-C., si l'on en croit Plutarque, et d'une loi de Caius Gracchus,.
Les publicains semblent avoir joué un rôle important dans l'acheminement des fournitures militaires aux armées. Les guerres outre-mer imposent une mobilisation financière très importantes et ce sont des organisations de compagnies puissantes de riches citoyens, les publicains, qui prennent en charge les besoins nouvellement créés par la fourniture des armes et l'équipement des légions sur le terrain, devenant des instruments très efficaces dans l'exploitation des provinces,,

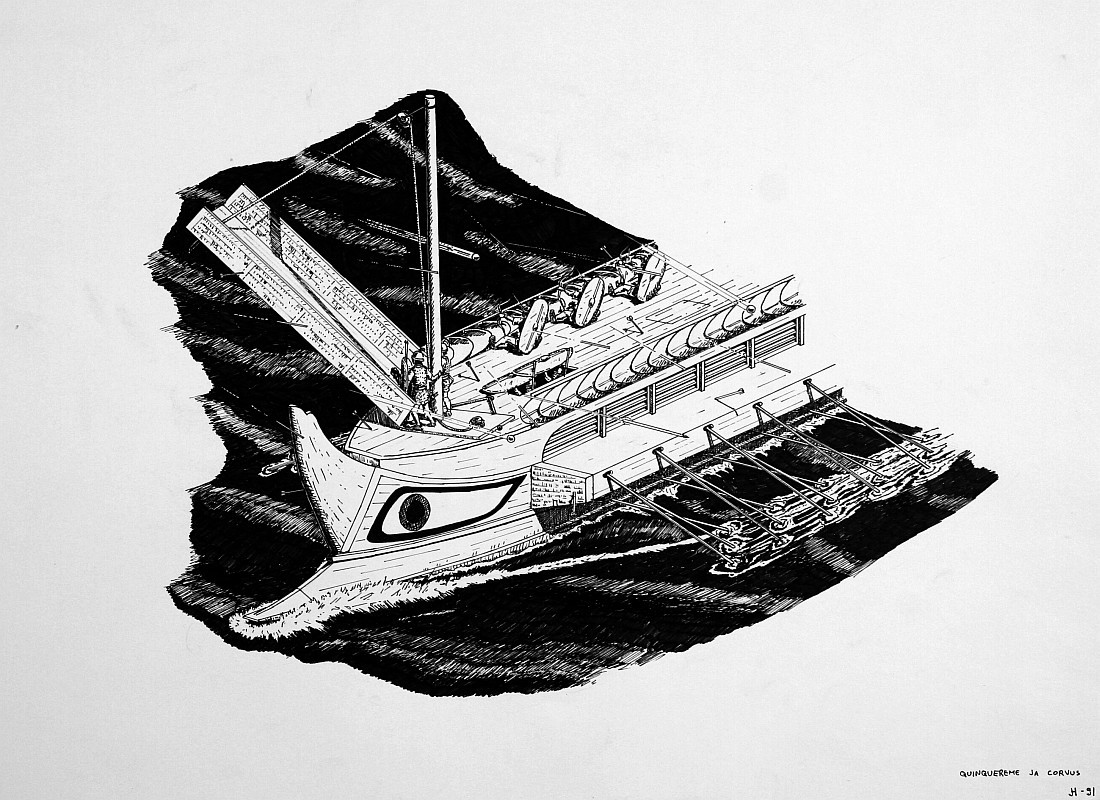
Une quinquérème munie d'un corvus (système d'abordage), navire romain de la première guerre punique.

### La naissance de la marine romaine
Les premiers navires romains dateraient de 311 av. J.-C., pour combattre les pirates, quand une vingtaine de bateaux est construite. À la fin du IVe et au début du IIIe siècle av. J.-C., Rome fait appel à des cités qui doivent lui fournir une flotte en cas de guerre, comme Caeré, Naples puis Tarente.
La première véritable flotte romaine est édifiée lors de la première guerre punique, pour faire face à la flotte carthaginoise pour le contrôle de la Sicile. Selon Polybe, les Romains copient alors un navire carthaginois échoué pour construire leur flotte. Les Carthaginois ayant une aisance maritime bien supérieure, les Romains munissent leurs navires d'un corvus permettant l'abordage et de transformer le combat maritime en combat terrestre,. La flotte romaine serait passée d'une centaine de navires au début à deux cents à la fin de la première guerre punique avec un pic à 330 navires, assurant la mainmise maritime à Rome après plusieurs batailles, mais la flotte n'est plus entretenue une fois le conflit terminé. Par ailleurs, Rome continue d'utiliser les flottes alliées, notamment celle de Naples.

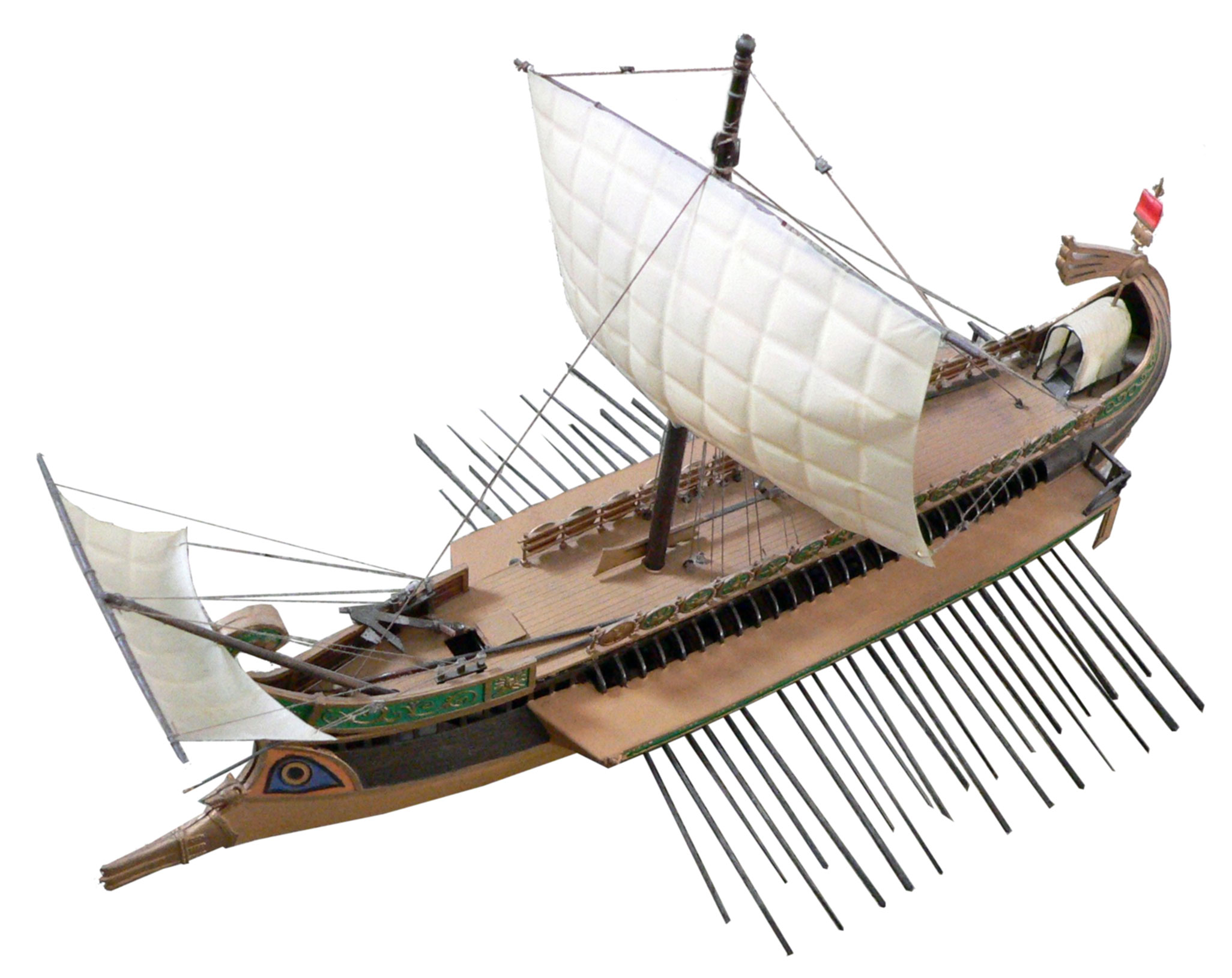
Maquette de trirème romaine.

Lors de la deuxième guerre punique, une nouvelle flotte est constituée, de près de trois cents navires,,, et permet à Rome de dominer les mers sans partage, malgré les nombreuses défaites terrestres, et cette flotte est une nouvelle fois désengagée une fois le conflit terminé.
Plutôt que d'entretenir une flotte permanente, Rome la reconstitue à chaque guerre, fait appel à ses alliés ou impose aux vaincus des clauses très restrictives en nombre de navires. Cela aura pour conséquence de favoriser l'expansion de la piraterie en Méditerranée.
Les marins, en dehors des légionnaires embarqués pour l'abordage, sont recrutés parmi les cités alliées et les affranchis, voire parmi les esclaves dans des situations critiques, notamment en 214 av. J.-C.,,.
Le commandement de la flotte revient au commandant de la campagne militaire à laquelle la flotte est associée, et non à un général ou magistrat spécial. Le commandement des navires, comme pour une légion, peut être délégué à un légat.

### La création de la cohorte et mutation de l'armée censitaire

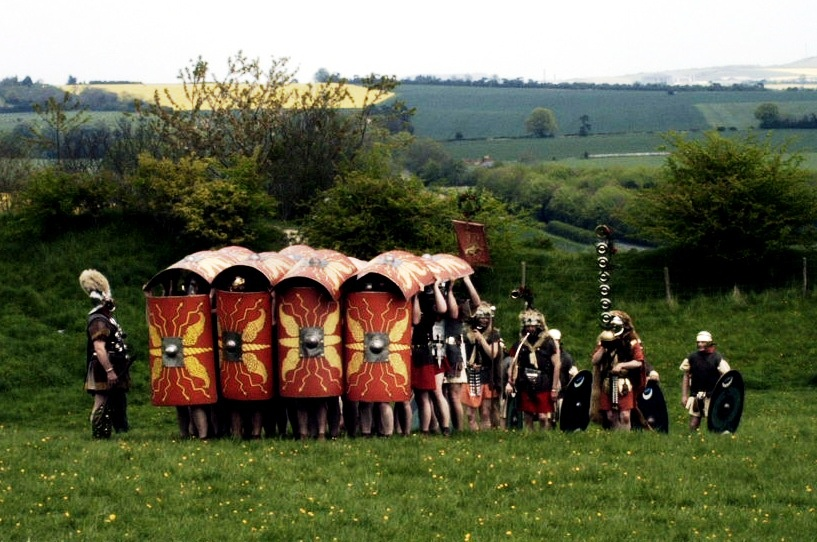
Formation en tortue, utilisée pendant la guerre contre Persée, selon Polybe.

Lors des campagnes en Hispanie (181 à 133 av. J.-C.), une nouvelle unité est créée : la cohorte, composée d'un manipule de chaque ligne, soient 10 cohortes par légion. Cette subdivision plus importante et autonome que le manipule permet une plus grande souplesse tout en gardant la spécialisation des trois lignes,.
L'effort de guerre plus important dû à la deuxième guerre punique puis aux nombreuses campagnes militaires en Méditerranée occidentale, campagnes toujours plus longues et éloignées de Rome, mènent à des armées plus permanentes sur plusieurs années et poussent l'armée censitaire à se transformer, surtout d'un point de vue logistique.
L'intendance et l'administration militaire se développent fortement et jouent un rôle majeur et déterminant dans la vie du légionnaire et de l'armée romaine. Il y a aussi un appel de plus en plus forts aux troupes alliées, qui représentent plus de la moitié de l'armée, et aux soldats les plus pauvres tout au long du IIe siècle av. J.-C..
Rome est désormais hors de danger, les guerres se déroulent toutes loin de l'Italie, et les défaites sont nombreuses avant les victoires finales dans des guerres longues et incertaines. Cela entraîne des réticences lors de la mobilisation d'une part des citoyens, qui renâclent à combattre des années durant loin de leurs terres et cités,, tandis que l'armée commence à se professionnaliser avec des temps de service plus continu. Cependant, l'armée reste encore civique, les règles et le cadre militaires ne changent pas, malgré l'apparition de soldats de métier.

## La naissance d'une armée permanente

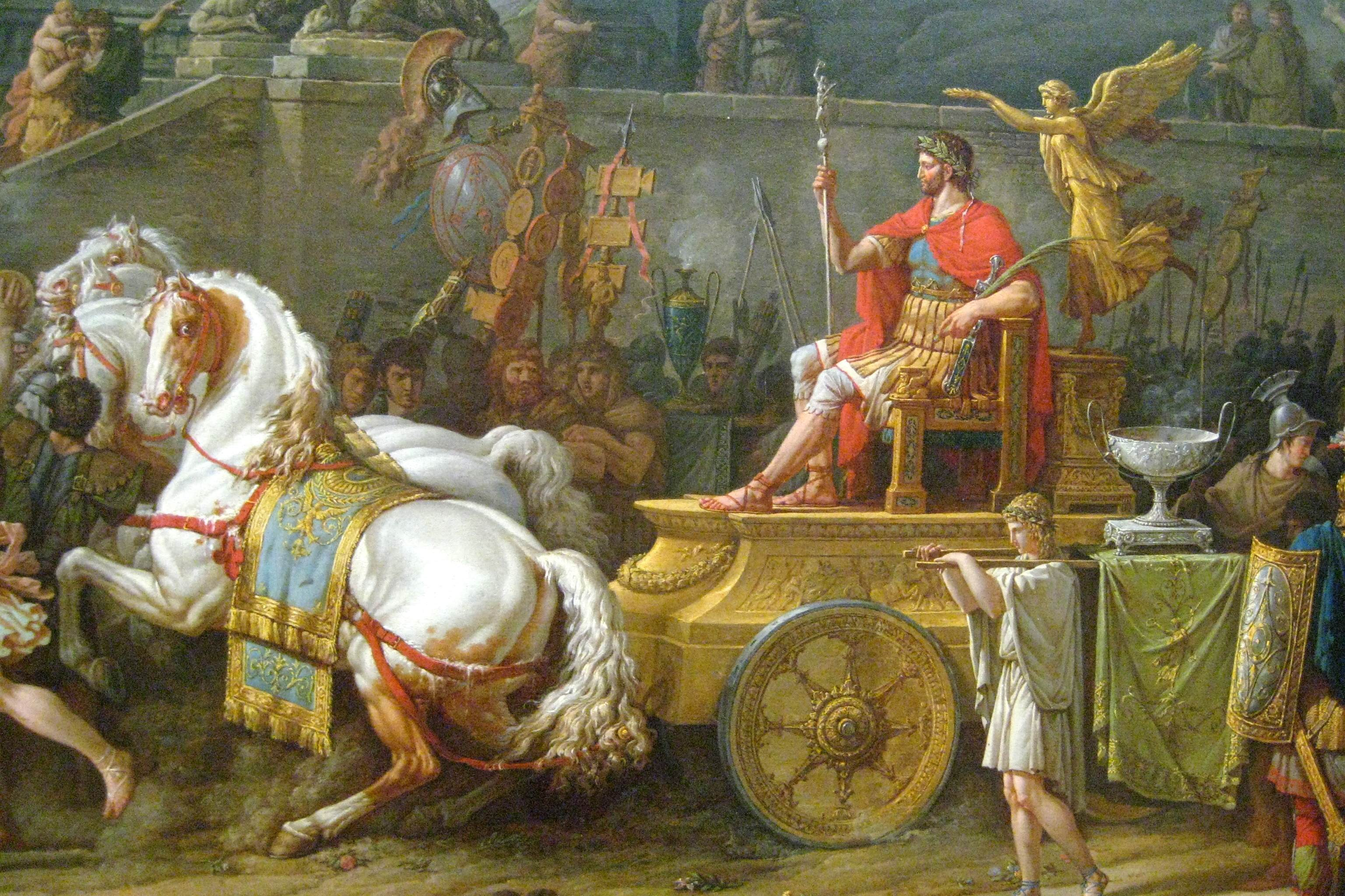
The Triumph of Aemilius Paulus (détail) de Carle Vernet, 1789.

## La naissance d'une armée permanente (IIe—Iersièclesav. J.-C.)

### La situation à la fin duIIesiècleav. J.-C.

#### Les effectifs du corps civique romain
Dans la deuxième moitié du IIe siècle av. J.-C., Rome est engagée dans de nombreux conflits longs et périlleux, notamment dans la péninsule Ibérique, mais aussi en Afrique, en Narbonnaise et dans les Balkans. Depuis peu, on ne considère plus que la raison de ces difficultés de l'armée romaine sur ces différents théâtres d'opération vient d'un nombre moindre de citoyens mobilisables, dû à la crise agraire, ce qui donnait aussi une explication au recrutement de prolétaires par Caius Marius. Pierre Cosme précise que « cette interprétation a été récemment nuancée et le rôle de Marius relativisé ».
Les effectifs mobilisés pendant la deuxième moitié du IIe siècle av. J.-C., bien qu'élevés, le sont moins que sur la période précédente, que ce soit pendant les guerres puniques ou notamment sur la première moitié de ce siècle. Par exemple, pendant la guerre contre Antiochos III (192 à 188 av. J.-C.), près de 13 légions sont levées, ce qui n'arrivera plus ensuite avant l'époque de Marius et la guerre de Jugurtha, hormis pour la troisième guerre punique.
| Époque                                      | Années de recensement           | Effectif civique | Réf. Tite-Live |
| ------------------------------------------- | ------------------------------- | ---------------- | -------------- |
| Avant la deuxième guerre punique            | 234-233 av. J.-C.               | 270 000          | [ a 62 ]       |
| Fin de la deuxième guerre punique           | 204-203 av. J.-C.               | 214 000          | [ a 63 ]       |
| Pendant la guerre contre Antiochos III      | 189-188 av. J.-C.               | 258 000          | [ a 64 ]       |
| Premier pic atteint au IIe siècle av. J.-C. | 164-163 av. J.-C.               | 337 000          | [ a 65 ]       |
| Creux atteint au IIe siècle av. J.-C.       | 136-135 et 131-130 av. J.-C.    | 318 000          | [ a 66 ]       |
| Après les réformes des Gracques             | 125-124 et/ou 115-114 av. J.-C. | 395 000          | [ a 67 ]       |

Selon les chiffres du cens transmis par les auteurs anciens, un pic est atteint en 164-163 av. J.-C. avant que le nombre de citoyens mobilisables ne diminue jusqu'aux années 140 av. J.-C., mais il reste cependant supérieur à l'époque des guerres puniques ou à celui de la guerre d'Antiochos. L'augmentation soudaine aux recensements de 125-124 et/ou 115-114 av. J.-C. après la lente et régulière diminution de l'effectif civique sur les 40 dernières années s'explique peut-être par un abaissement du cens minimum de la dernière classe de 4 000 à 1 500 as à l'époque des Gracques, peut-être lié à la crise agraire que les contemporains déplorent au IIe siècle av. J.-C.

#### Les pertes romaines à la fin duIIesiècleav. J.-C.

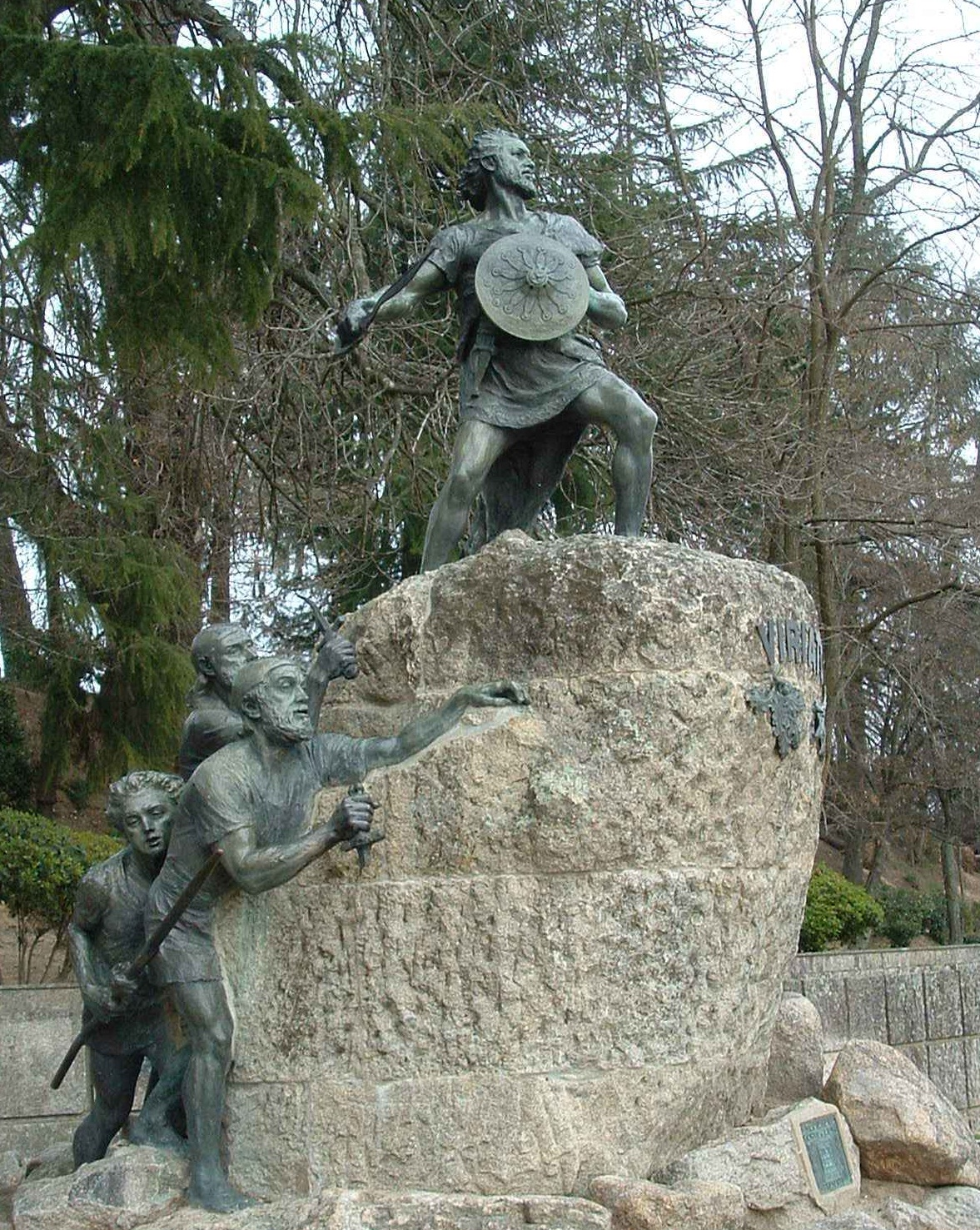
Statue de Viriate, à Viseu, Portugal.

Le manque de volontaires dans l'armée est un problème récurrent au IIe siècle av. J.-C. et la situation empire à la suite des pertes romaines importantes dans plusieurs guerres, épuisant les premières classes censitaires. Les guerres celtibères sont les plus coûteuses en hommes : les gouverneurs Manilius et Calpurnius Piso y perdent 6 000 soldats en 155/154 av. J.-C. et un nouvel arrivant 9 000 soldats peu après, Fulvius Nobilior 10 000 en 153 av. J.-C., Sulpicius Galba 7 000 en 151 av. J.-C., plus de 15 000 autres soldats tombent dans les années qui suivent contre Viriathe jusqu'en 139 av. J.-C., Hostilius Mancinus en perd 20 000 en 136 av. J.-C. À ces nombreuses pertes lors de batailles, il faut ajouter les victimes des escarmouches, de la famine et des hivers.

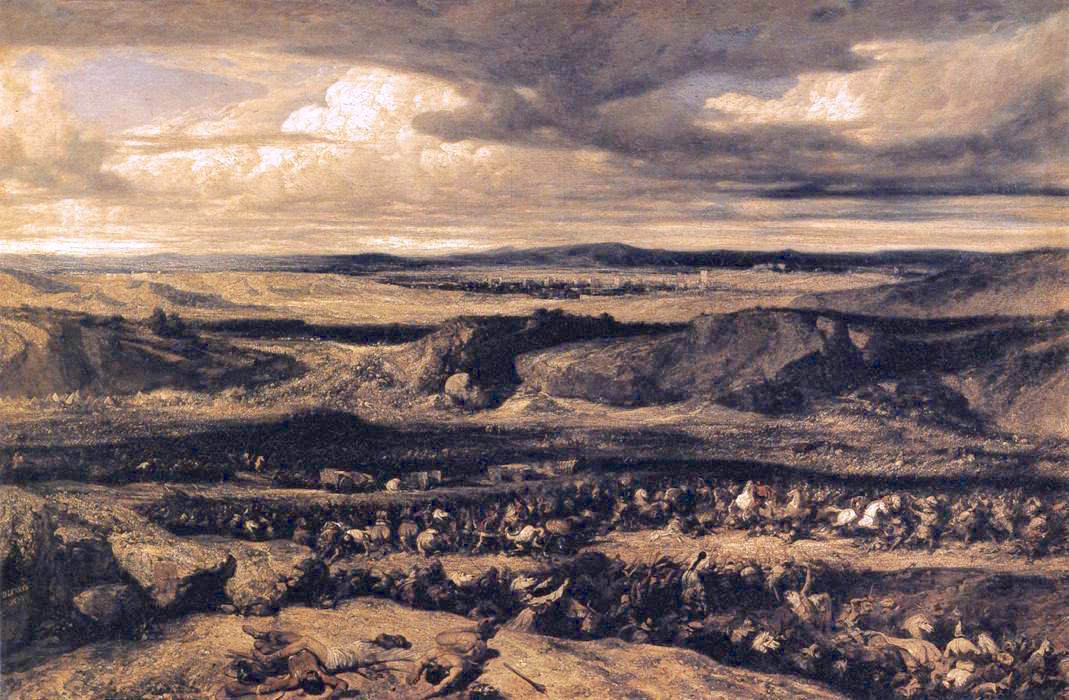
Alexandre-Gabriel Decamps, La défaite des Cimbres, 1833.

La guerre des Cimbres inflige à Rome ses pires pertes en une bataille depuis la deuxième guerre punique : Papirius Carbo perd entre 15 000 à 20 000 hommes à Noreia en 113 av. J.-C., Junius Silanus est lui aussi défait en 109 av. J.-C., puis deux autres généraux romains subissent la loi des Germains en Gaules. Ensuite, le plus grand désastre a lieu à Arausio en 105 av. J.-C., où Servilius Caepio et Mallius Maximus perdent plus de 80 000 légionnaires, : au total, 150 000 à 180 000 soldats romains et alliés sont morts face aux Germains.

#### L'enrôlement ponctuel de prolétaires
En 107 av. J.-C., le consul Marius prend le commandement de la guerre contre Jugurtha, avec une armée qu'il complète par l'enrôlement de prolétaires,. Marius est un homo novus, opposé à l'aristocratie sénatoriale, qui aurait alors cherché à renforcer sa popularité en acceptant dans les rangs de l'armée tous les volontaires sans distinction de cens, allant à l'encontre de l'avis du Sénat, à une époque où les citoyens mobilisables sont récalcitrants à rejoindre l'armée,.
Cet enrôlement de prolétaires s'est restreint uniquement au supplementum, c'est-à-dire aux renforts, soit tout au plus une majorité des 5 000 ou 6 000 hommes recrutés alors, et non à l'armée entière, et doit par conséquent être relativisé, vu qu'il ne s'agit que d'une admission ponctuelle,, mais qui créée un précédent.
Dans les années qui suivent jusqu'à la guerre sociale, il n'y a plus de traces de telles mesures d'enrôlement parmi les prolétaires, ni même lors de la guerre contre les Cimbres et les Teutons menée par ce même Marius. Cependant, contrairement à la guerre contre Jugurtha, cette guerre défensive n'amène aucune perspective de butin et n'a donc aucune raison d'attirer des volontaires non astreints au service militaire.

### Les conséquences de la Guerre Sociale sur l'armée

#### L'enrôlement de prolétaires et la citoyenneté aux Italiens
La guerre sociale qui secoue les fondements de la République et de l'Italie romaine de 91 à 88 av. J.-C. a des conséquences bien plus importantes dans l'organisation militaire romaine qu'a pu avoir l'enrôlement ponctuel de prolétaires dans l'armée par Marius.
Durant cette guerre, le nombre d'hommes mobilisés est supérieur à celui atteint pendant la deuxième guerre punique, avec près de 300 000 Italiens mobilisés dans l'une ou l'autre armée. Rome recrute alors des affranchis et doit compléter ses armées par l'enrôlement de prolétaires,.
Le dilectus traditionnel est mis de côté lors de cette guerre, notamment car la qualification censitaire des volontaires n'est plus prise en compte, et il en restera ainsi dans les guerres civiles qui s'ensuivent, les généraux s'appuyant sur des volontaires acquis à leurs causes : le recrutement se base dorénavant sur le volontariat et non plus sur les classes censitaires,.
À l'issue de la guerre sociale, tous les Italiens libres au sud du Pô reçoivent la citoyenneté romaine, et les effectifs civiques passent de 395 000 en 115-114 av. J.-C. à 910 000 citoyens au recensement de 70-69 av. J.-C.

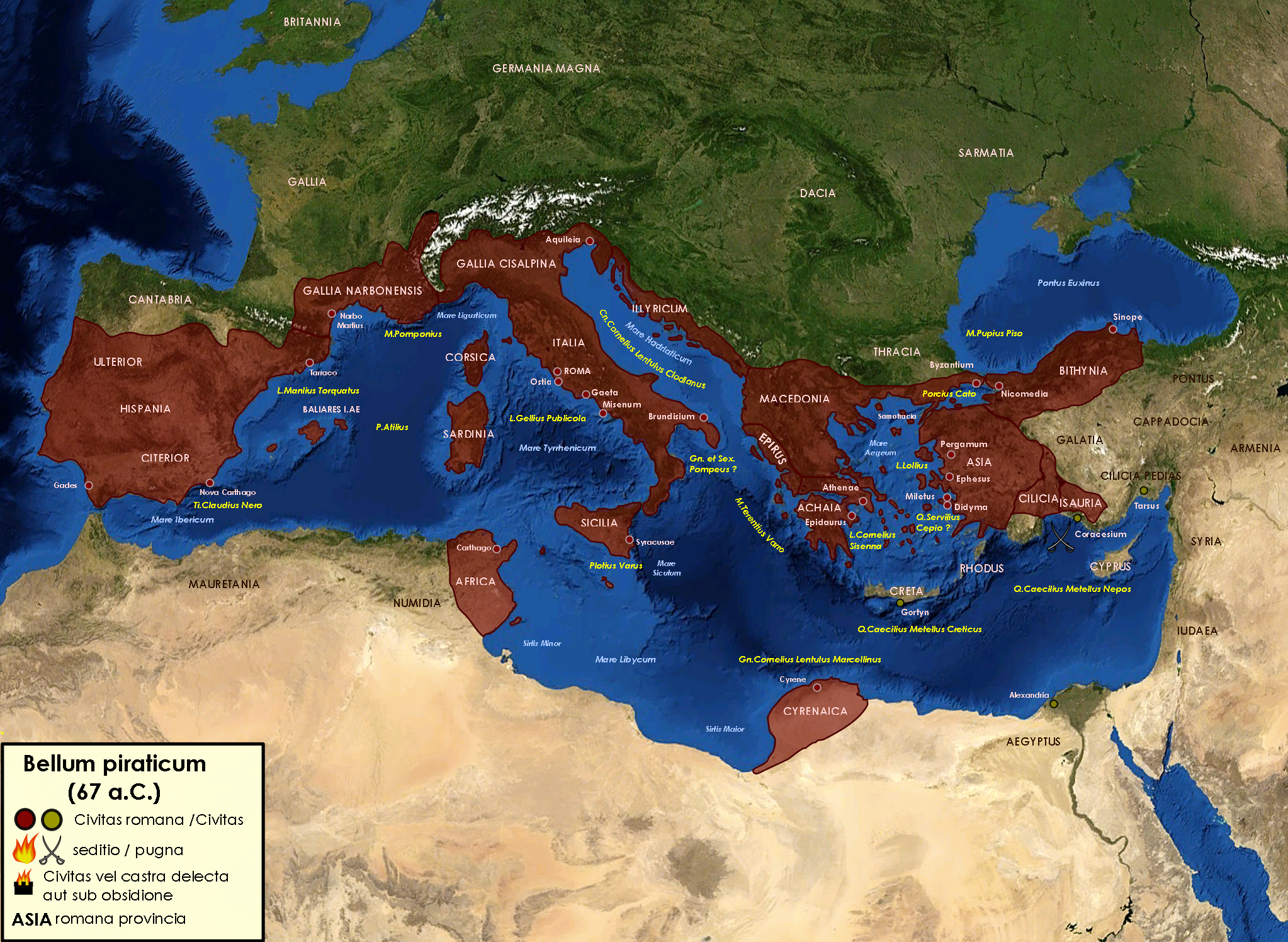
La République romaine en 67 av. J.-C., au moment où Pompée reçoit par la Lex Gabinia un imperium étendu et exceptionnel pour combattre la piraterie dans toute la Méditerranée et qui lui permet de nommer 25 légats en lieu et place du Sénat.

#### La décentralisation du recensement et de la mobilisation
Une conséquence d'une telle augmentation du corps civique est la décentralisation des procédures de recensement et de mobilisation. Dorénavant, les citoyens se font recenser non plus forcément à Rome, mais dans chaque municipe. Dans les faits, il y a peu de changement : les anciennes cités alliées recensaient déjà séparément leurs recrues de celles des citoyens romains.
L'Italie est divisée en circonscriptions de recrutement, qui devient alors plus rural, les légions étant dorénavant levées dans des régions déterminées,. Entre autres, Pompée recrute ses armées dans le Picenum, César en Gaule cisalpine et Crassus chez les Lucaniens,.
Cette décentralisation touche peut-être même certaines provinces romaines, notamment l'Hispanie. Entre 49 et 45 av. J.-C., une légion, dite Vernacula, est attestée en Hispanie par Jules César,,, et elle est recrutée uniquement parmi les citoyens romains de la péninsule ibérique.

#### Des pérégrins pour les troupes auxiliaires
Des pérégrins sont aussi recrutés dans l'armée à certaines occasions. Jules César lève à ses frais une légion en Gaule, la Legio V Alaudae, avec des soldats gaulois transalpins en 58 ou en 57 av. J.-C., puis pendant les guerres civiles, les « Pompéiens » ont aussi recours à des étrangers entre 49 et 45 av. J.-C., les « Césaricides » entre 43 et 42 av. J.-C. puis les « Antoniens » entre 42 et 30 av. J.-C. alors qu'ils se trouvent tous hors de l'Italie.

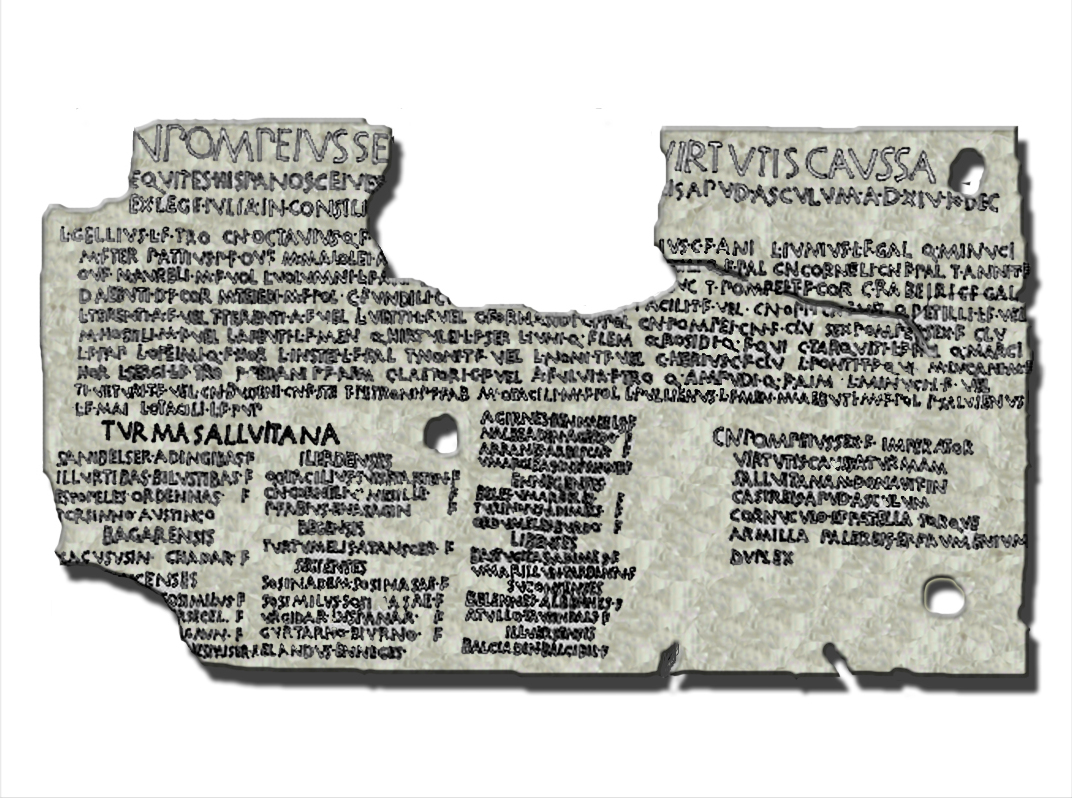
Inscription dite Bronze d'Asculum témoignant de la concession de la citoyenneté romaine à des auxiliaires espagnols par Pompeius Strabo lors de la Guerre sociale. CIL VI, 37045.

Les auxiliaires de l'armée romaine, autrefois très majoritairement des alliés italiens, qui sont devenus entre-temps citoyens à la suite de la guerre sociale, sont dorénavant recrutés parmi les pérégrins des provinces voire parmi des peuples en dehors des territoires romains. Ainsi, César fait appel à des auxiliaires gaulois et germains commandés soit par des chefs locaux, soit par des préfets équestres romains.
Ces soldats pérégrins de l'armée sont parfois récompensés, Rome ayant appris de la guerre sociale qu'il fallait éviter le mécontentement de ses troupes alliées. Ainsi, des privilèges sont de temps en temps accordés, et même la citoyenneté, comme à 30 cavaliers ibériques de Pompeius Strabo en 89 av. J.-C. à la fin de la guerre sociale, ou au navarque Séleucos de Rhosos, qui reçoit en plus de nombreux autres privilèges entre 41 et 36 av. J.-C.

### La professionnalisation de l'armée: les vétérans

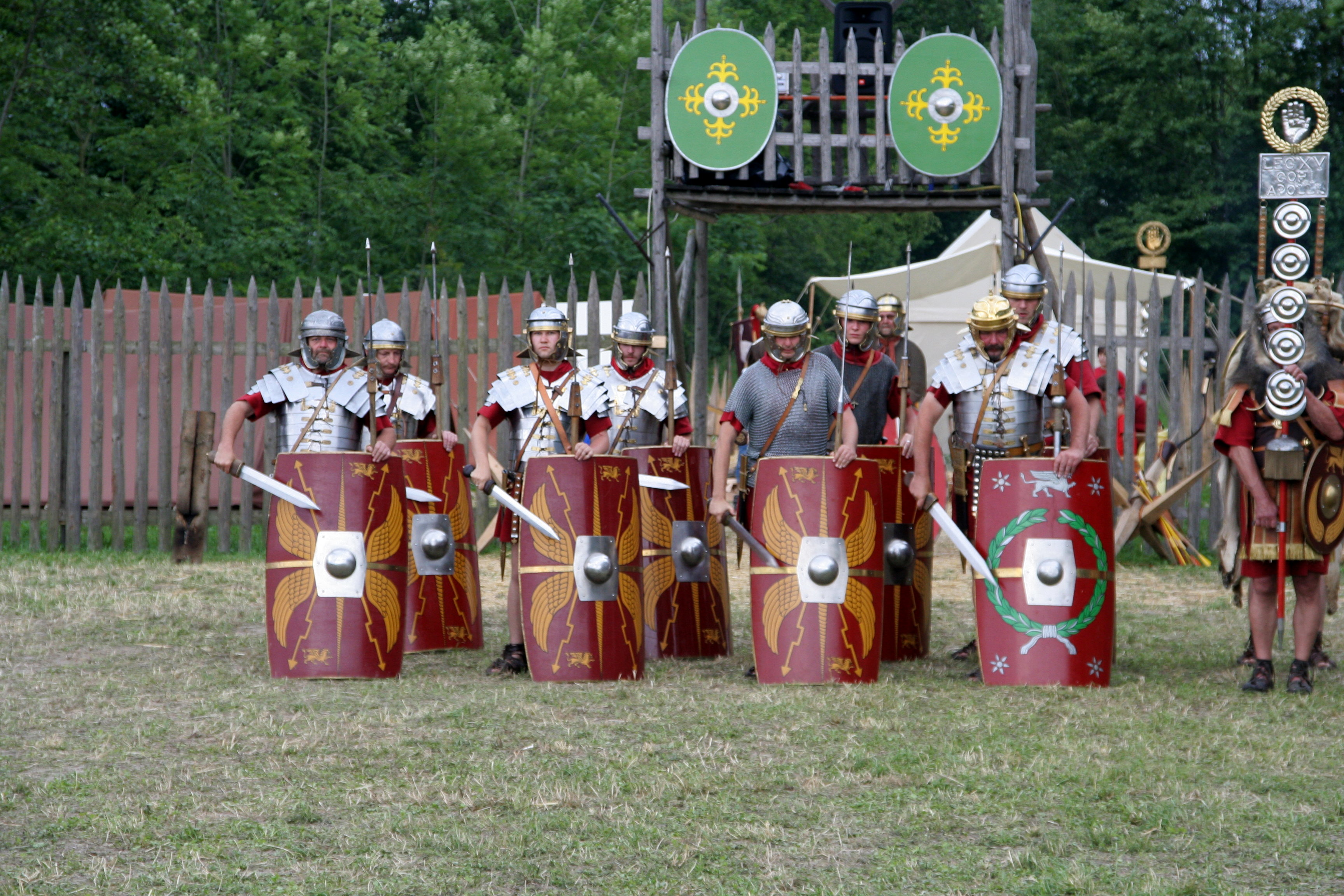
Reconstitution du I, dont l'équipement n'a pas changé depuis la première partie du

Le terme veteranus apparaît au Ier siècle av. J.-C. dans la littérature latine,. Cela désigne un soldat expérimenté ayant accompli un certain nombre d'années (on ne parle plus en nombre de campagnes) et qui attend une récompense. Ces soldats, par leur mobilisation continue, sont considérés comme des professionnels.
Leur démobilisation nécessite de prendre des mesures pour leur réintégration dans la société romaine après des années d'absence. La solution est de leur attribuer des terres, et cela est attestée dès la fin de la deuxième guerre punique, en faveur des vétérans d'Hispanie et d'Afrique, et ces terres sont données là où ils ont combattu. Ainsi, les soldats blessés de Scipion l'Africain sont installés à Italica. Ce processus de distribution de terres à la démobilisation est systématisé au Ier siècle av. J.-C.
Ainsi, ceux de Caius Marius ayant combattu Jugurtha s'installent en Afrique, ceux de Sylla, près de 120 000 hommes, reçoivent des terres en Italie à la suite des proscriptions, ceux de Pompée, au nombre de 50 000 vétérans en 59 av. J.-C., s'établissent sur tout le pourtour méditerranéen, notamment en Hispanie, mais aussi en Italie, en Grèce et en Asie mineure et ceux de Jules César dans toute l'Italie, en Gaule et à Carthage, même si à sa mort aux ides de mars 44 av. J.-C., nombre de ces vétérans attendent encore des terres.
Après la guerre civile des Libérateurs, 50 000 vétérans de César et des triumvirs reçoivent des terres en Italie au détriment des 18 plus riches cités italiennes, ce qui suscite des troubles, notamment la guerre de Pérouse : les vétérans sont les grands bénéficiaires de ce grand transfert de propriété. L'Italie antique connaît alors d'importants transferts de propriétés et l'installation de vétérans dans les provinces romaines permet leur romanisation.
À partir de la guerre civile de César, des mutineries commencent à toucher fréquemment les armées des généraux. En 49 av. J.-C., avant le débarquement en Grèce et la bataille contre Pompée, et en 47 av. J.-C., avant le départ en Afrique combattre les derniers « Pompéiens », Jules César doit faire face à deux importantes mutineries. Ces soldats renâclent à poursuivre une guerre civile qui n'en finit pas et qui n'offre que peu de perspectives de butins. Ces séditions de l'armée se poursuivent ensuite pendant le second triumvirat, forçant par deux fois Octave et Marc Antoine à se réconcilier plutôt qu'à combattre, : à ce moment-là, leurs armées sont composées en grande partie de vétérans de César et défendent leurs intérêts qu'ils risquent de perdre en cas de guerre entre les futurs triumvirs.

### L'organisation et l'équipement d'une légion

#### L'organisation dite «marianique»

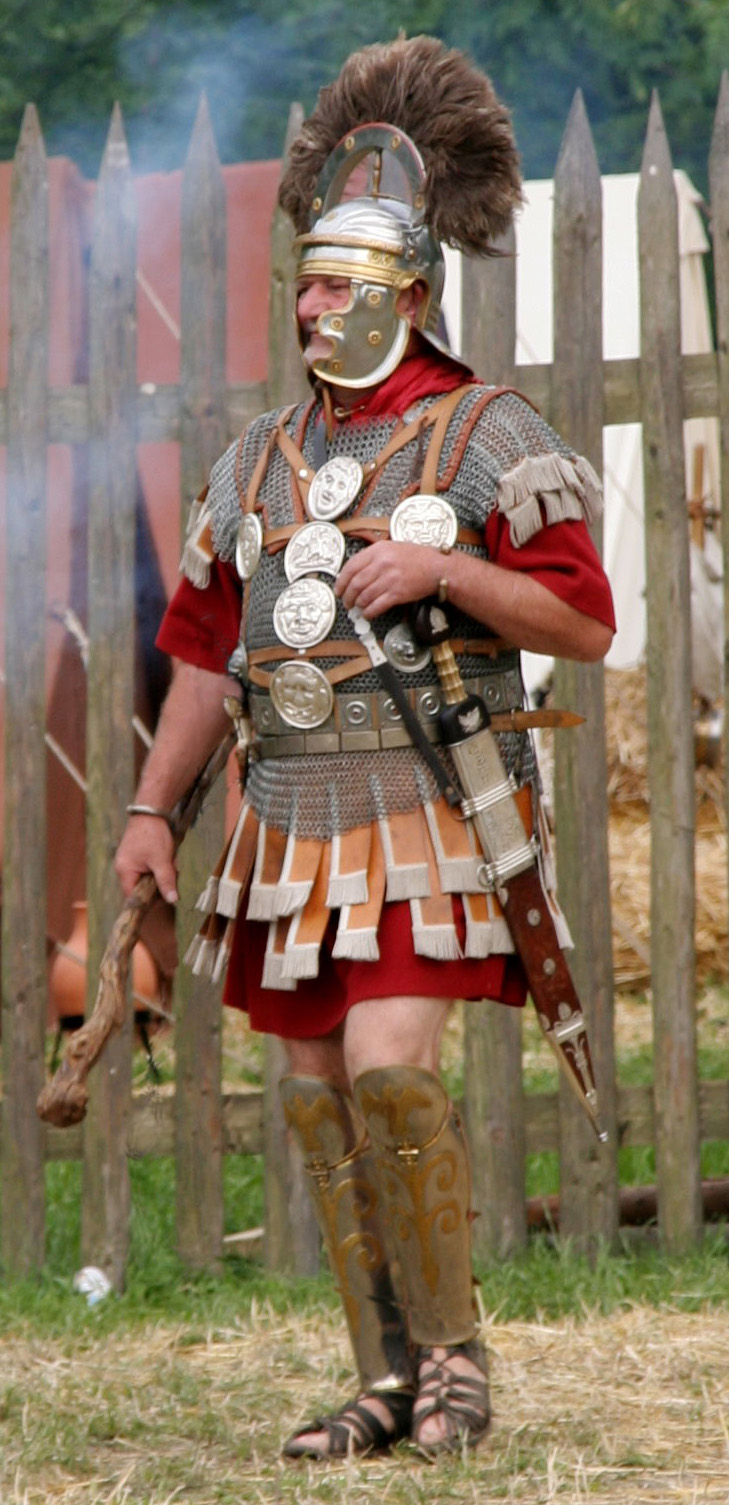
Centurion romain du I

La légion voit passer ses effectifs variant de 4 200 à 4 800 fantassins au IIe siècle av. J.-C. à un effectif fixe de 6 000 légionnaires. Elle comporte dix cohortes de 600 hommes, numérotées selon un ordre hiérarchique croissant, et composées chacune de trois manipules de 200 hommes, nommées pilani, principes et hastati, par ordre de dignité. Chaque manipule compte deux centuries de 100 hommes, l’ordo prior et l'ordo posterior,. La première cohorte est double et comporte 5 manipules.
Les vélites, précédemment recrutés parmi les plus jeunes et les plus pauvres, ont disparu au début du Ier siècle av. J.-C. à la suite de l'abandon des critères censitaires pour le recrutement après la guerre sociale.
Les six centurions d'une cohorte sont ainsi, par ordre hiérarchique, nommés : pilus prior, pilus posterior, princips prior, princips posterior, hastatus priori et enfin hastatus posterior,. Une légion est donc composée de soixante centurions, le premier centurion étant le pilus prior de la première cohorte, que l'on appelle un primus pilus, c'est-à-dire le « primipile ». Les centurions qui accèdent à la première cohorte d'une légion reçoivent le titre de primi ordines, avec une meilleure solde et probablement le droit de siéger au consilium avec les officiers supérieurs de la légion.
Les troupes se répartissent sur le champ de bataille en trois corps : l'aile droite, le centre et l'aile gauche. Les cohortes sont disposées en quinconce sur trois lignes (triplex acies) de hastati, principes et pili : une première ligne de quatre cohortes, une seconde de trois, une troisième de trois. Cette réforme tactique dans le courant du début du Ier siècle av. J.-C. est destinée à obtenir des légions plus flexibles, plus mobiles, plus adaptables et plus homogènes dans leur composition.
La cavalerie devient uniquement auxiliaire et se tient aux ailes, comme d'habitude chez les Romains. La cavalerie légionnaire purement romaine disparaît au début du Ier siècle av. J.-C.. Elle est remplacée par des auxiliaires numides tout d'abord au IIe siècle av. J.-C., puis ibériques, gauloises et germaniques, notamment dans l'armée de César.
| Ordre hiérarchique | Ordre de bataille |
| --- | --- |
| Centurie I : Pilus Prior Centurie II : Princeps Prior Centurie III : Hastatus Prior Centurie IV : Pilus Posterior Centurie V : Princeps Posterior Centurie VI : Hastatus Posterior | Centurie III : Hastatus Prior Centurie VI : Hastatus Posterior Centurie II : Princeps Prior Centurie V : Princeps Posterior Centurie I : Pilus Prior Centurie IV : Pilus Posterior |

Ces réformes sont parfois attribuées à Caius Marius, d'où l'expression « réforme marianique ». Cependant, les historiens actuels de l'armée romaine s'accordent à reconnaître que plusieurs des changements attribués par l'historiographie antique, notamment Plutarque, à Marius, dans le domaine tactique notamment, sont en fait progressifs et ne se développent réellement que sur le long terme.

#### L'équipement du légionnaire
Depuis la fin du IIe siècle av. J.-C., les armes sont standardisés et les coûts de production diminuent. Au Ier siècle av. J.-C., tous les légionnaires, notamment les plus pauvres, sont équipés par l'État, il n'y a dès lors plus de différence de classe sociale dans le gros des troupes, qui ont donc les mêmes équipements.
Le casque dit « Montefortino », conique avec un bouton sommital, est délaissé et laisse place à un casque à calotte lisse. Il semblerait qu'il existe alors un casque plus lourd et protecteur, dit « Mannheim », pour les légionnaires et un autre de qualité moindre, dit « Coolus », pour les troupes auxiliaires. Le casque « Montefortino », avec la possibilité d'être pourvu d'un panache, reste peut-être porté par les officiers. Les protège-joues (paragnathides) disparaissent quant à eux.
À l'époque de Caius Marius, les légionnaires citoyens ont une sorte de plastron métallique quadrangulaire protégeant une partie du buste alors que les auxiliaires portent une cuirasse à écailles, la lorica squamata. Lors du Ier siècle av. J.-C., une cotte de mailles composée de 30 000 anneaux de fer d'origine gauloise fait son apparition pour certains légionnaires, appelée lorica hamata, et offrant une très grande protection tout en restant souple, mais étant lourde, presque le double de la lorica squamata des auxiliaires et très chère en temps de production et en argent.

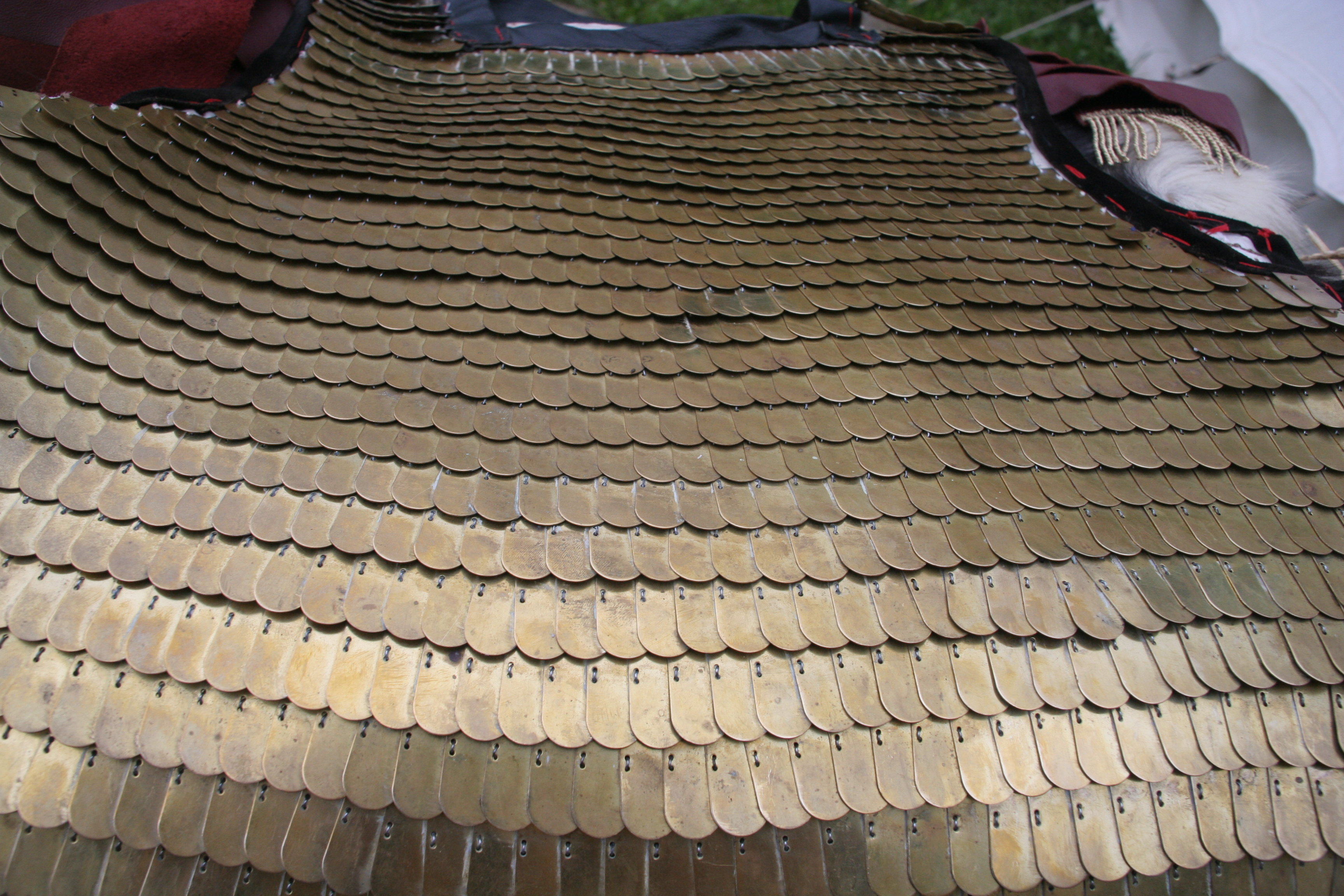
Détails d'une lorica squamata.
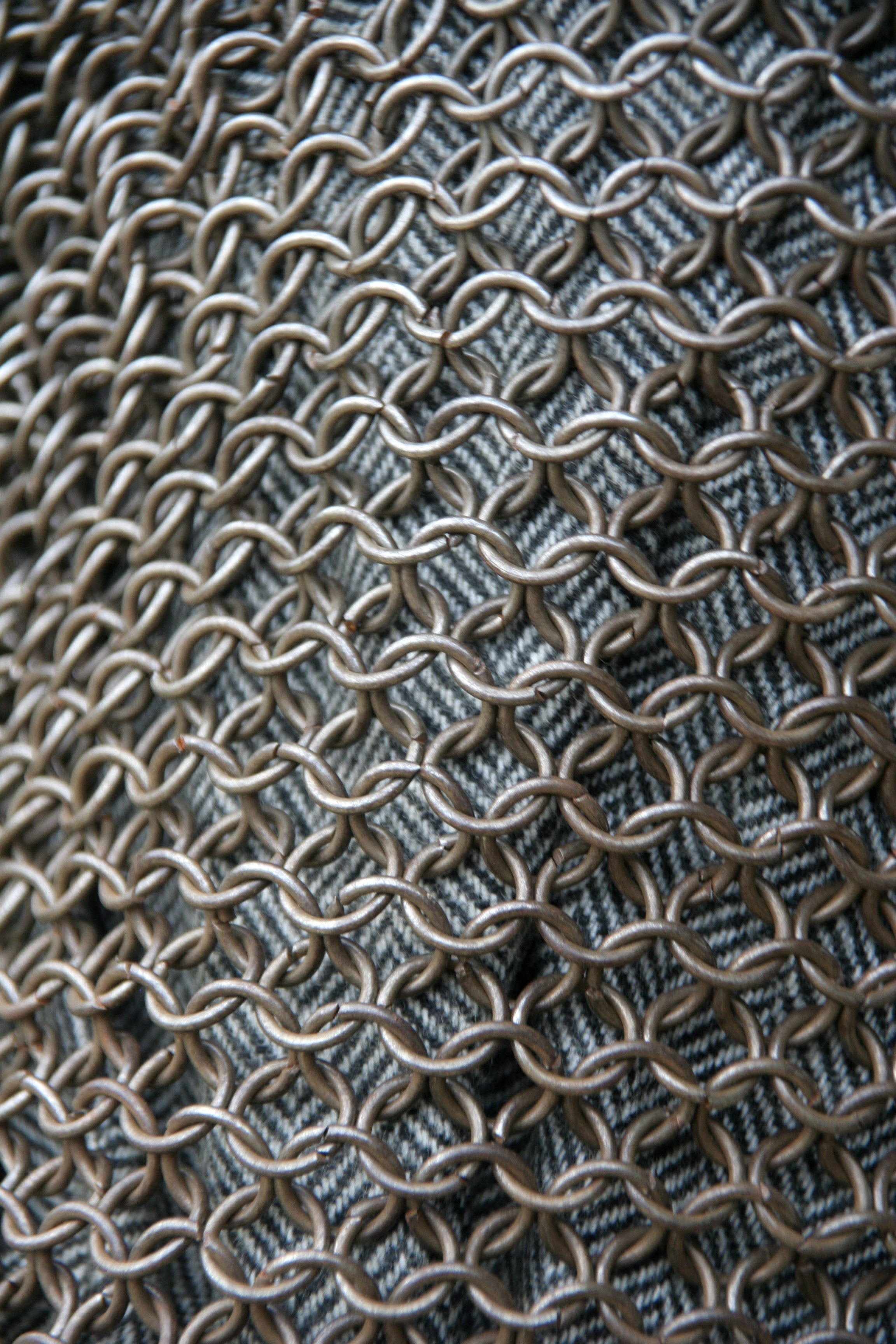
Détails d'une lorica hamata.

L'équipement total d'un légionnaire pèse alors dans les quinze à vingt kilogrammes sans le paquetage. Marius réduit le train militaire en alourdissant l'équipement des soldats, ces soldats sont alors surnommés les « mulets de Marius » par les auteurs antiques,. Cette armée peut faire 15 à 30 km par jour.

La République romaine vers -70
Les conquêtes de Pompée entre 64 et -60
Les conquêtes de César entre 58 et -46
Les États vassaux de Rome en -44

- La République romaine vers 70 av. J.-C.
- Les conquêtes de Pompée entre 64 et 60 av. J.-C.
- Les conquêtes de César entre 58 et 46 av. J.-C.
- Les États vassaux de Rome en 44 av. J.-C.

### L'ampleur du butin et l'augmentation de la solde
La solde est quasiment doublée par Jules César, vraisemblablement pendant la guerre des Gaules, si l'on en croit Suétone, mais reste plus faible que le salaire moyen contemporain à Rome.
Le butin des guerres du Ier siècle av. J.-C. est beaucoup plus important que celui des guerres des siècles précédents. Pompée reçoit 36 millions de deniers de Tigrane II d'Arménie tandis que Jules César retire des dizaines de millions de deniers du pillage de la Gaule. Ainsi, Pompée verse 1 500 deniers à chacun de ses soldats à la suite de sa victoire sur Mithridate VI du royaume du Pont tandis que César distribue entre 5 000 et 6 000 deniers lors de son triomphe à chaque légionnaire.
Un tribun militaire ou un centurion peut recevoir beaucoup plus qu'un simple soldat, jusqu'à cent fois plus pour un tribun, et par exemple cinq fois plus pour un centurion de la campagne contre les Bituriges en 51 av. J.-C. De plus, les généraux ne distribuent pas tous la même proportion du butin à leurs soldats, et se gardent une part importante.
Cet enrichissement des généraux, qui cumulent aussi des pouvoirs militaires extraordinaires, tels que Marius, Sylla, puis Crassus, Pompée et César, leur permettent de contrôler des réseaux puissants de clients sans commune mesure avec le reste de l'aristocratie sénatoriale. Ainsi, les guerres extérieures nourrissent les guerres civiles entre les imperatores pour la conquête du pouvoir unique au détriment du Sénat de la République romaine.

Les généraux romains des guerres civiles républicaines
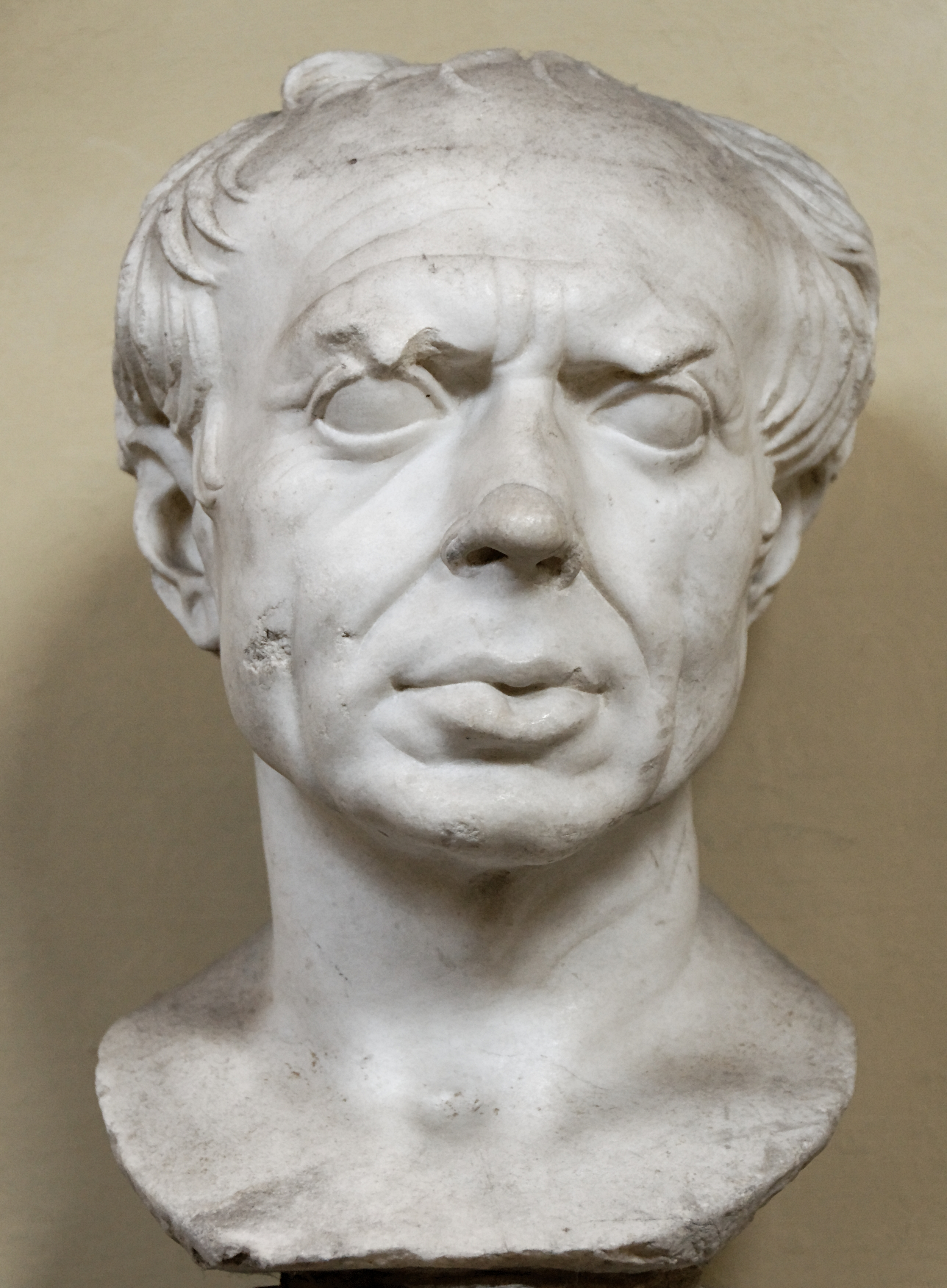
Caius Marius (157 - 86).
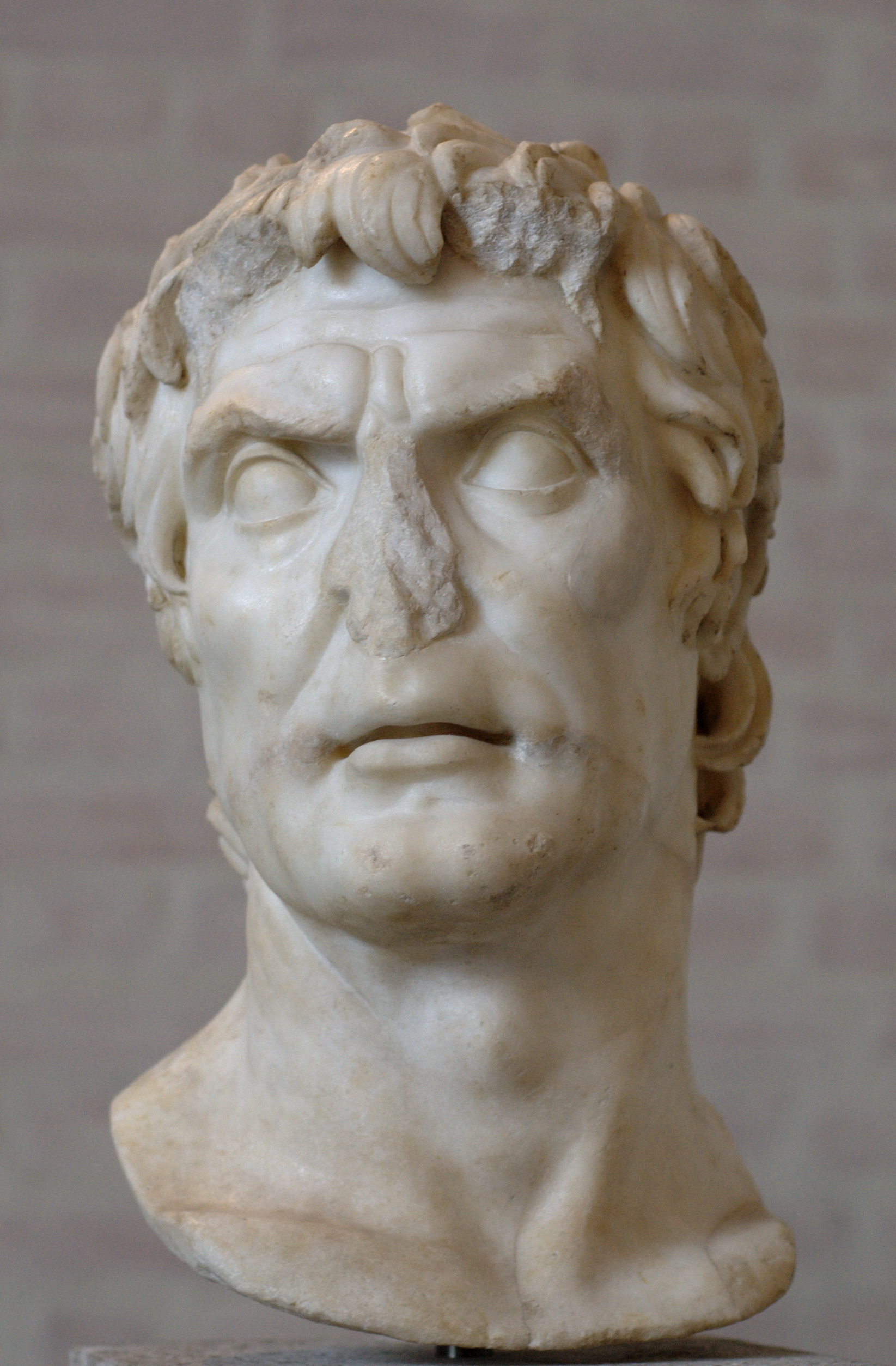
Sylla (138 - 78).
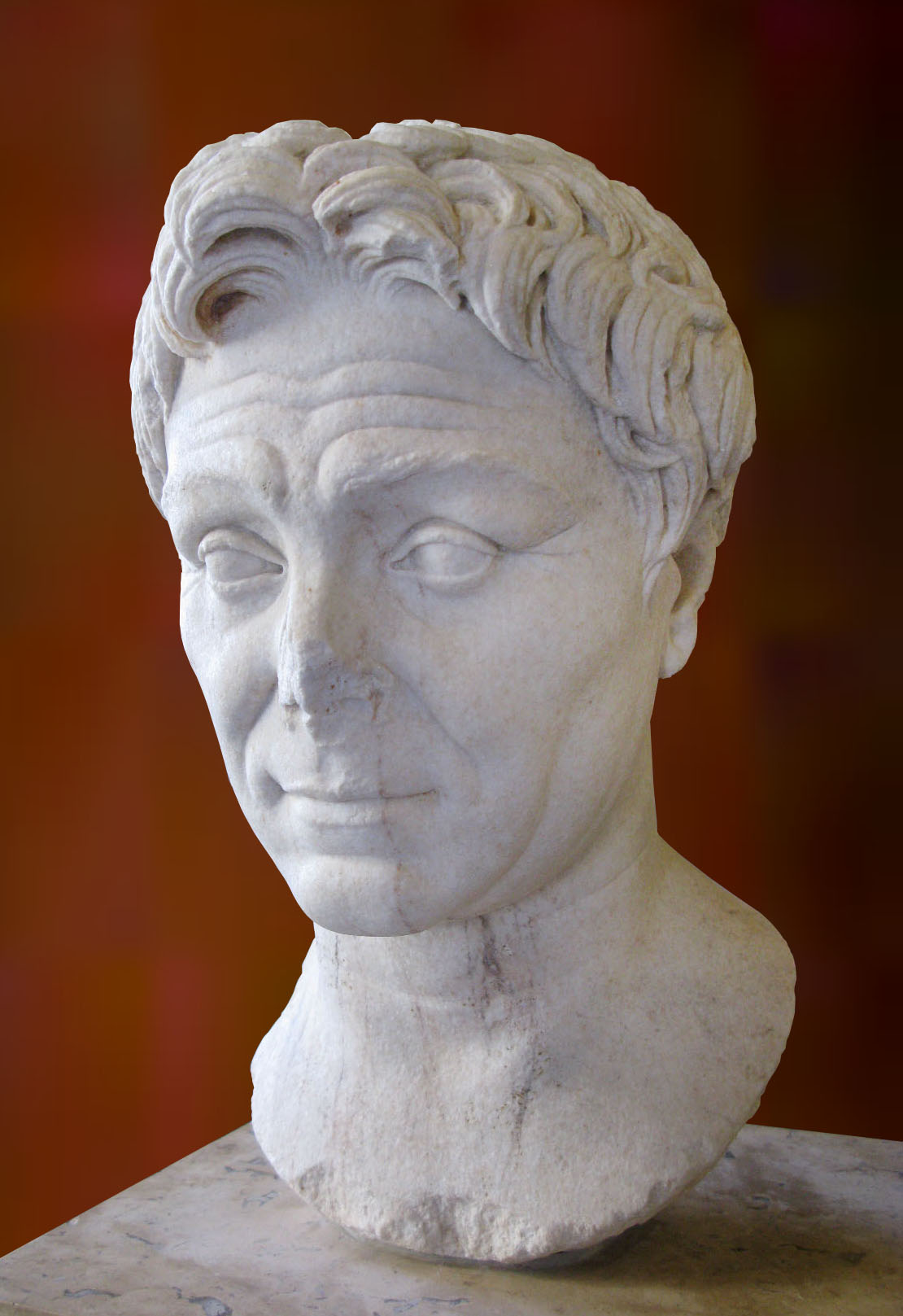
Pompée (106 - 48)
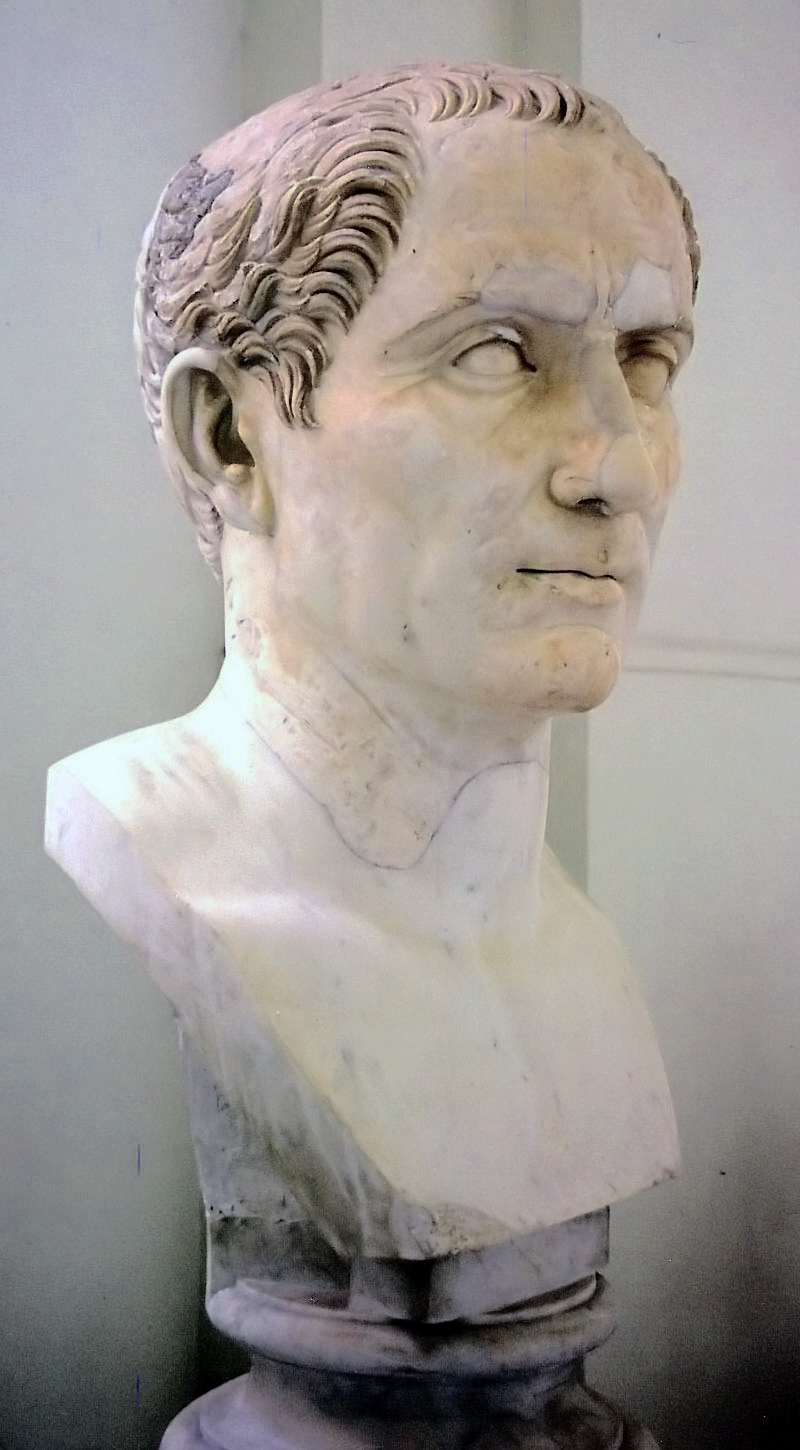
Jules César (102/100 - 44).
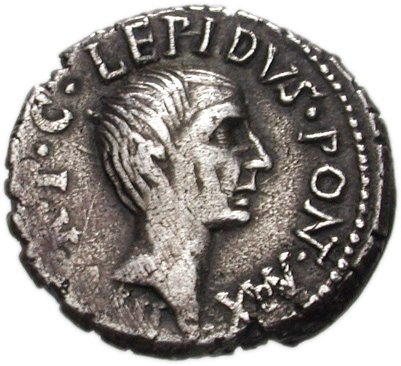
Lépide (89 - 13).
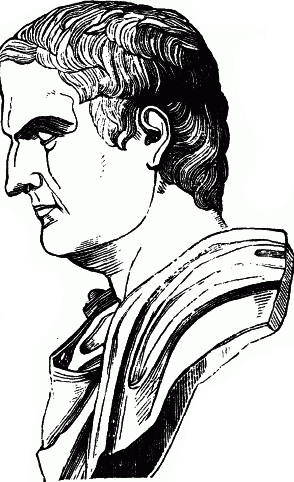
Marc Antoine (v.83 - 30).
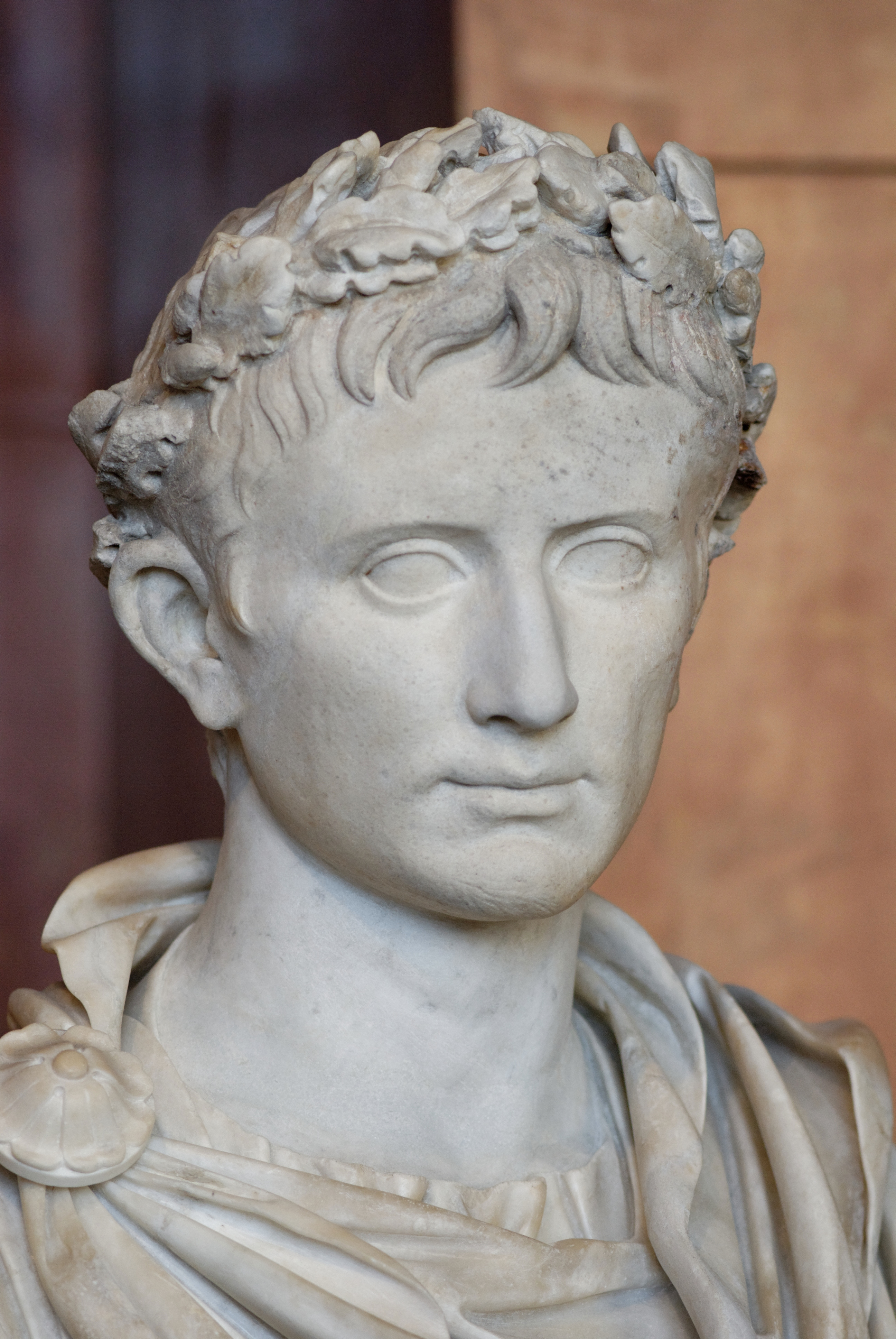
Octave (63 av. J.-C. - 14 apr. J.-C.).

### L'armée et la politique dans les guerres civiles républicaines

#### Les interventions de l'armée dans la vie politique

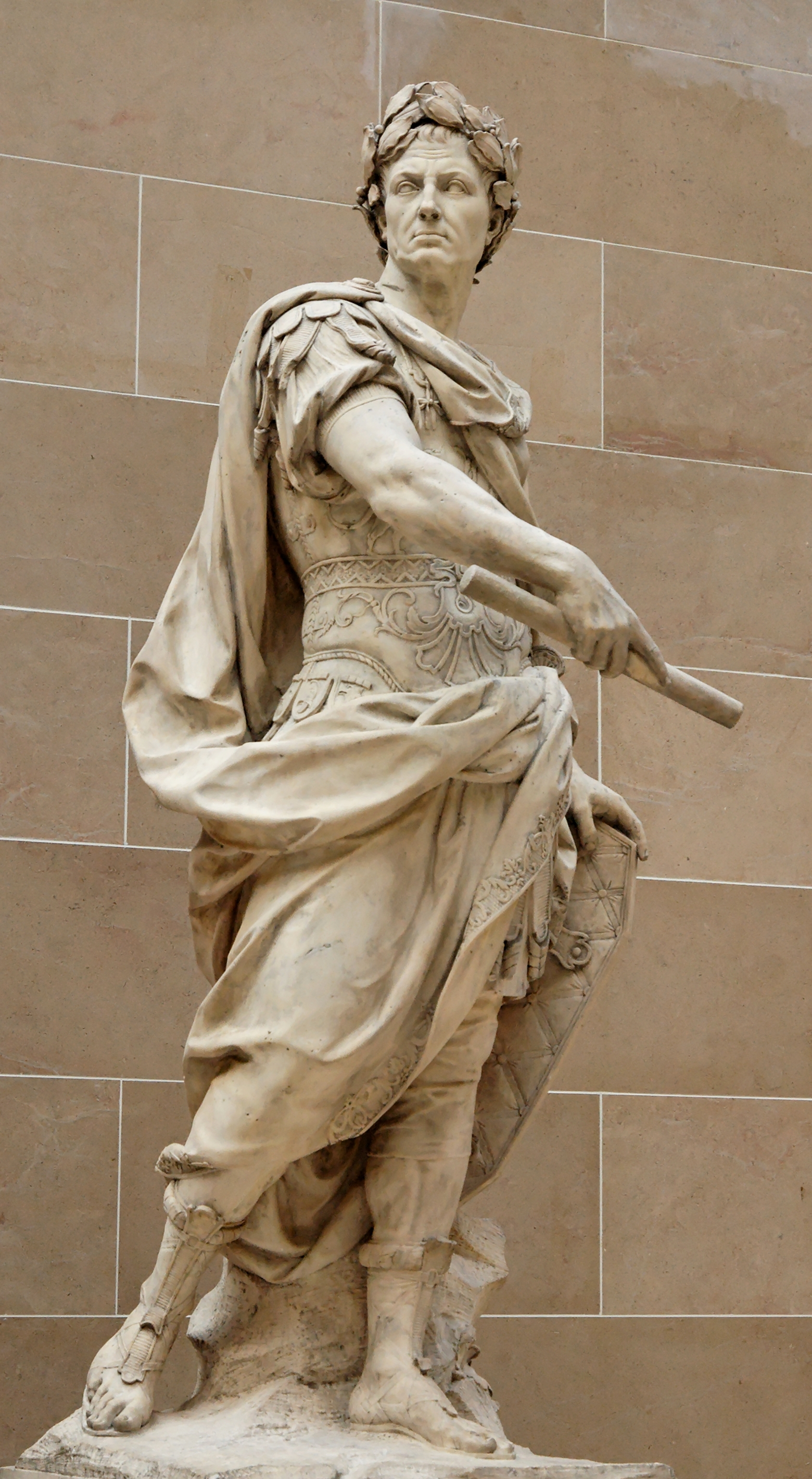
Statue de Jules César réalisée par Nicolas Coustou en 1713. Musée du Louvre, Paris.

Des débuts de la République romaine jusqu'aux débuts des guerres civiles, l'armée romaine n'est jamais intervenue dans la vie politique, n'a jamais contesté les décisions du peuple et du Sénat romain. Quelques tensions ont existé, notamment des mutineries, mais dues à des causes purement militaires, liées à la discipline ou encore au temps de service trop long,.
Lors des élections pour le tribunat de la plèbe pour l'année 100 av. J.-C., Appuleius Saturninus et le préteur Servilius Glaucia, partisans de Caius Marius, n'hésitent pas à faire assassiner leurs concurrents, par l'intermédiaire des vétérans de Marius présents à Rome pour son triomphe. Saturninus, une fois élu, fait à nouveau appel à ces vétérans pour faire voter une loi,.
En 88 av. J.-C., Sylla, qui vient de se faire retirer par la plèbe romaine le commandement de la guerre contre Mithridate réussit à convaincre son armée, en prétextant qu'ils ne seront eux non plus mobilisés pour la guerre à venir, de marcher sur Rome. Les cadres de l'armée refusent de le suivre mais le gros des troupes le suit avec enthousiasme dans cet acte impie et grave de conséquence : c'est la première intervention directe de l'armée contre la ville de Rome, où elle pénètre, et sous sa pression, le peuple et le Sénat romain prennent un certain nombre de mesures. Six ans plus tard, le consul Cornelius Cinna imite Sylla après avoir été chassé de la ville et démis de ses fonctions.
La marche sur Rome en 49 av. J.-C. est justifiée par Jules César pour défendre ses droits injustement et illégalement attaqués selon lui. Six années plus tard, les triumvirs font une entrée remarquée dans la ville, chacun avec une armée, pour légitimer la création du triumvirat mais aussi et surtout pour la répression liée aux proscriptions.

#### Les relations entre l'armée et le général

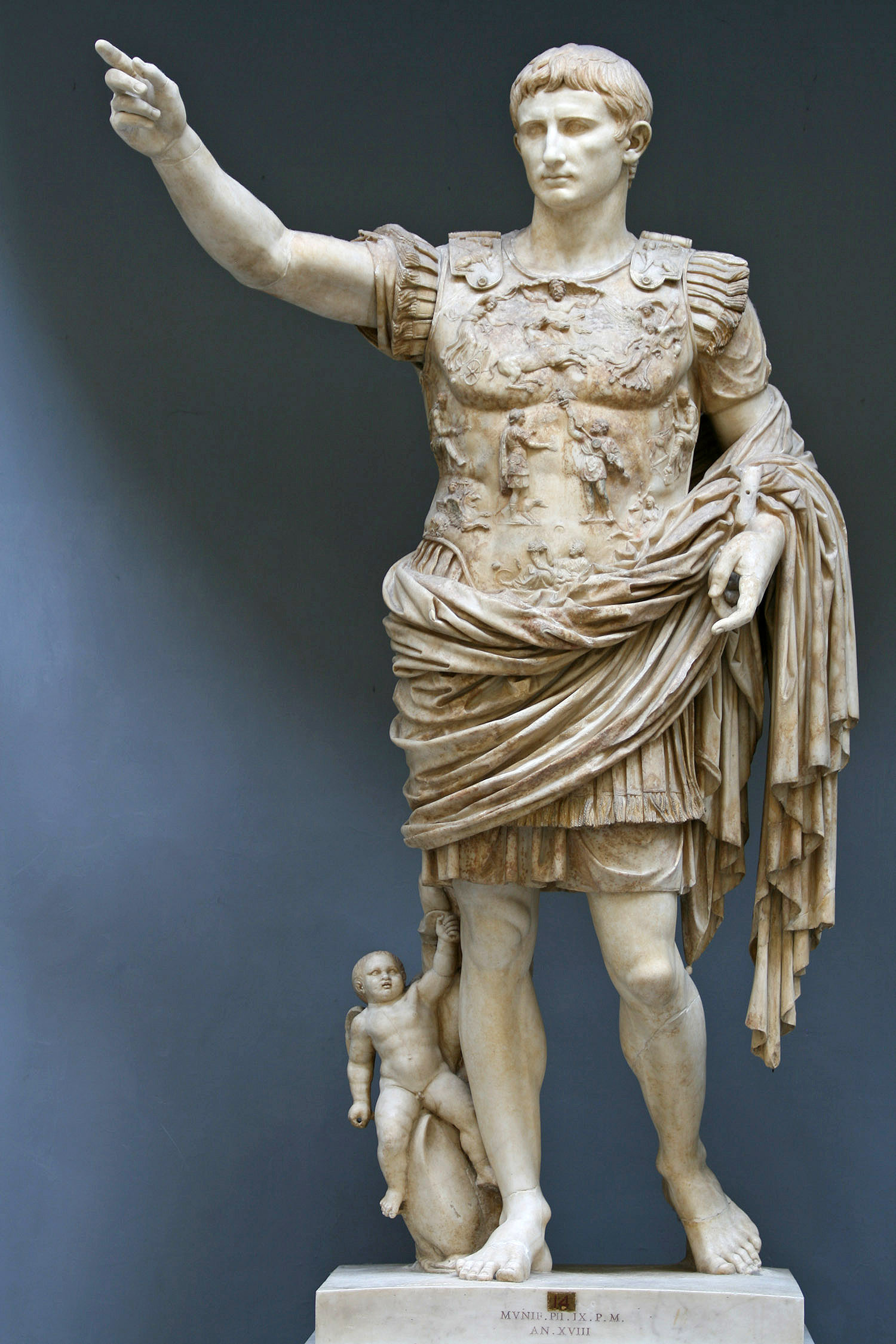
Auguste de Prima Porta. Marbre blanc, début du I Musées du Vatican, Rome.

Les généraux nouent des relations étroites avec leurs soldats, mais ces derniers ne prennent d'initiatives politiques qu'à la toute fin des guerres civiles, l'armée n'intervient presque jamais directement dans la vie politique romaine par elle-même. Ce sont les ambitions, les richesses et le pouvoir extraordinaire de quelques généraux qui mènent les guerres civiles et non l'avidité ou les revendications des soldats, : cependant, le général donne à ses hommes l'occasion de s'enrichir par le butin et s'engage à fournir un lopin de terre une fois le service terminé.
En contrepartie, le soldat s'engage sur une longue durée, ce qui facilite les longues campagnes loin de Rome, permet d'avoir une armée réellement professionnelle, motivés essentiellement par l'appât du gain, et donc plus enclines à servir les intérêts de leur général, qui correspondent aux leurs, qu'à servir la République. Cependant, seule une armée professionnelle engagée à long terme peut être utilisée pour les longues et lointaines guerres menées par Rome pour étendre et maintenir son nouvel empire.

#### L'armée à la fin de la République
Pendant les dernières guerres civiles, le nombre de citoyens et d'auxiliaires mobilisés dans chaque camp explose. Au total, c'est près de 420 000 citoyens uniquement italiens qui seront mobilisés entre 49 et 31 av. J.-C., sans compter les citoyens provinciaux et les troupes auxiliaires,.
À partir de la guerre civile entre César et Pompée (75 000 à 110 000 hommes à Pharsale en 48 av. J.-C., 120 000 à 160 000 hommes à Thapsus en 46 av. J.-C., 100 000 à 130 000 hommes à Munda en 45 av. J.-C.), à celle des Libérateurs (200 000 à 220 000 hommes à Philippes en 42 av. J.-C., plus de 40 légions dans chaque camp, soit 25 % des iuniores italiens) ou à la dernière Guerre civile de la République romaine, les effectifs sont imposants à tel point qu'après la bataille d'Actium, Octave se retrouve à la tête d'une soixantaine de légions, soit environ 360 000 hommes en 31 av. J.-C., dont il licencie plus de la moitié (de 30 à 14 av. J.-C., 260 000 soldats sont démobilisés, et Auguste déclare dans son testament avoir eu jusqu'à 500 000 hommes sous ses ordres durant son règne,) pour ne garder que vingt-cinq légions lors de son règne,.
La professionnalisation de l'armée prend de l'ampleur, le recrutement se base sur le volontariat et non plus sur les classes censitaires, et les vétérans prennent une vraie place dans la société, recevant terres et argent lors de leur démobilisation, tandis que certains pérégrins reçoivent la citoyenneté. Cependant, bien que l'armée est dorénavant composée de volontaires et est presque professionnelle, ce n'est que sous le règne d'Auguste que les procédures et règles de mobilisation, de recrutement et d'avancement sont fixées et réglementées. L'armée impériale est alors une armée permanente et non plus une armée de conscription.